# Mercedes-Benz G-Klasse
Die G-Klasse (oder auch G-Modell; G steht für Geländewagen) ist eine Modellreihe von Mercedes-Benz, die seit 1979 produziert wird. Sie wurde in Kooperation mit dem österreichischen Steyr-Daimler-Puch-Konzern entwickelt und wird in Graz in der Steiermark hergestellt. Bis 2000 wurde die Klasse in Österreich und einigen anderen Ländern unter der Marke Puch G verkauft. Die Karosserieform des Fahrzeuges wurde zwischen 1979 und 2018 kaum verändert, technisch erfuhr es aber immer wieder Verbesserungen und Aktualisierungen. Diese betrafen vor allem Motoren, das Interieur und Sicherheitsmerkmale. Die Produktion des geschlossenen Modells mit kurzem Radstand wurde 2012 eingestellt, die Fertigung des Cabriolets 2013. 2018 präsentierte Mercedes-Benz eine komplett neue Generation, an der das äußere Erscheinungsbild nur geringfügig verändert wurde.
2016 erreichte Mercedes-Benz einen neuen Absatzrekord mit knapp 20.000 verkauften Einheiten innerhalb eines Jahres und baute von 1979 bis August 2025 insgesamt über 600.000 Fahrzeuge. Ältere Modelle sind als Oldtimer sehr gefragt.

## Modellgeschichte

### Allgemeines
Von der G-Klasse wurden im Wesentlichen drei Aufbauvarianten für die zivile Nutzung gebaut: ein zweitüriges Cabriolet, ein geschlossener Dreitürer (Station kurz) und eine fünftürige Langversion (Station lang). Die ursprüngliche Variante des W 460 wurde bis 1990 produziert, danach erfolgte eine Unterteilung in zwei Modelle für verschiedene Kundenansprüche: W 461 mit zuschaltbarem Allradantrieb und etwas reduzierter Ausstattung für Behörden, Kommunen und Streitkräfte sowie W 463 mit gehobener Ausstattung und permanentem Allradantrieb. Daneben gab es noch die Bezeichnung W 462, baugleich zum W 461, jedoch als CKD-Sätze bei ELBO in Griechenland montiert.

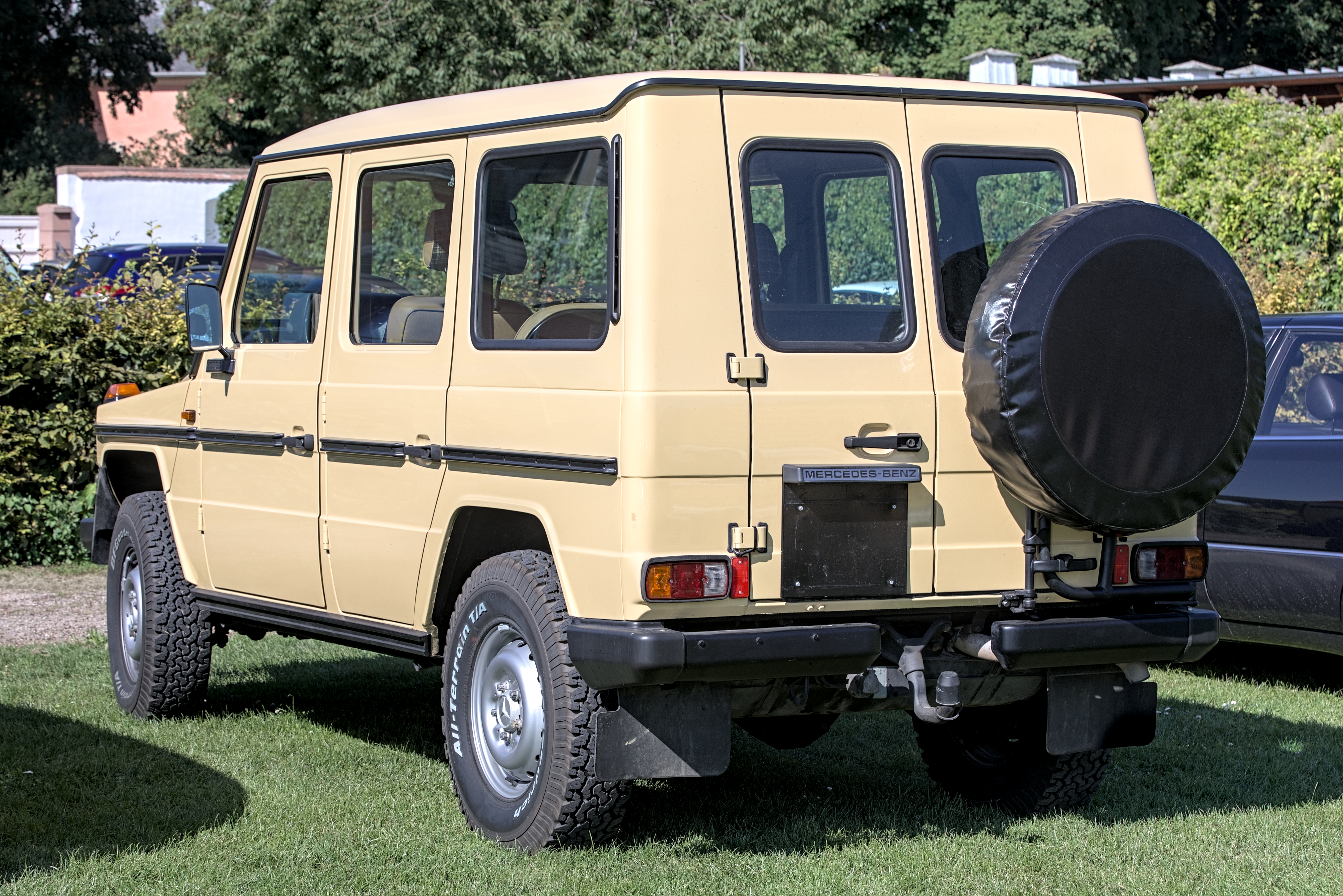
G-Klasse W 460, Heckansicht, 5-Türer
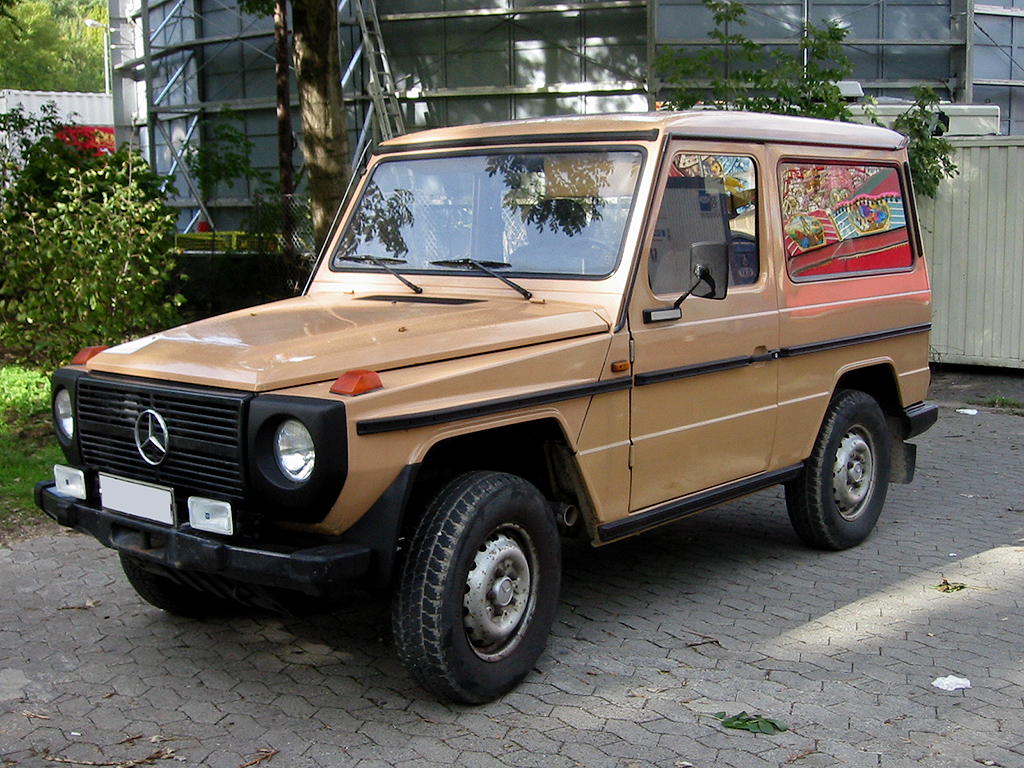
G-Klasse W 460, kurzer Radstand, 3-Türer
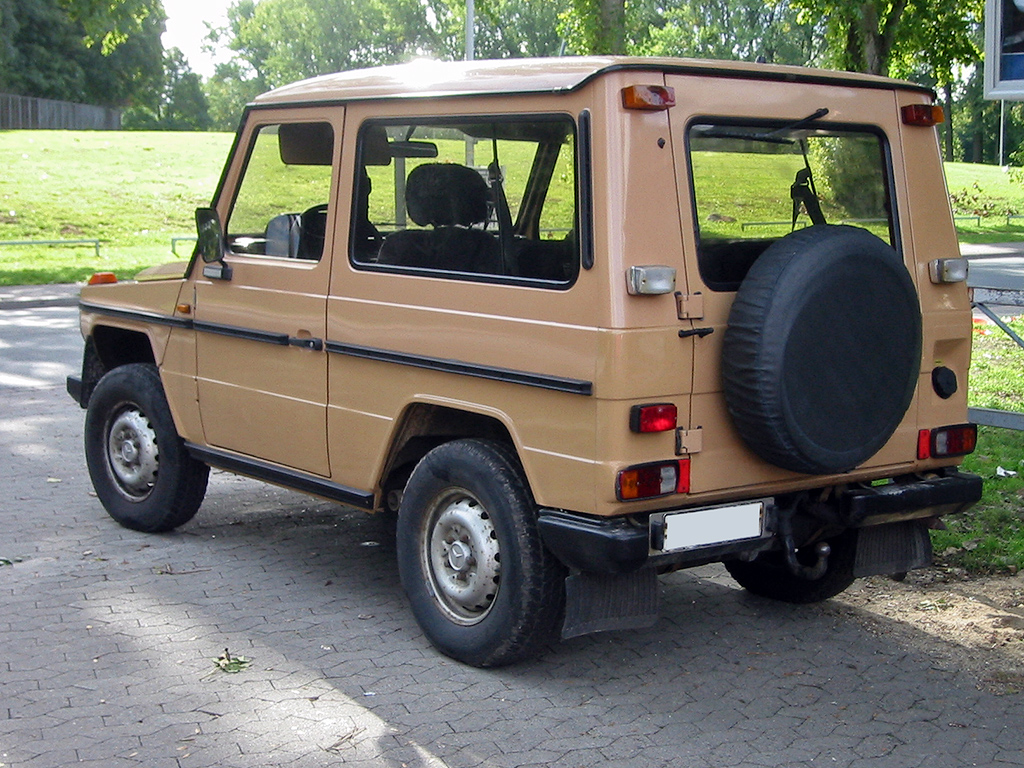
G-Klasse W 460, Heckansicht, 3-Türer

Ab dem Jahr 2001 wurde aus der Baureihe W 461 der Kundenstamm mit dem G 270 CDI Worker bedient. Dieser war mit dem 2,7 Liter Reihenfünfzylinder OM 612 ausgestattet und leistete 115 kW (156 PS) sowie ein max. Drehmoment von 400 Nm. Ab 2007 wurde er mit dem aktuellen OM 642 als G 280 CDI angeboten – dies nur für Behörden und Kommunen sowie das Militär. Für Privatpersonen stand die neue Variante des 461ers zuerst als EditionPur in limitierter Auflage ab Mai 2009 zur Verfügung, ab Januar 2010 war ein nahezu baugleiches Modell als G 280 CDI bzw. G 280/300 (mit Euro 5) CDI Professional erhältlich. Die Fahrzeugelektronik wurde weitestgehend in den Innenraum verlegt, um dem härteren Einsatz bei Militär und Behörden Rechnung tragen zu können; die Wattiefe und Bodenfreiheit sind gegenüber dem 463er leicht erhöht worden. Auch ist eine Schlechtsprit-Variante des OM 642 erhältlich, jedoch nur in der Euro-3-Abgasnorm mit Einzelabnahme.
Als Karosserievarianten stehen neben dem Station lang und dem Kastenwagen mit 2850 mm Radstand erneut die Varianten Fahrgestell mit/ohne Pritsche und einem Radstand von 3428 mm zur Verfügung.
Die G-Klasse gilt als eines der geländegängigsten alltagstauglichen Autos, trotz der im Konkurrenzvergleich eher geringen Achsverschränkung, vor allem im Vergleich zum Land Rover Defender. Die geringere Achsverschränkung kann aber durch drei Differentialsperren ausgeglichen werden. Beim G liegt der Kippwinkel bei etwa 38 Grad. Sicher fahrbar sind bei gutem Untergrund 35 Grad, statisch kippt das Auto bei 40 Grad, wobei es hier auf Bereifung, den Schwerpunkt, Zuladung und Dachlast ankommt.

### Entwicklung

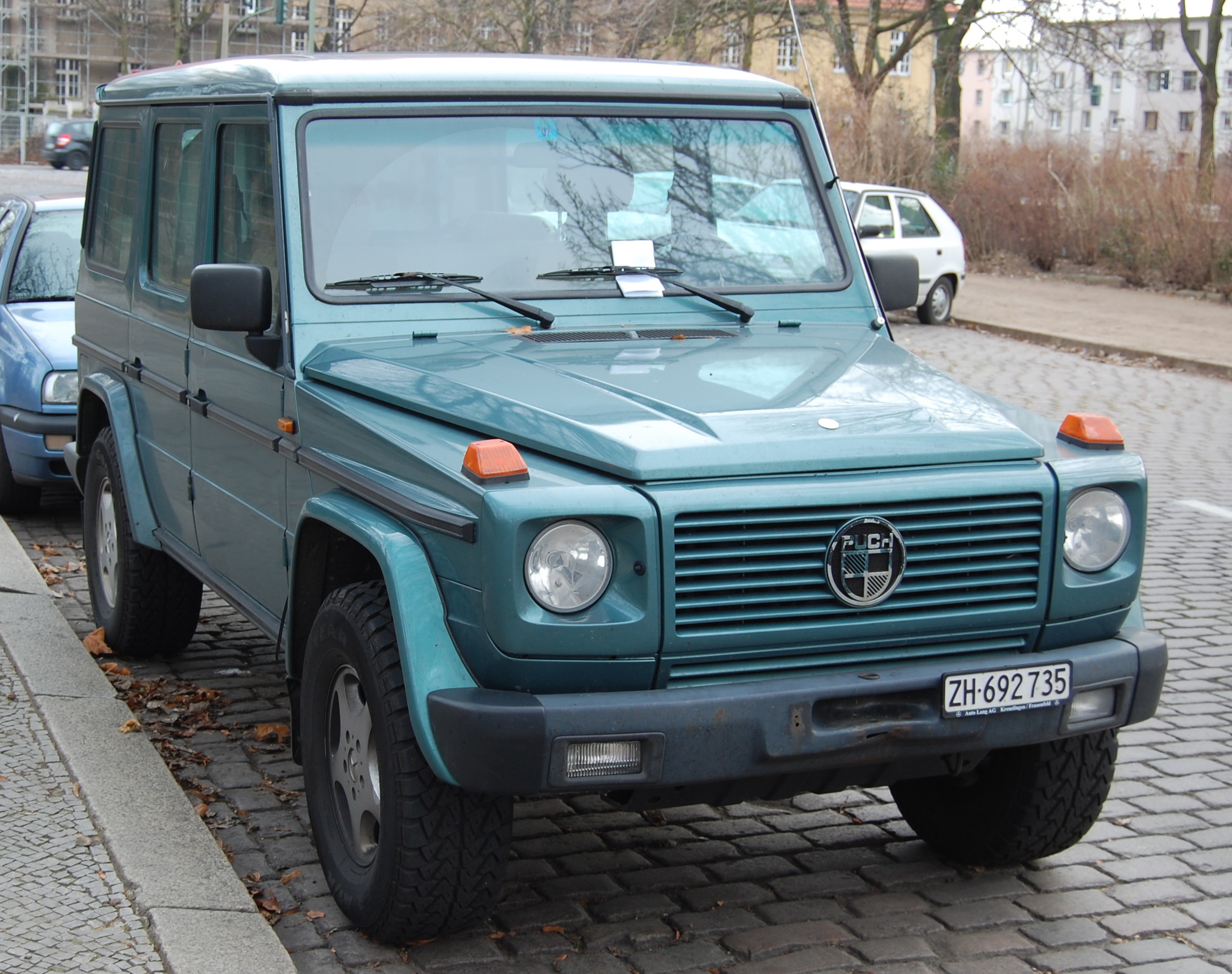
Puch G

Daimler-Benz und der österreichische Hersteller Steyr-Daimler-Puch (jetzt Magna Steyr) vereinbarten 1972 die gemeinsame Entwicklung eines Geländewagens. Dies geschah auf Drängen des iranischen Herrschers Mohammad Reza Pahlavi, der im Besitz von bis zu 18 % der Daimler-Benz-Aktien war. Der Wagen war im Iran für Grenzpatrouillen sowie als Jagdwagen vorgesehen. Anfangs hoffte man auf die Bundeswehr als zusätzlichen Abnehmer. Einige der zur Verfügung gestellten Modelle fanden dort große Resonanz, letztendlich fiel aber aus Kostengründen die Wahl auf den VW Iltis. 1975 wurde die Serienproduktion beschlossen und als Fertigungsstandort Graz gewählt, wo der Großteil der Entwicklungsarbeit geleistet wurde. Dort wird die G-Klasse bis heute mit einem erheblichen Anteil an manueller Arbeit hergestellt. Neben der Produktion ist seit 1992 die Weiterentwicklung der G-Klasse in Graz beheimatet.
Anforderungen für den Geländewagen waren in erster Linie Geländetauglichkeit, auch unter erschwerten Bedingungen, Zugkraft und Langlebigkeit. Entsprechend ist das G-Modell ausgelegt. Die Basis des Fahrzeugs bildet ein Kastenrahmen aus geschlossenen Längsprofilen und Quertraversen. Die Achsen sind starr, im Gelände nützlich sind die langen Federwege und die große Bodenfreiheit sowie zuschaltbare Differentialsperren. Im Gelände zeigte die G-Klasse gute Leistungen, so dass das Auto bis heute nicht nur von Offroad-Freunden, Jägern und Reitern gekauft wird. Verschiedene Streitkräfte, Feuerwehren, Katastrophenschutz und die UNO nutzen die Wolf genannte Militärversion des G-Modells.
Im Februar 1977 gründeten Daimler-Benz und Steyr-Daimler-Puch ein gemeinsames Joint-Venture, die Geländefahrzeug Gesellschaft mbH (GfG) mit Sitz in Graz. Beide Partner hielten je 50 % der Anteile. Die GfG war für die Anfang 1979 anlaufende Produktion verantwortlich und als Hersteller des Geländewagens im Fahrzeugschein notiert.
Im Jahr 1981 wurde die deutsch-österreichische Zusammenarbeit neu organisiert: Daimler-Benz übernahm allein die Weiterentwicklung des Fahrzeugs, Steyr-Puch im Lohnauftrag die Produktion. Mit der Auflösung der GfG ist diese nicht mehr offizieller Hersteller des G-Modells, seit 1. August 1981 wird die Daimler-Benz AG in die Fahrzeugpapiere als Hersteller eingetragen.
Als kleinster Motor stand 1979 der Mercedes OM 616, ein Vierzylinder-Dieselmotor mit 2,4 Litern Hubraum und 53 kW (72 PS) Leistung zur Verfügung. Die Höchstgeschwindigkeit lag bei 117 km/h. Beliebteste Variante wurde der 300 GD mit dem aus der Pkw-Produktion bekannten 3-Liter-Fünfzylindermotor OM 617. Die stärkste Variante, der mit dem M 110 ausgerüstete 280 GE, leistete (durch Verdichtungsreduktion und Einsatz „zahmerer“ Nockenwellen gedrosselt) 115 kW (156 PS). Eine geplante Variante des 300 GD als 300 GD Turbodiesel wurde nicht mehr realisiert, da die nachfolgende Motorengeneration bereits fertig entwickelt war. Auf besonderen Kundenwunsch hin wurden ab Werk einige Fahrzeuge mit dem OM 617 A bestückt. Automatische Getriebe aus den leichten Transporterreihen von Mercedes-Benz standen ab 1981 für den 230 GE, den 280 GE und den 300 GD wahlweise zur Verfügung.
1983 gewann Jacky Ickx mit einem 162 kW (220 PS) starken 280 GE die Rallye Paris-Dakar. In den folgenden Jahren wurde die Ausstattung kontinuierlich erweitert, unter anderem bekam das Cabrio ein besseres Verdeck. Ein Katalysator war ab 1986 in der G-Klasse verfügbar.
1990 wurde die Baureihe W 463 eingeführt. 1992 löst der W 461 den W 460 ab. Ein Jahr später wird als Sondermodell der 500 GE mit Achtzylinder-V-Motor (M 117) präsentiert. Gleichzeitig wird analog zu allen Mercedes-Baureihen die Typenbezeichnung umgestellt (z. B. 290 GD zu G 290 D). Im Jahr 2001 wurde der Verkauf des W 461 eingestellt. Dieser wird aber für Militär und Kommunen weiter produziert; 2001 fand eine Abkehr vom „klassischen“ Allradkonzept mit starr zuschaltbarem Vorderradantrieb hin zum permanenten Allradantrieb des Typs W 463 statt. Seit 2009 ist der W 461 wieder für Privatkunden erhältlich, zuerst als limitierter G 280 CDI Edition.PUR, seit 2010 als G-Klasse Professional. Mit dem G 280 CDI Edition.PUR wird ebenfalls die 461er Baureihe auf permanenten Allradantrieb umgestellt.

GD 300 - W 463 (1990) Frontansicht, 5-Türer, schmale Achse
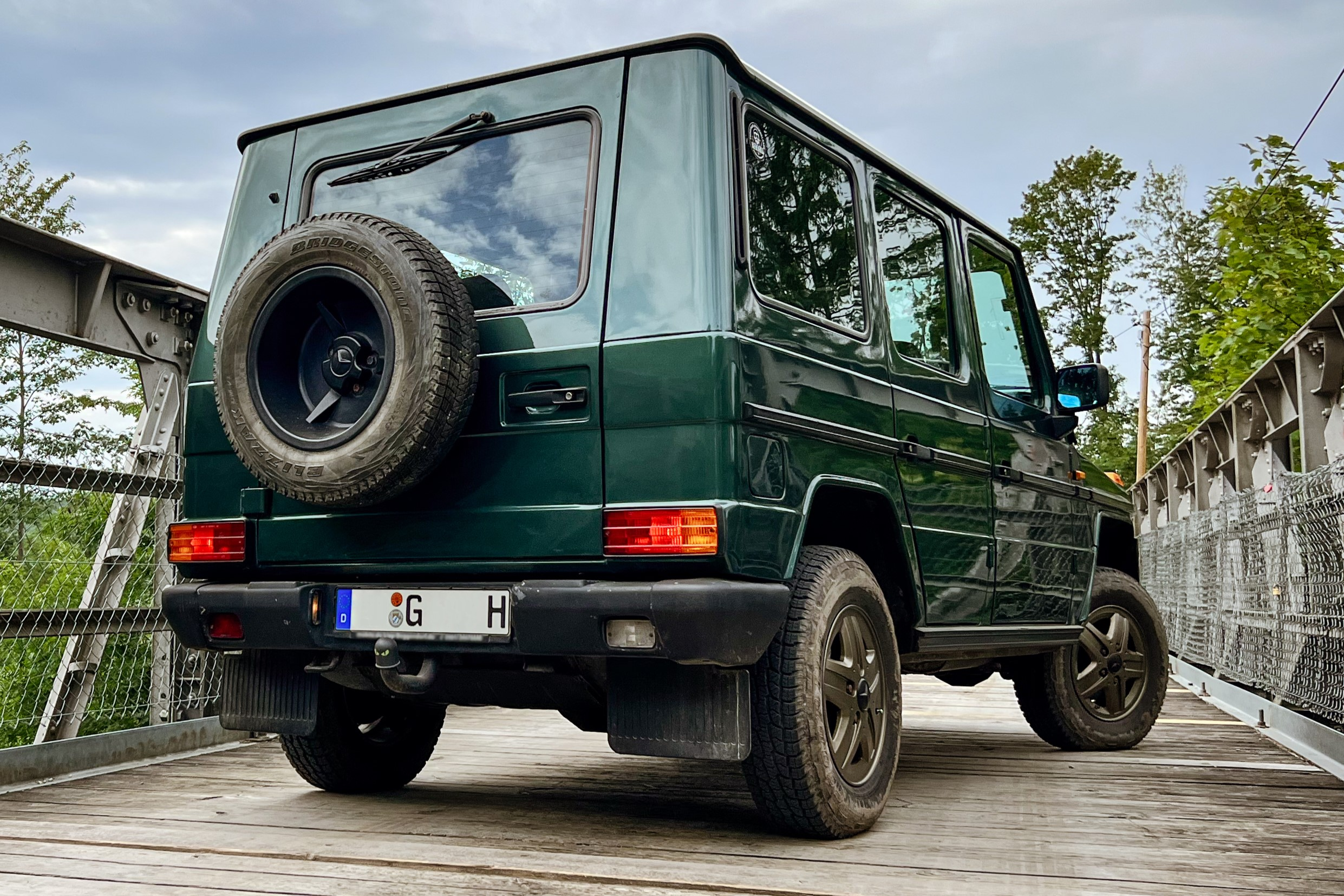
GD 300 - W 463 (1990) Heckansicht, 5-Türer, schmale Achse

Nach und nach wurden beim W 463 neue Motoren eingeführt; 1999 kam das erste G-Modell in AMG-Ausführung auf den Markt, dessen V8-Saugmotor 260 kW (354 PS) leistet. Auch neue Dieselmotoren mit CDI-Technik wurden ab Modell 2001 in der G-Klasse angeboten. Die Leistungen stiegen so Anfang des neuen Jahrtausends auf bis zu 184 kW (250 PS) beim dieselbetriebenen G 400 CDI sowie 350 kW (476 PS) beim benzinbetriebenen, ab 2004 aufgeladenen G 55 AMG. In wenigen Exemplaren bot AMG den G 63 mit einem 6,3-Liter-Zwölfzylinder-Motor an. Nur etwa 13 Exemplare wurden gebaut, auf Wunsch in einer siebensitzigen Langversion.

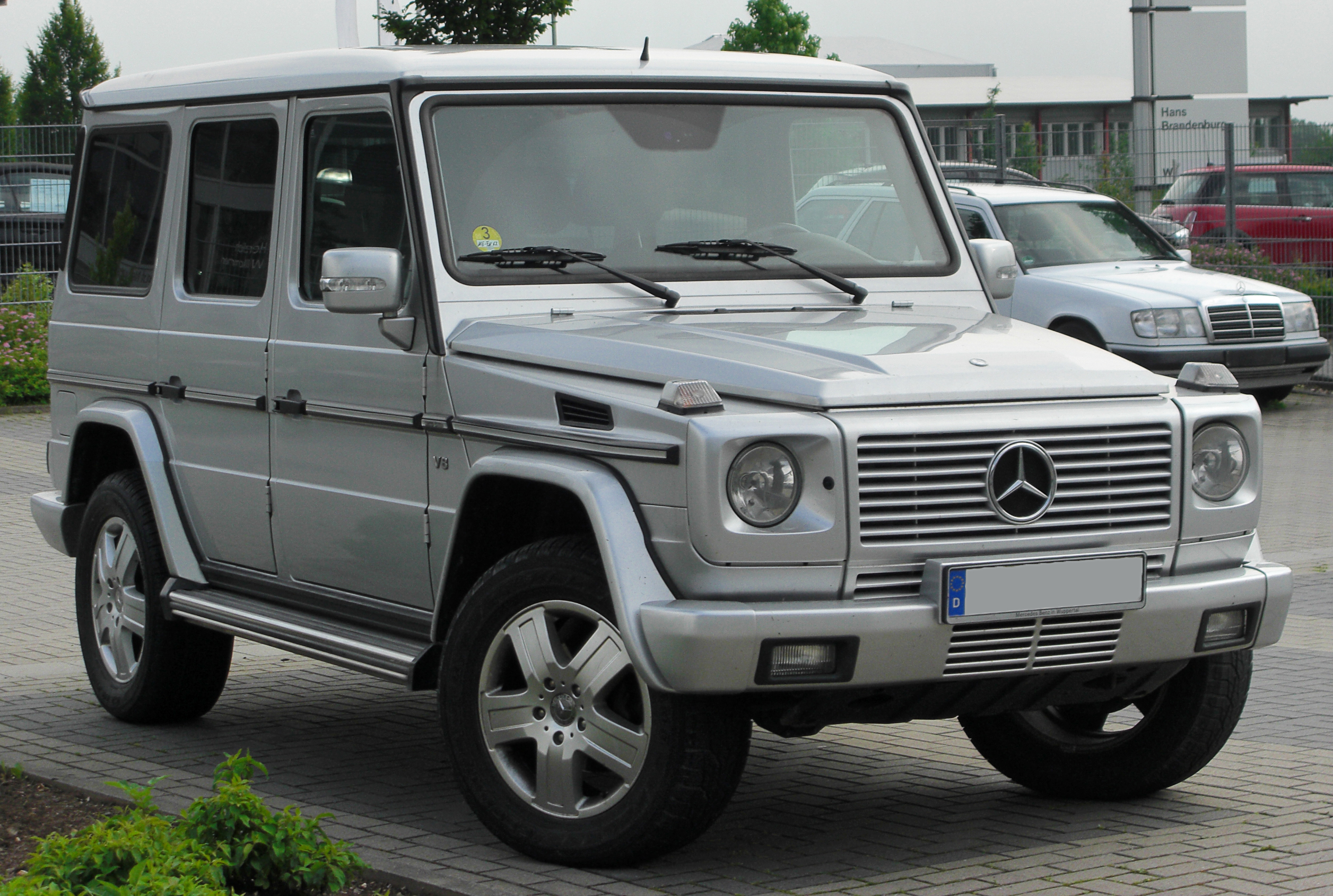
G 400 CDI Limited Edition (2001–2005)
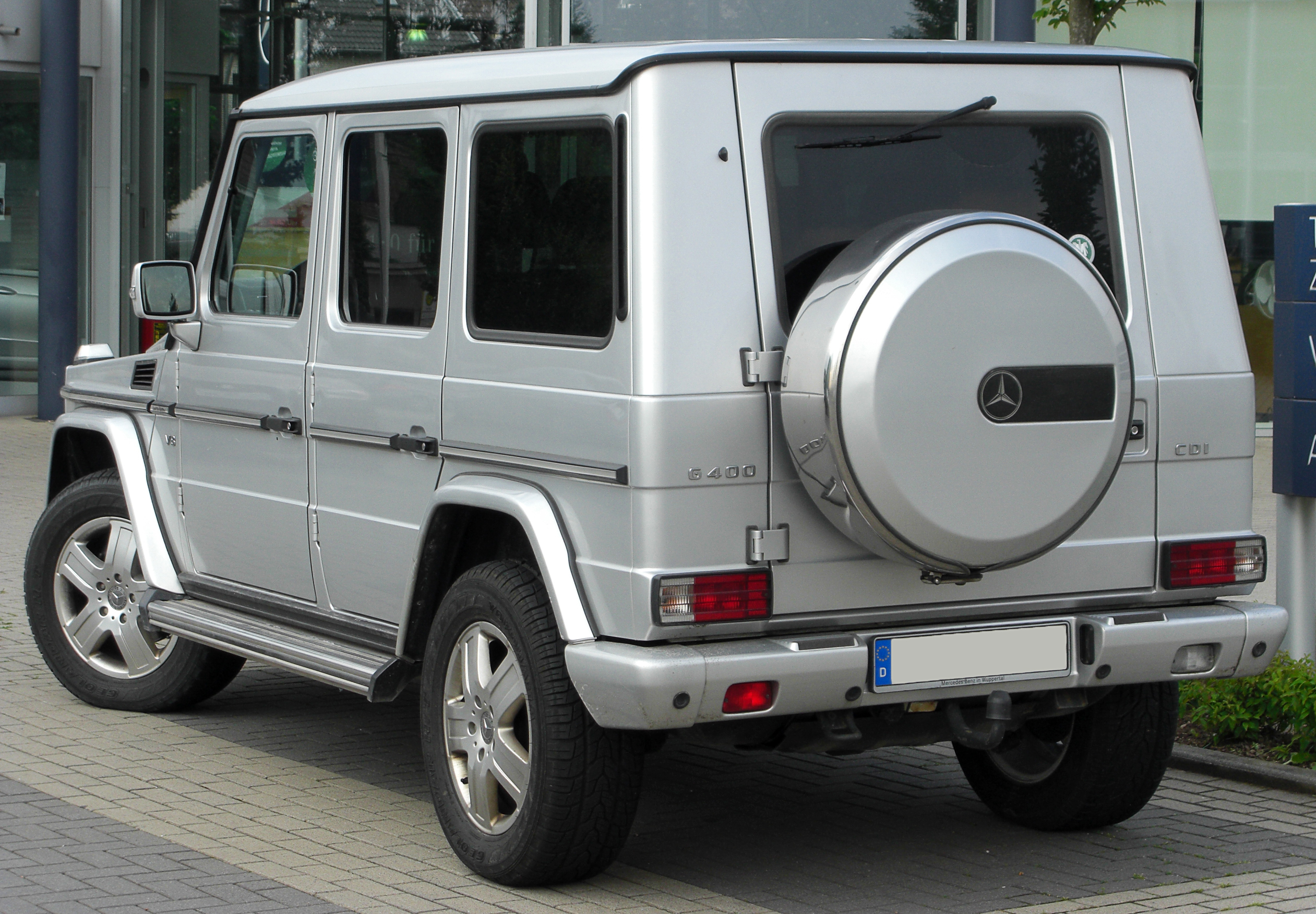
Heckansicht
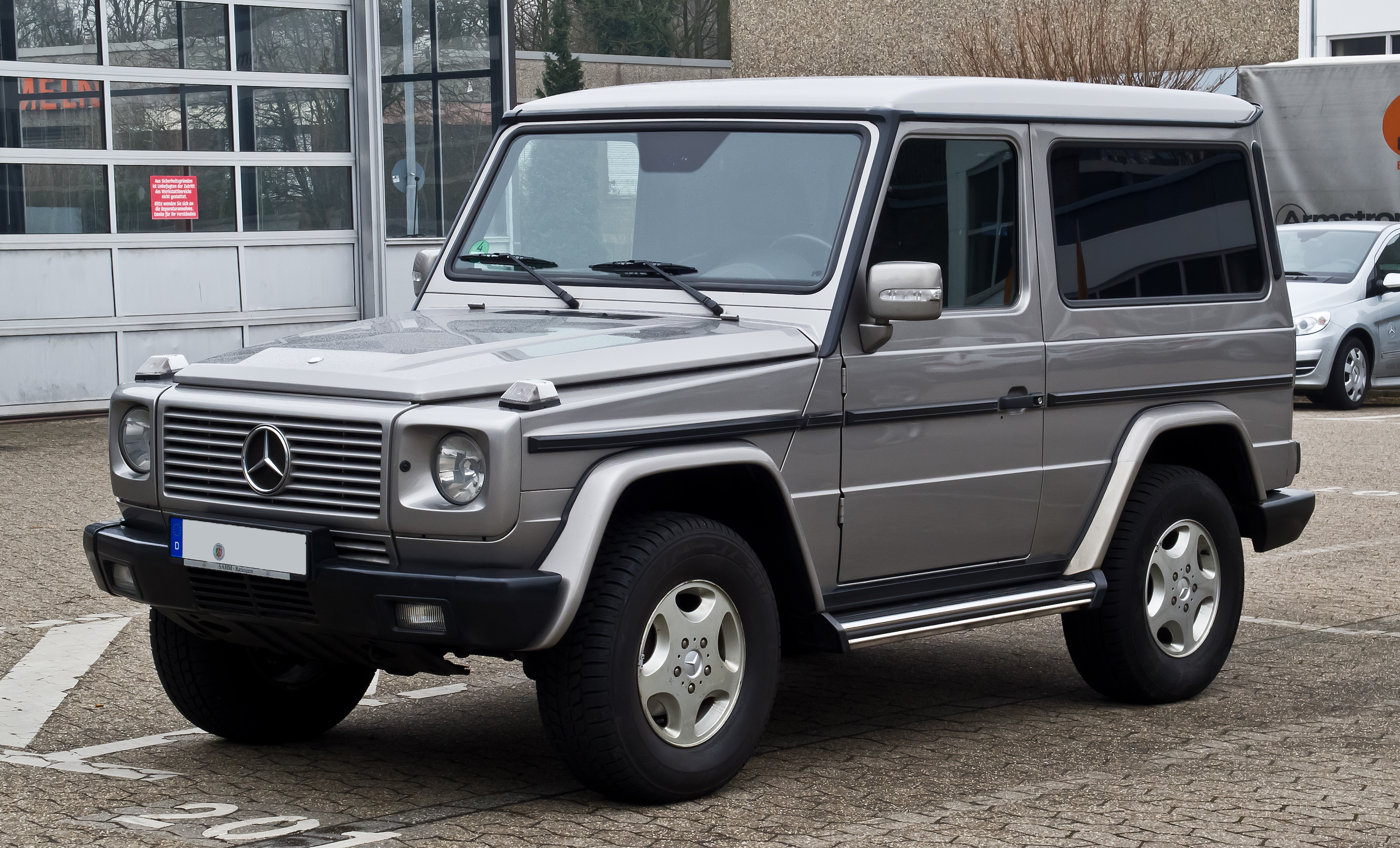
G 270 CDI Kurz (2001–2005)
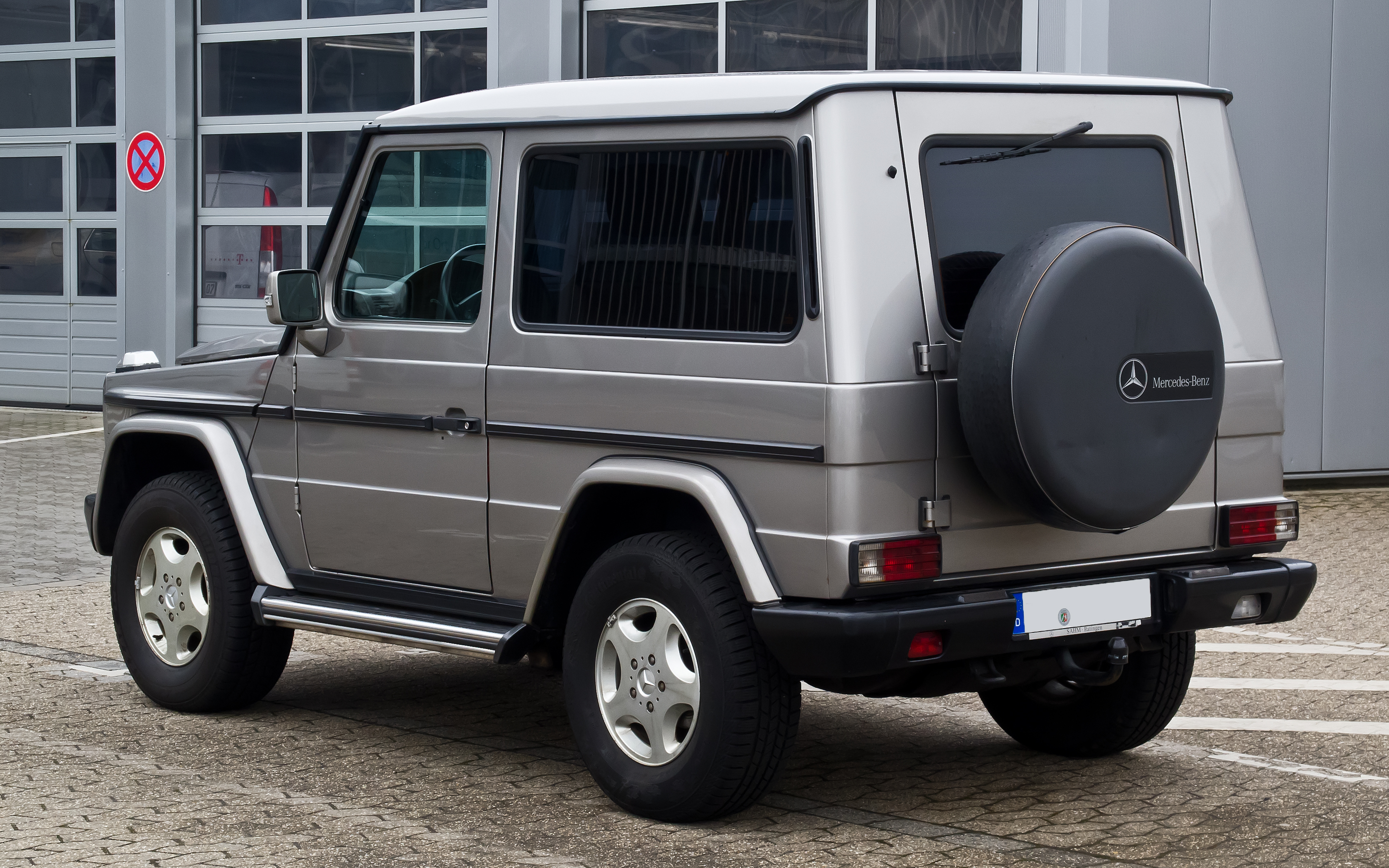
Heckansicht
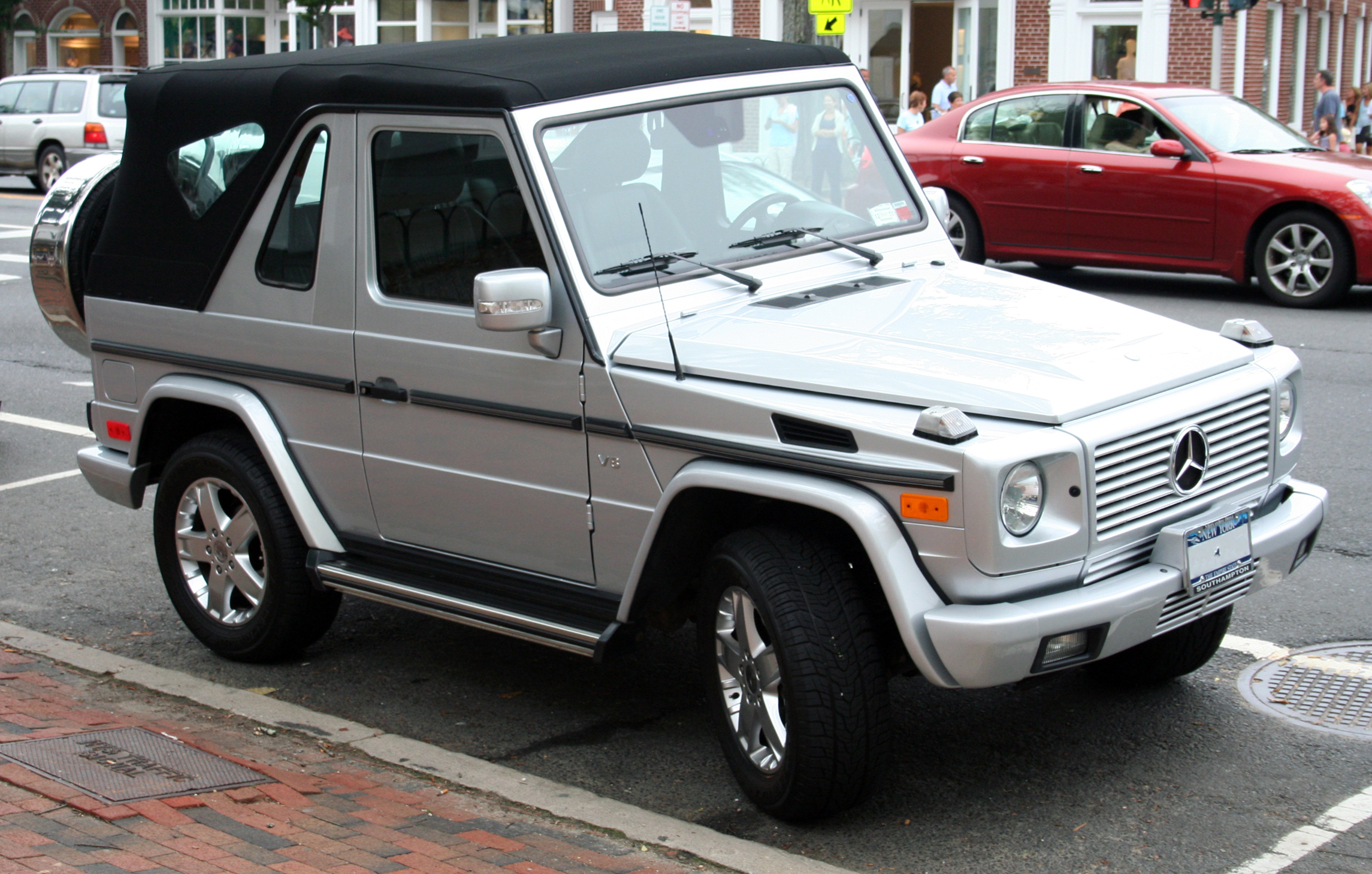
G-Klasse Cabrio (2001–2007)

Ab 2006 waren wahlweise Xenon-Scheinwerfer erhältlich. Bis zur Einstellung waren vier Motoren (G 350 d, G 500, G 63, G 65) und nur noch eine Karosserieform im Angebot, nachdem die Version mit kurzem Radstand 2012 und das Cabriolet Ende 2013 eingestellt worden waren, wobei die AMG-Varianten nur als lange Modelle angeboten wurden. Der Diesel leistete 180 kW (245 PS), der G 500 mit dem aktuellen 4,0-Liter-V8 (Motor M 176) 310 kW (422 PS).
Für die französische Armee montierte Peugeot ab 1981 den P4 VLTT (Voiture Légère Tous Terrains) mit der Karosserie der G-Klasse, aber mit dem Indénor-Dieselmotor XD2 mit seitlicher Nockenwelle (wie er im Peugeot 504 zum Einsatz kam) sowie Peugeot-Getriebe und -Achsen.

### Puch G und Mercedes G

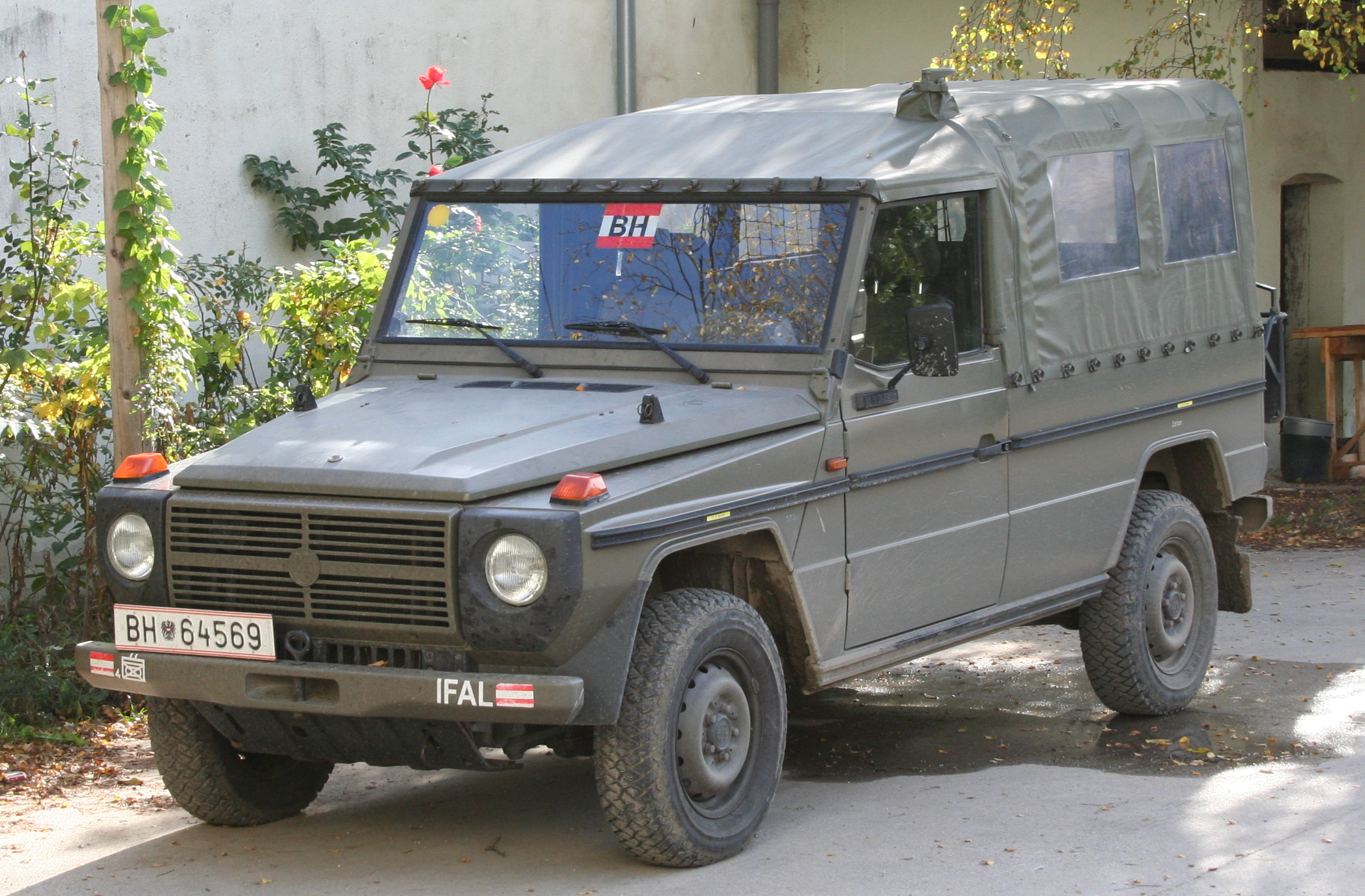
Puch G des österr. Bundesheeres

Der unterschiedliche Markenname Puch G bzw. Mercedes-Benz G-Klasse resultierte aus der zwischen den beiden Partnern vereinbarten Vertriebsverantwortung: In Österreich, der Schweiz, Liechtenstein, Jugoslawien bzw. dessen Nachfolgestaaten (Serbien, Slowenien, Kroatien, Mazedonien, Bosnien/Herzegowina), Großbritannien (W 461) und in Teilen Afrikas wurde der Geländewagen als Puch G, in allen anderen Ländern als Mercedes-Benz G verkauft.
Die Aufteilung der Vertriebsregionen wurde im Jahr 2000 beendet. Zu diesem Zeitpunkt waren etwa 10 Prozent der G-Klasse mit einem Puch-Emblem ausgestattet und rund 90 Prozent mit dem Mercedes-Stern. Auch wenn die Geländewagen seit 2000 standardmäßig als Mercedes-Benz G die Fabrik verlassen, bietet das Puch-Kompetenzzentrum von Magna weiterhin die entsprechenden Symbole für eine nachträgliche optische Umrüstung auf Puch G an.
Den ersten Puch G in den USA fährt Arnold Schwarzenegger. Für den Österreichbesuch des Papstes Johannes Paul II. im Jahr 1983 wurden am Papamobil anstelle der Mercedes-Benz-Markenzeichen solche von Puch angebracht.

### Modellpflege 2007
Zum Modelljahr 2007 wurde eine überarbeitete Version des Geländewagens vorgestellt, die vor allem im Innenraum aktualisiert wurde. Äußerlich wurden serienmäßig Bi-Xenon-Scheinwerfer eingesetzt und die Heckleuchten geändert. Ausgeliefert wurden die neuen Modelle ab April 2007.
Das modellgepflegte Cockpit erhielt ein neues Kombiinstrument mit vier chromumrandeten Rundinstrumenten aus der C-Klasse. Ebenfalls neu ist das beleuchtete Vierspeichen-Multifunktionslenkrad, das im G 320 CDI aus Leder und in den anderen Modellen aus einer Leder-Holz-Kombination besteht. Des Weiteren wurde die Mittelkonsole modifiziert und bekam neue Regler und Schalter für die Klimaanlage. Serienmäßig in Modellen mit Dieselmotor ist ein CD-Radio mit Telefontastatur eingebaut, außerdem ist eine vordere Sitzheizung für alle Modelle Serie. Gegen Aufpreis oder in Verbindung mit den Ottomotoren ist das Comand APS-System mit DVD-Navigation, Radio, CD-Player und Kompassfunktion erhältlich.
Das Angebot der Sonderausstattungen wurde im Rahmen der Modellpflege ergänzt. Dazu zählt eine Rückfahrkamera, ein Reifendruckkontrollsystem und eine Sportauspuffanlage, ähnlich der im G 55 AMG. Neben dem Interieurpaket Artico mit Sitzbezügen aus einer Ledernachbildung erweitert die neue Farbe Cognac die bisherige graue oder schwarze Lederausstattung.

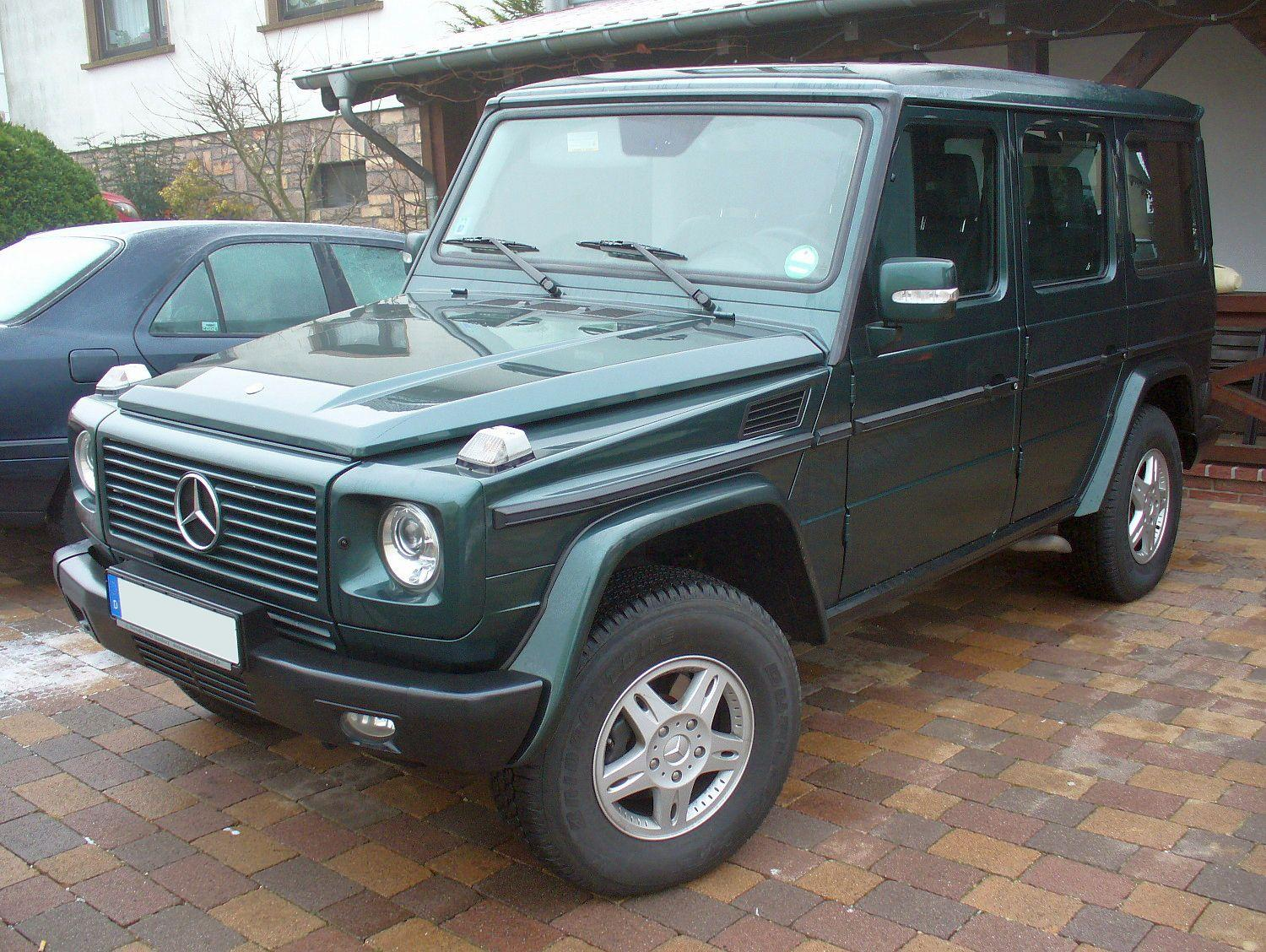
G 320 CDI (2007/2008)
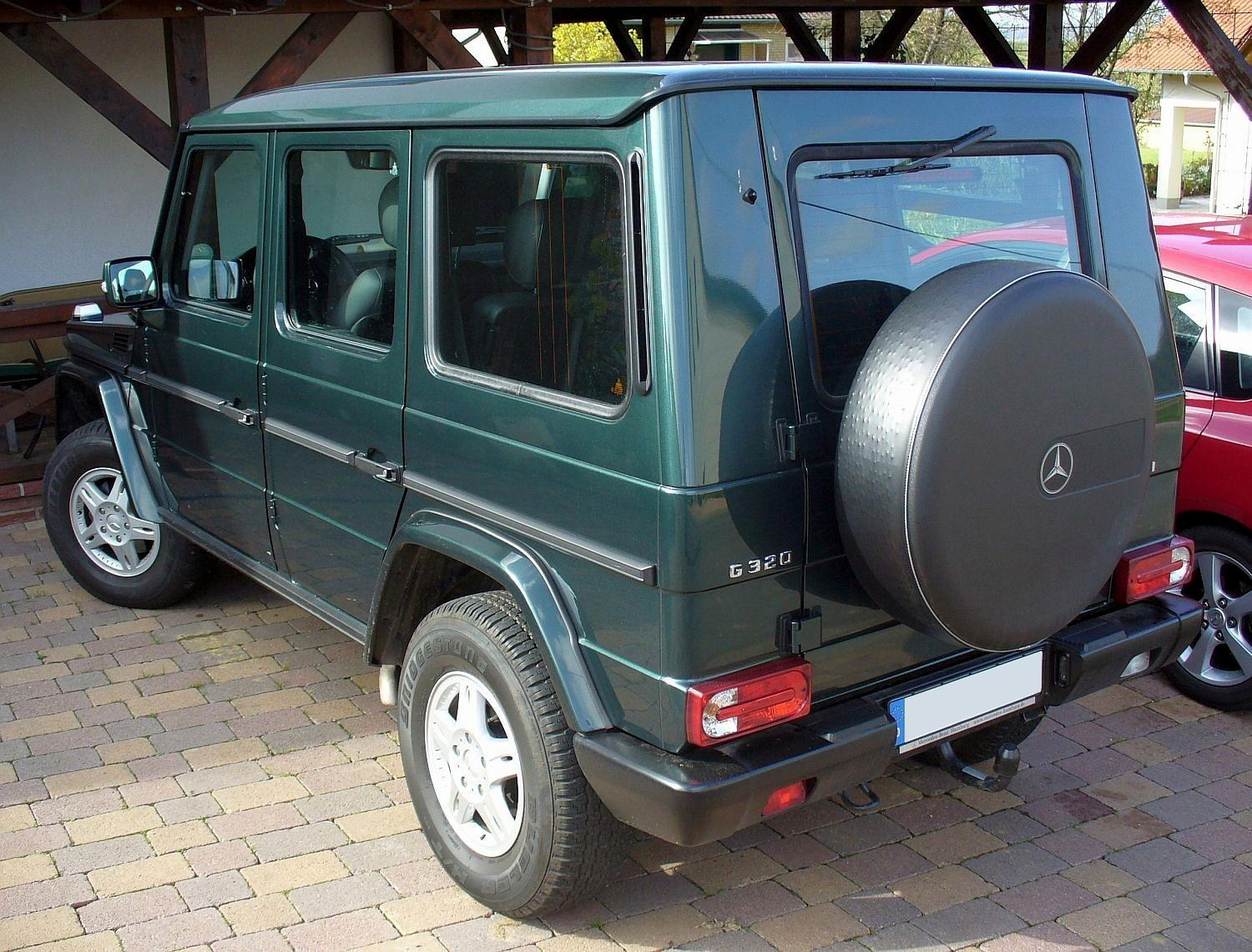
Heckansicht
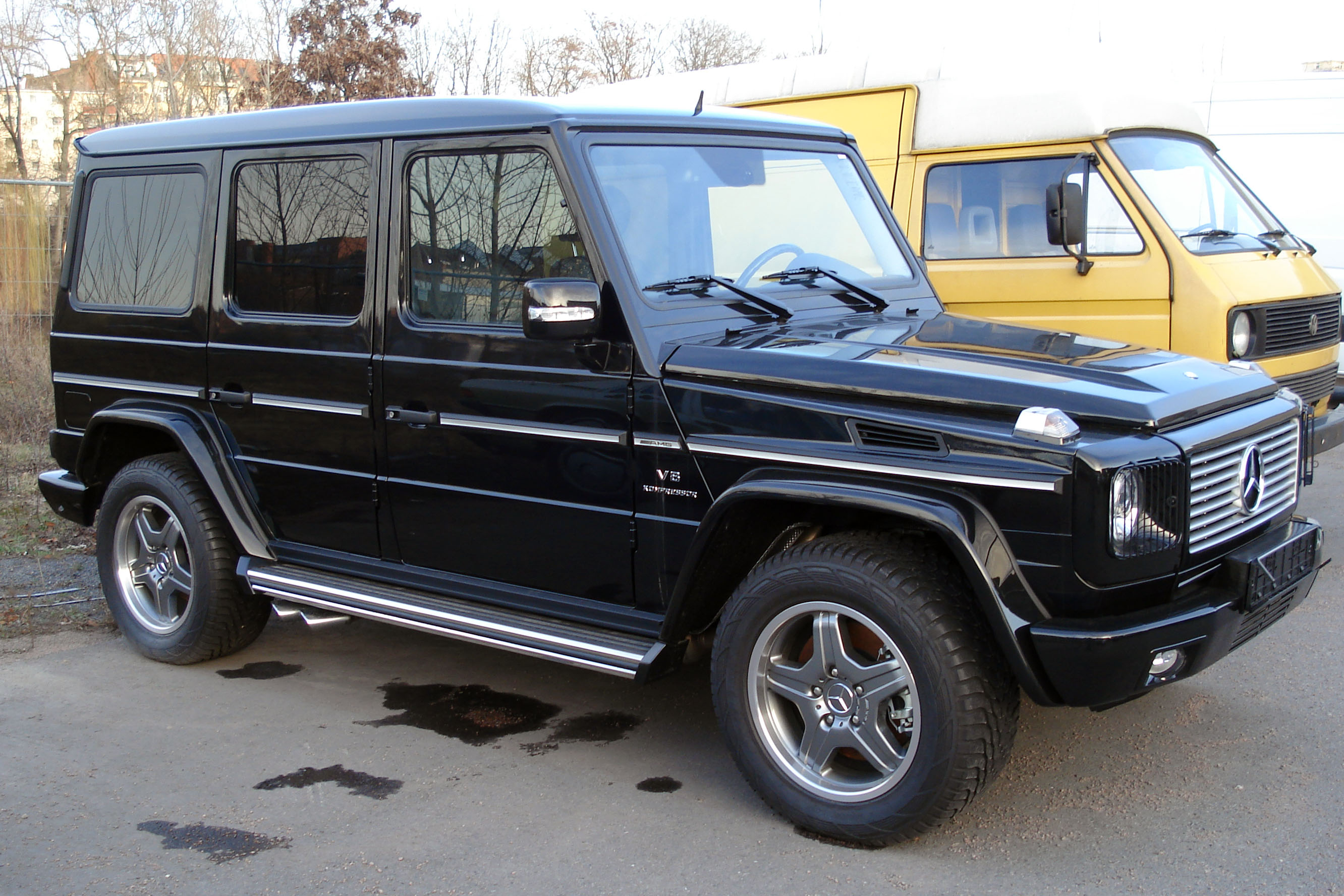
G 55 AMG

### Modellpflege 2008
Nachdem die G-Klasse 2007 vor allem im Innenraum leicht modellgepflegt wurde, folgte ein weiteres Facelift, das ab September 2008 zu leicht gestiegenen Preisen ausgeliefert wurde. Diese Überarbeitung beinhaltete optisch hauptsächlich einen neuen Kühlergrill mit nunmehr drei breiten, statt vorher sieben schmalen Lamellen. Weitere Änderungen betrafen das Infotainmentsystem, das serienmäßig mit einer Bluetooth-Freisprecheinrichtung ausgestattet war. Ebenso wurde ein MP3-Anschluss angeboten, der über das Multifunktionslenkrad bedient werden kann. Während im G 320 CDI ein Sechsfach-CD-Wechsler zum Einsatz kommt, gibt es im G 500 das Multimedia-System COMAND APS mit Sechsfach-DVD-Wechsler, Sprachbedienung, Festplatten-Navigation, Telefonbedienung und einem speziellen Offroad-Menü.
Der G 500 bekam im Rahmen der Modellpflege einen neuen 5,5-Liter-V8-Motor mit 285 kW (388 PS) und neu gestaltete 18-Zoll-Aluräder. Er löste den bisher eingesetzten 5,0-Liter-Ottomotor mit 218 kW (296 PS) ab. Mit der neuen Motorisierung beschleunigt die G-Klasse als Cabrio und Kurzversion von null auf 100 km/h in 5,9 Sekunden und Langversion in 6,1 Sekunden.
Zum 30-jährigen Produktionsjubiläum bot Mercedes 2009 zwei Sondermodelle an: Den G 500 Edition 30 mit aufgewerteter Innenausstattung und exklusivem designo-Leder. Außerdem stand der G 280 CDI Edition 30 PUR in den Preislisten, eine auf dem W 461 basierende spartanisch ausgerüstete G-Klasse mit dem V6-Turbodiesel OM 642 DE LA red. und dem Antriebsstrang des 463ers.
Zum Produktionsende des kurzen G-Klasse-Dreitürers Mitte 2012 wurde im Sommer 2011 ein Sondermodell namens BA3 Final Edition aufgelegt. Dieses Sondermodell charakterisierte sich durch einen Kühlergrill und Kotflügel im AMG-Stil; Trittbretter und Reserveradabdeckung tragen ein dreidimensionales Markenlogo. Hinzu kamen 18-Zoll-Felgen, Metallic-Lackierung und Applikationen in Karbon-Optik an den Schutzleisten. Zeitgleich bot Mercedes-Benz für den Fünftürer das Sondermodell Edition Select an. Auffällig hierbei ist die zweifarbige Lackierung, wobei die Stoßstange vorne und hinten, die Kotflügelverbreiterungen und die Außenspiegel schwarz lackiert sind. Die Trittbretter und die Reserveradabdeckung mit dreidimensionalem Mercedes-Benz-Stern sind aus rostfreiem Stahl. Weiterhin ist dieses Sondermodell an schwarzen 18-Zoll-Leichtmetall-Rädern zu erkennen. Außerdem zeigt sich die Innenausstattung aufgewertet, so sind beispielsweise die Instrumententafel, Armauflage, Türgriffe und der Handbremshebel schwarz beledert und zum Teil mit einer Ziernaht in Kontrastfarbe versehen.

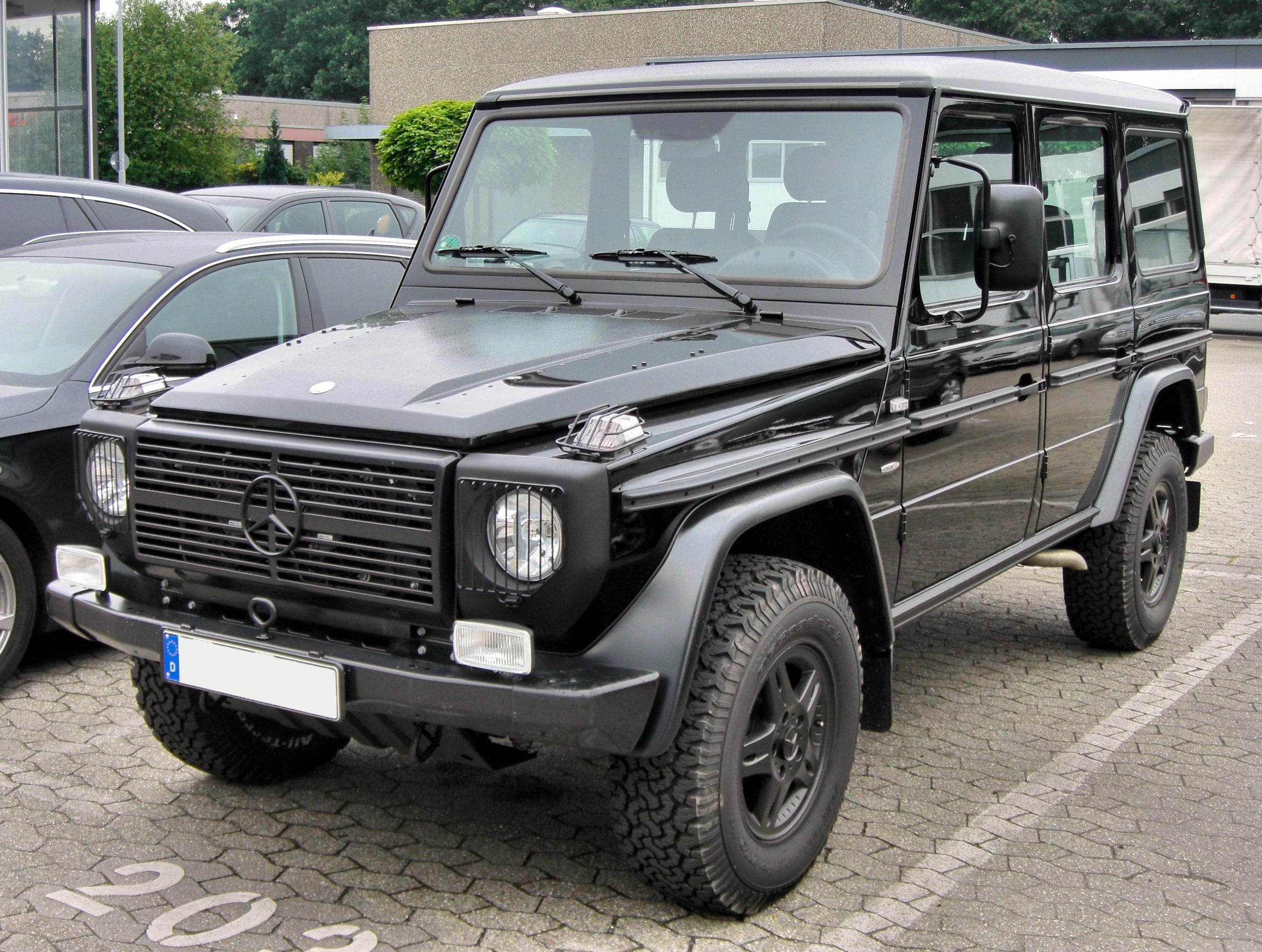
G 280 CDI Edition 30 PUR
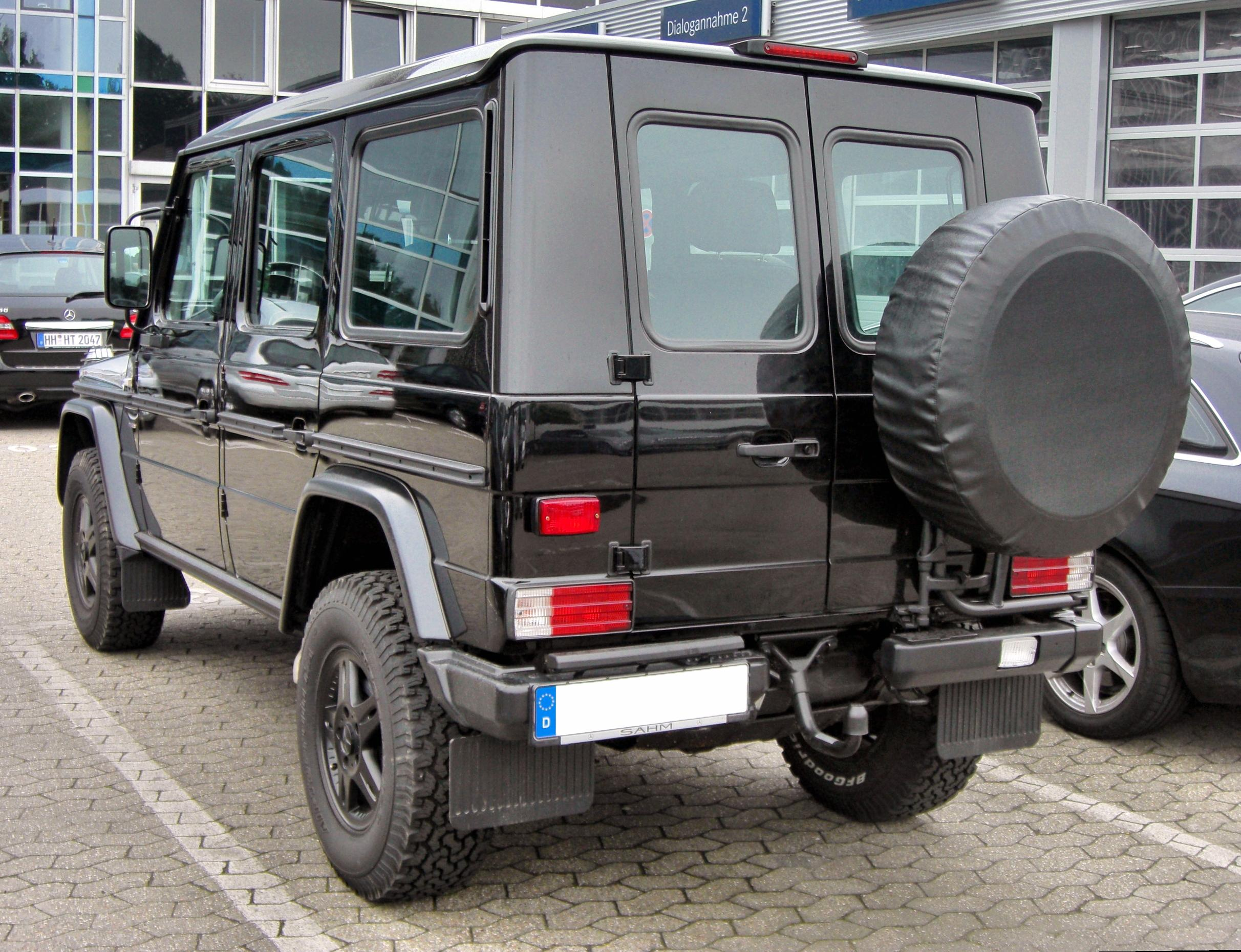
Heckansicht
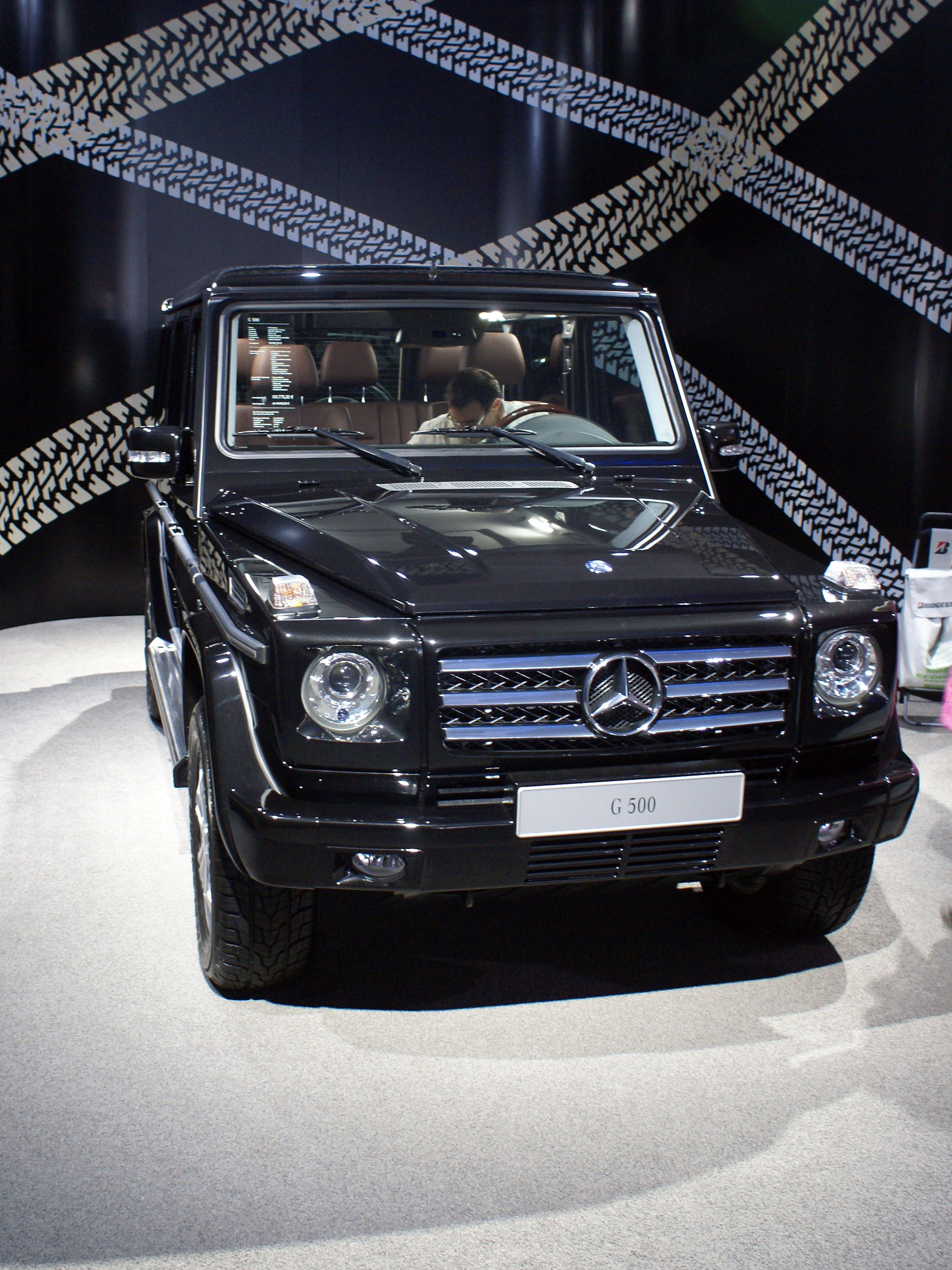
G 500 (2008–2012)
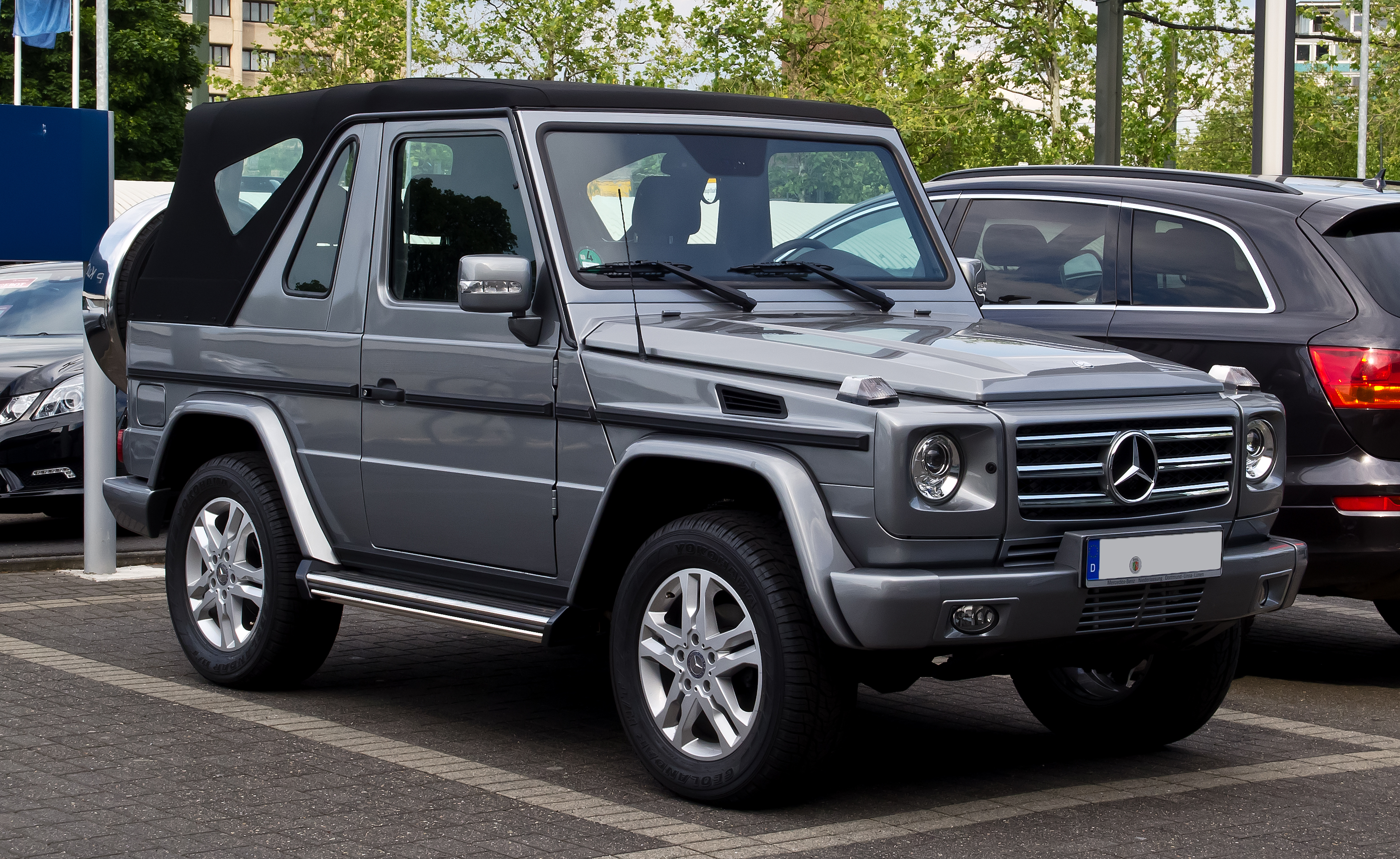
G 350 BlueTEC Cabriolet (2009–2012)
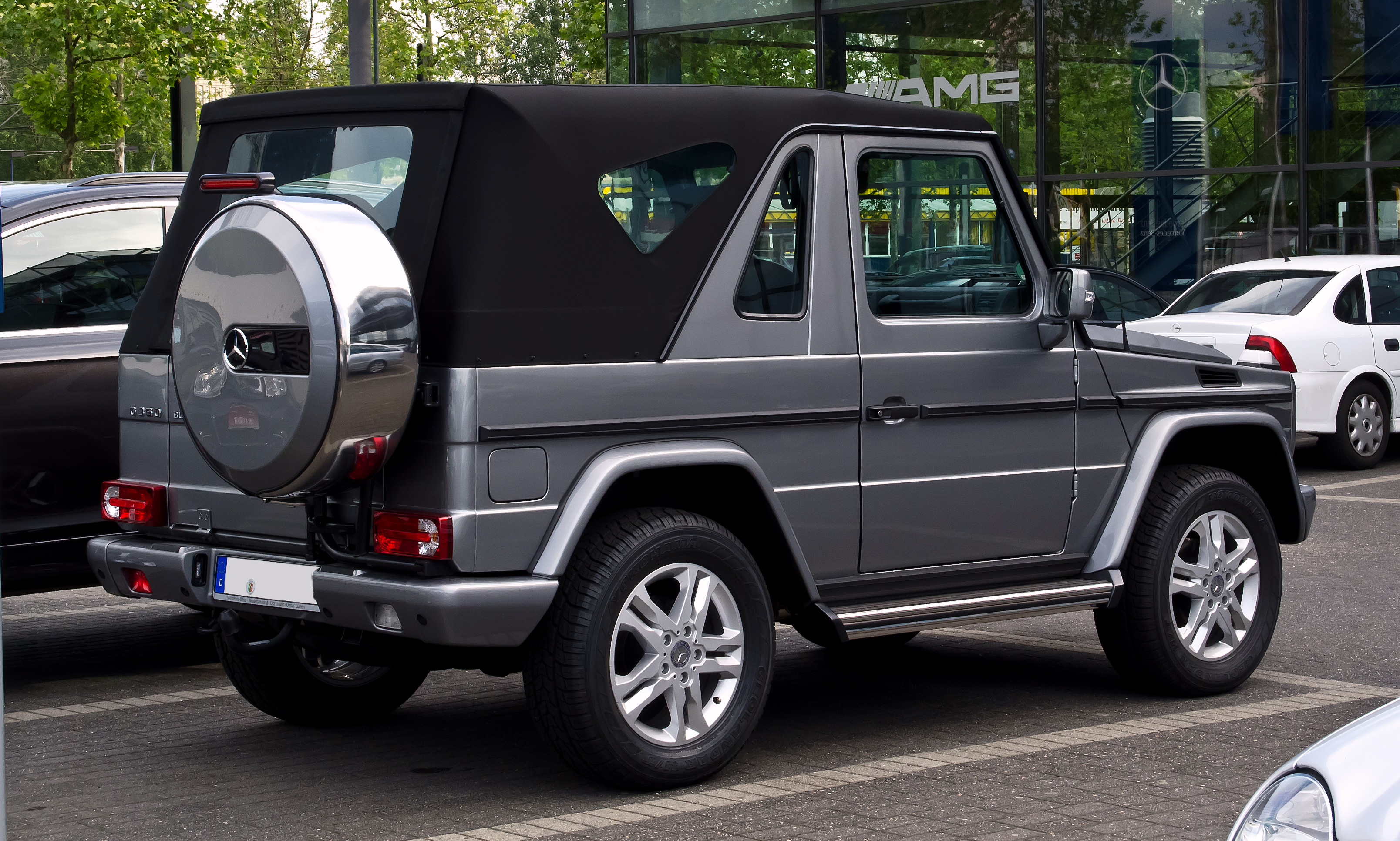
Heckansicht
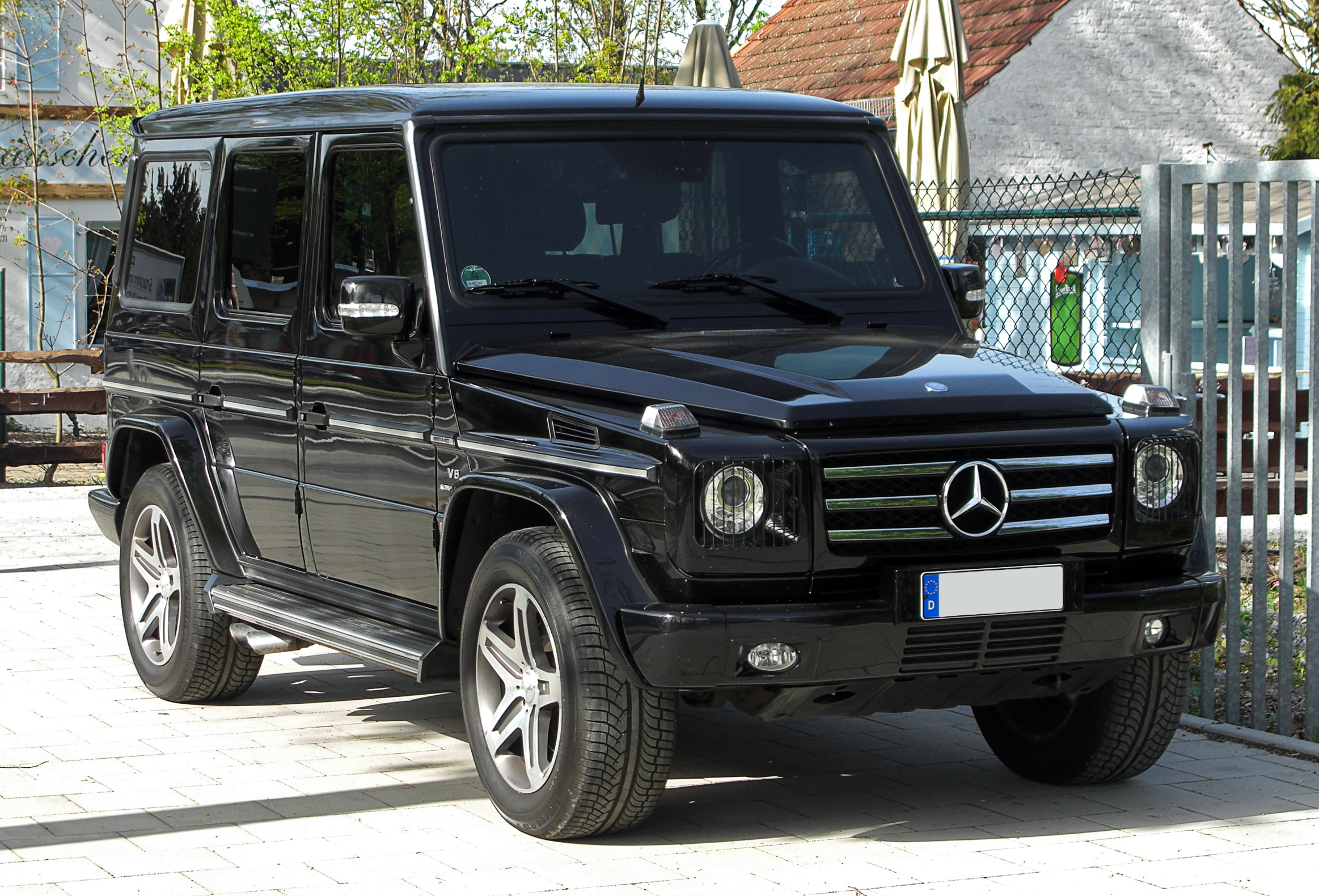
G 55 AMG (2008–2012)
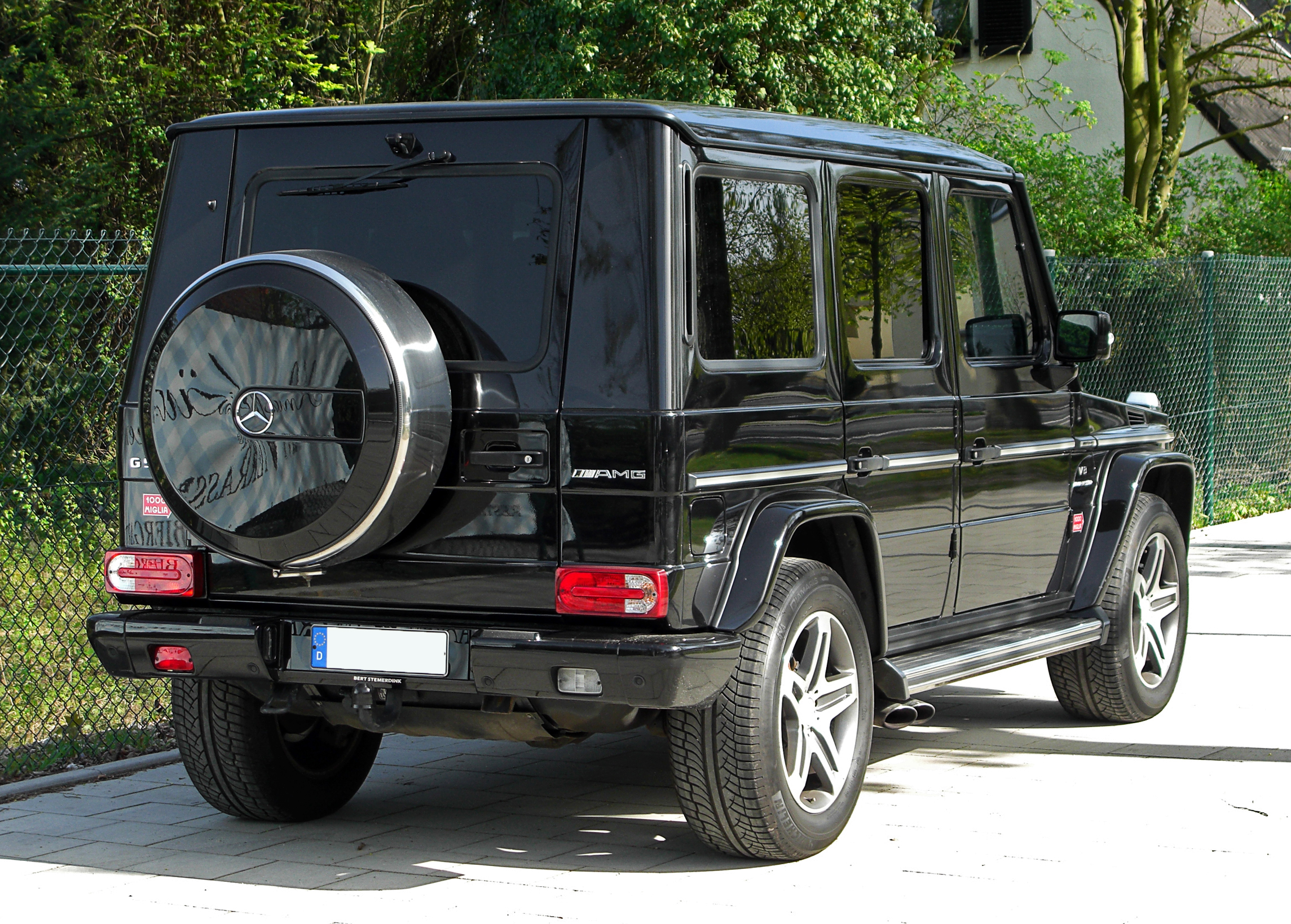
Heckansicht
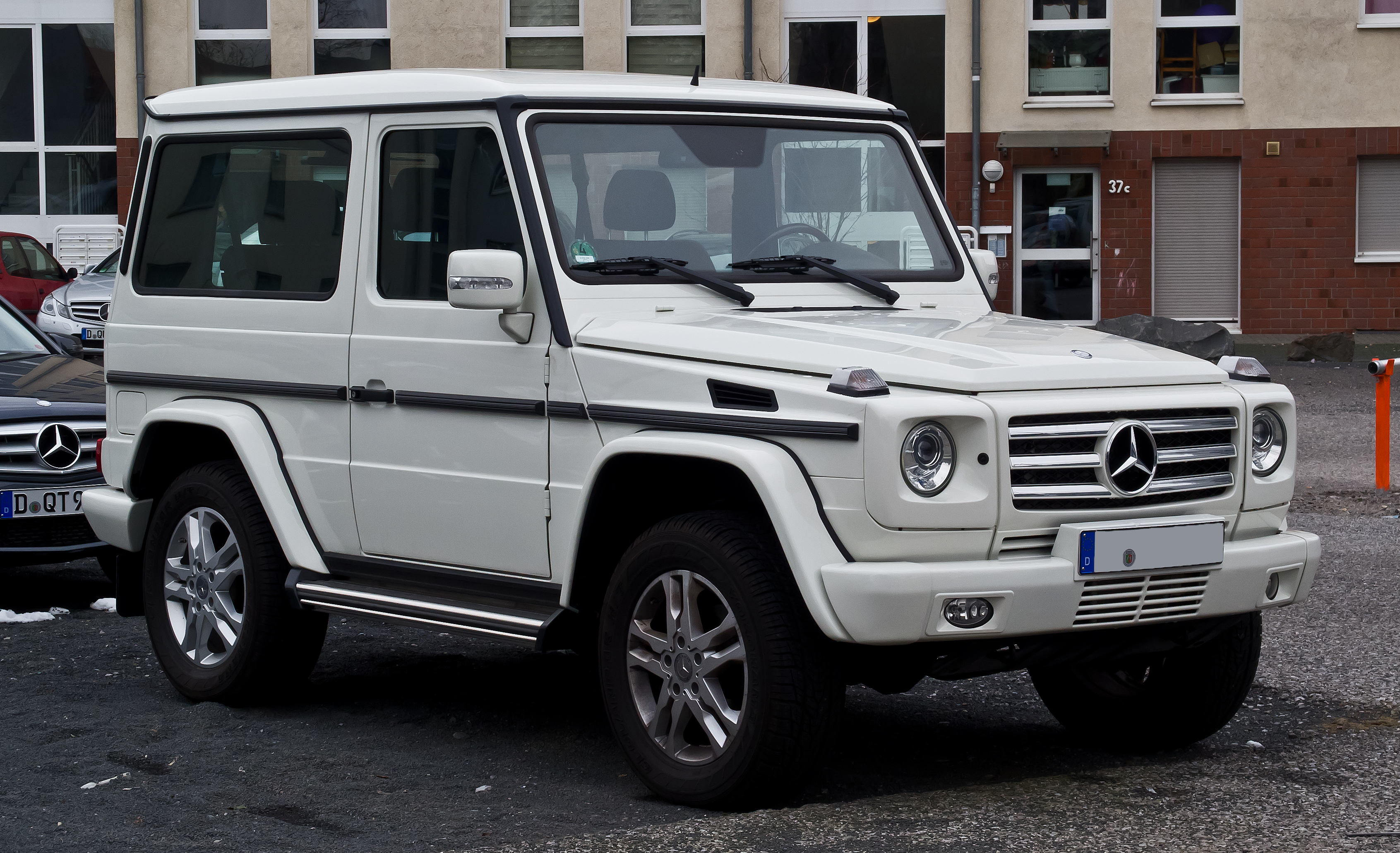
G 350 BlueTEC Kurz (2009–2012)
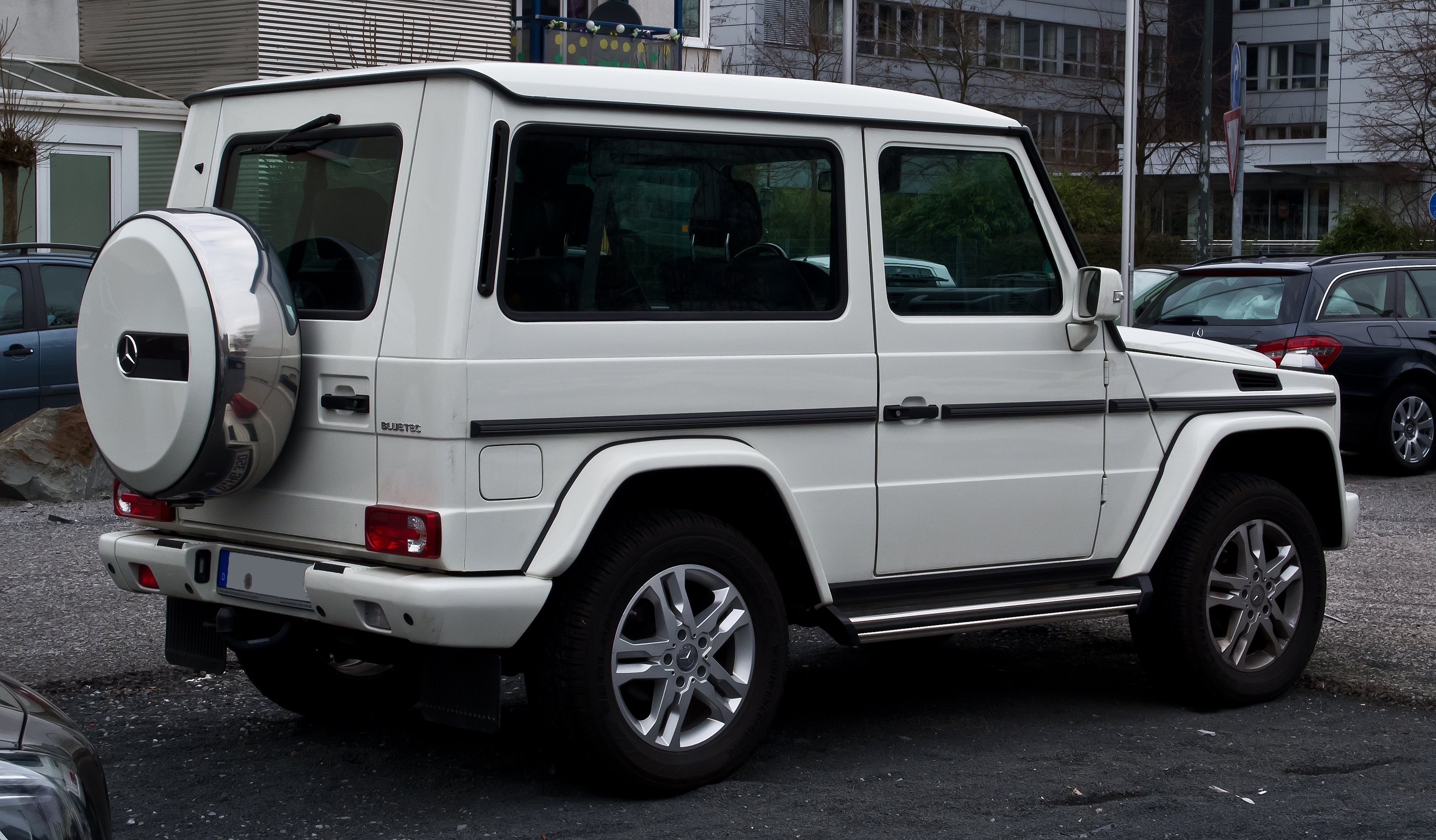
Heckansicht
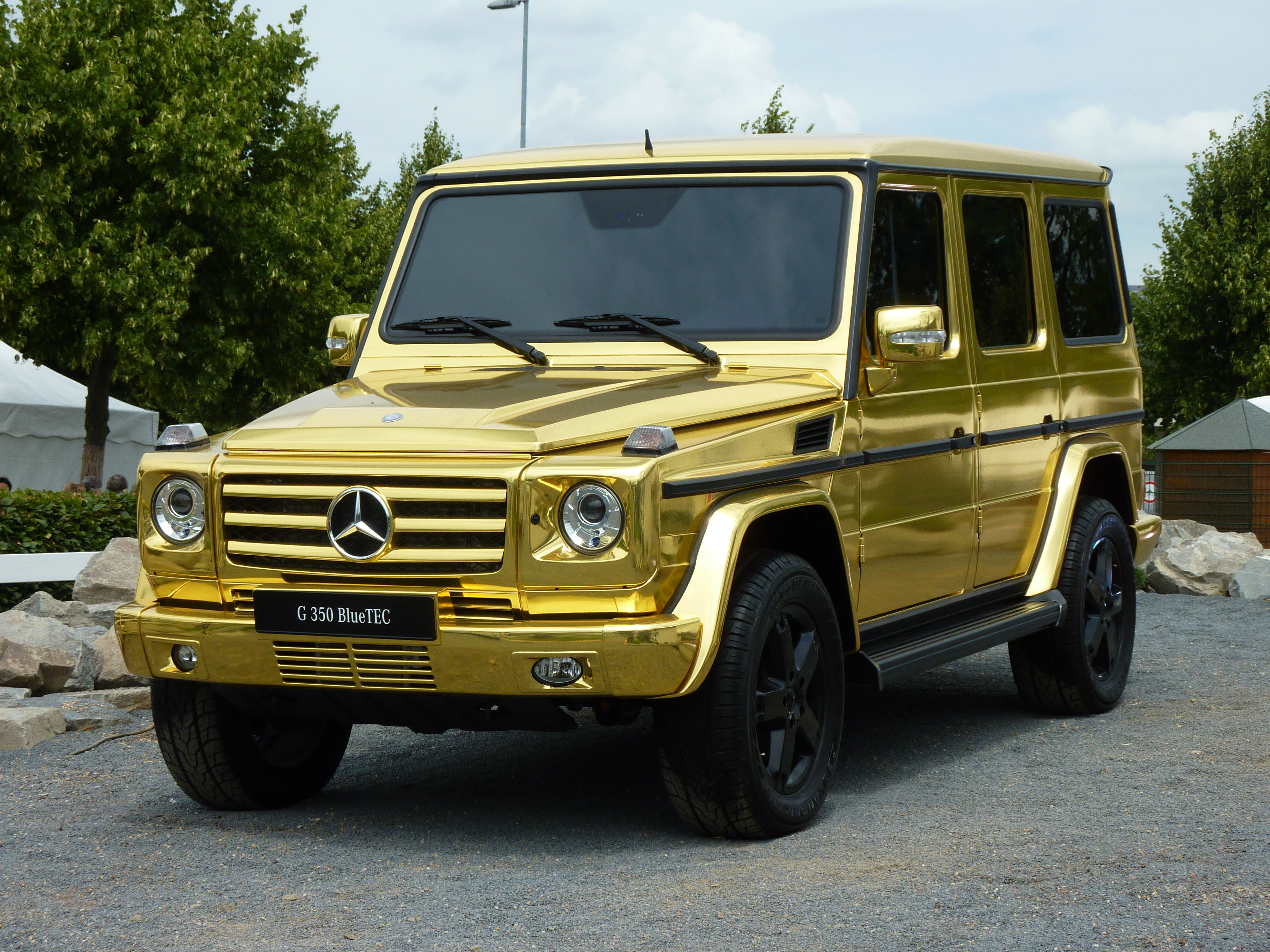
G 350 BlueTEC in Goldlackfolie

### Modellpflege 2012
Am 30. Juni 2012 erfolgte eine weitere Modellpflege, die insbesondere einen stark überarbeiteten Innenraum mit sich brachte. Während am Exterieur alle W -463-Modelle über LED-Tagfahrlicht, das unterhalb der Scheinwerfer angebracht ist, verfügen und neu gestaltete Seitenspiegel erhielten, gab es im Interieur eine gänzlich neu gestaltete Mittelkonsole und Instrumententafel. Letztere stammt aus dem ML (W 166). Als Antrieb dienten auf der einen Seite die bekannten Triebwerke im G 350 BlueTEC und G 500, auf der anderen Seite kamen zwei neue AMG-Modelle hinzu, womit der G 55 AMG abgelöst wurde. Der 5,5-Liter-V8-Biturbo im G 63 AMG leistet 400 kW (544 PS), der G 65 AMG mit einem sechs Liter großen V12-Biturbo-Ottomotor 450 kW (612 PS). Eben diese AMG-Modelle unterscheiden sich von den herkömmlichen Modellen durch einen Zweilamellen-Grill und durch Stoßfänger mit größeren Lufteinlässen. Auch auf technischer Seite wurde die G-Klasse überarbeitet, so dass die 7G-Tronic Plus, beim G 63 AMG mit Start-Stopp-Automatik, und das Infotainmentsystem Comand Online mit Navigationssystem und Internetzugang serienmäßig ist sowie außerdem zahlreiche Assistenzsysteme erhältlich sind.
Zur Produktionseinstellung des Cabriolets Ende 2013 wurde Mitte 2013 die auf 200 Exemplare limitierte Final Edition 200 eingeführt, die ausschließlich mit einem beigefarbenen Verdeck und mit dem G-500-Motor ausgestattet wurde. Vor der Premiere auf der IAA 2013 waren bereits alle Einheiten verkauft.

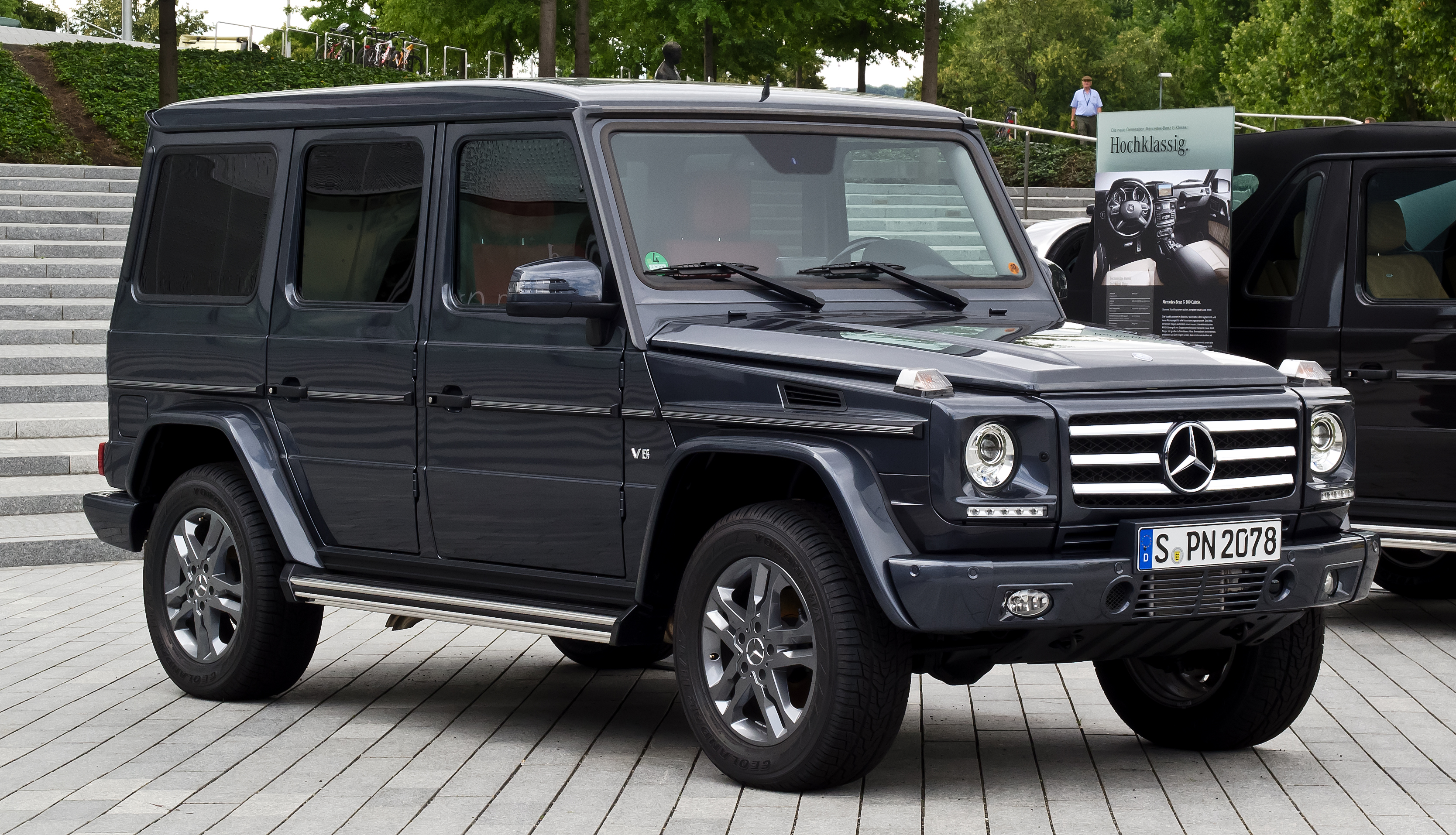
G 500 mit Sport-Paket (2012–2015)
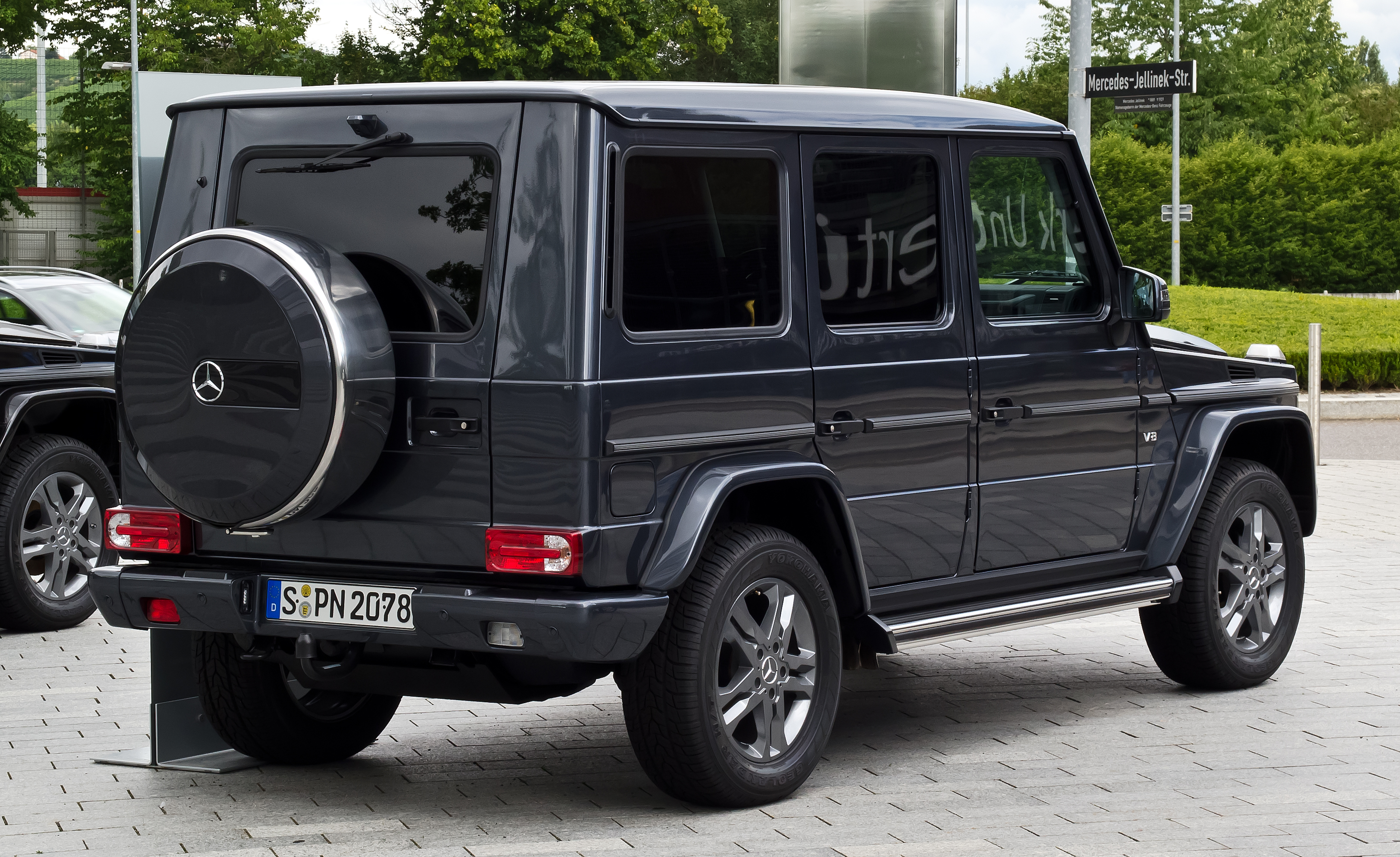
Heckansicht
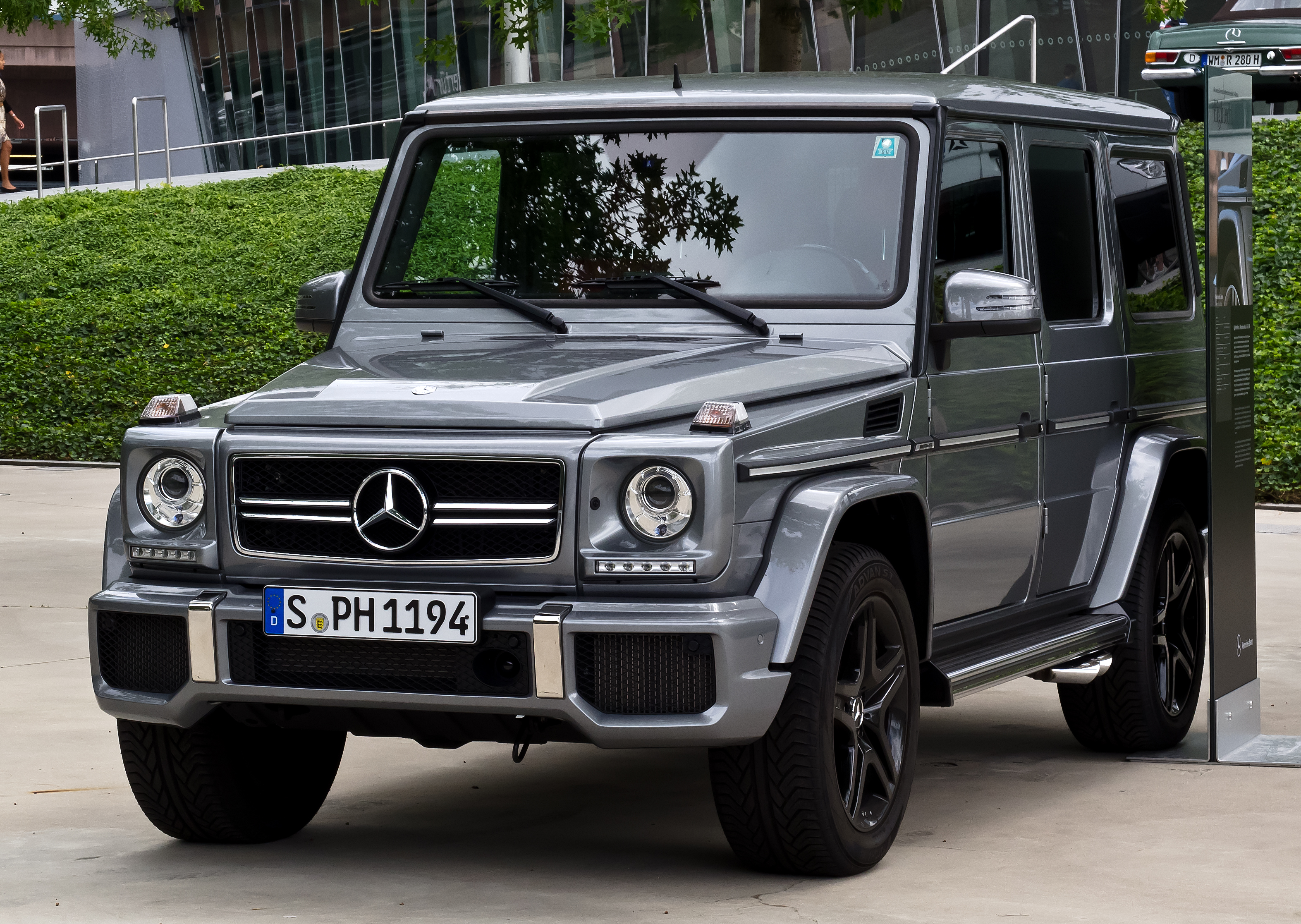
G 63 AMG (2012–2018)
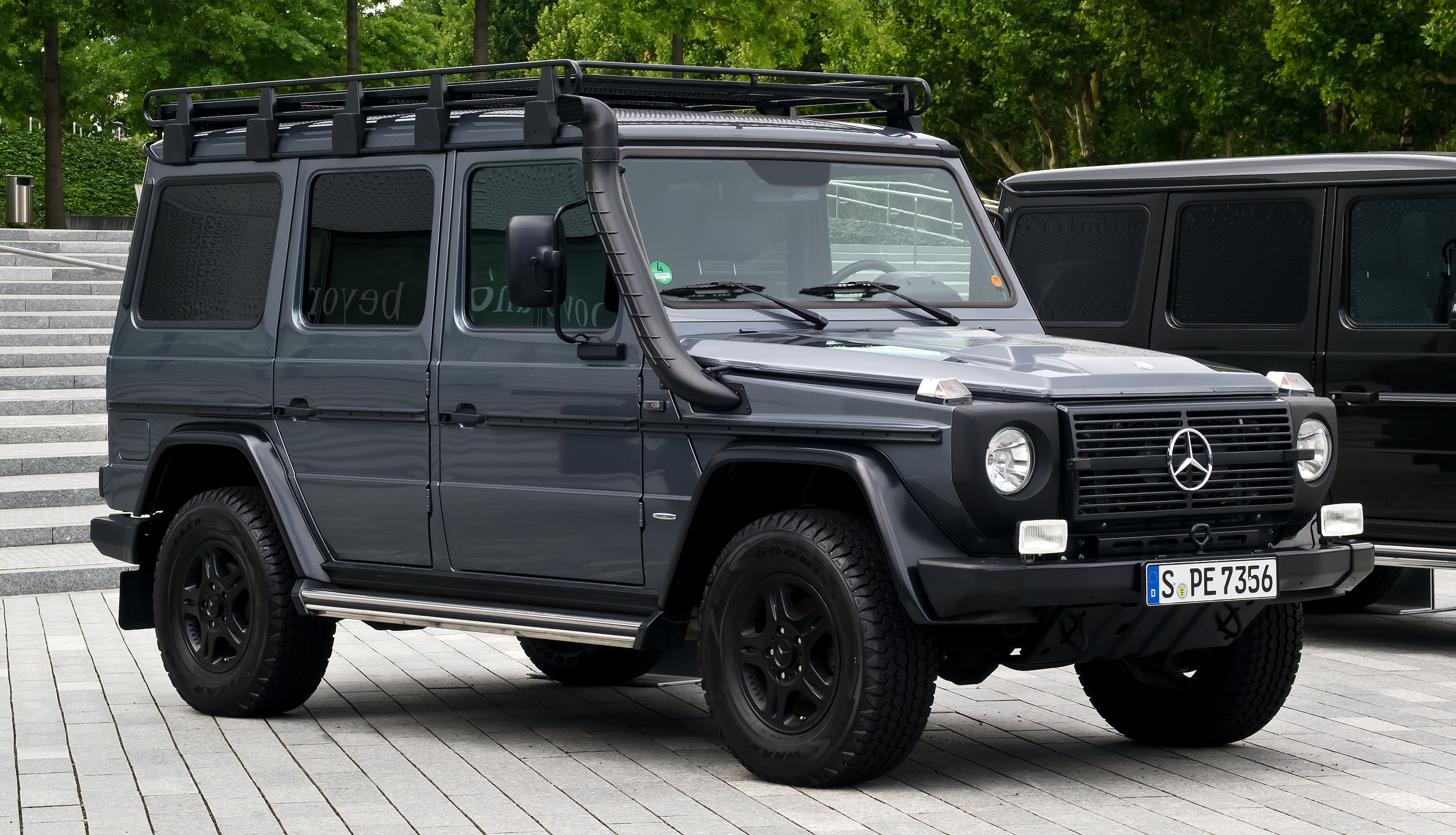
G 300 CDI Professional (2012–2013)
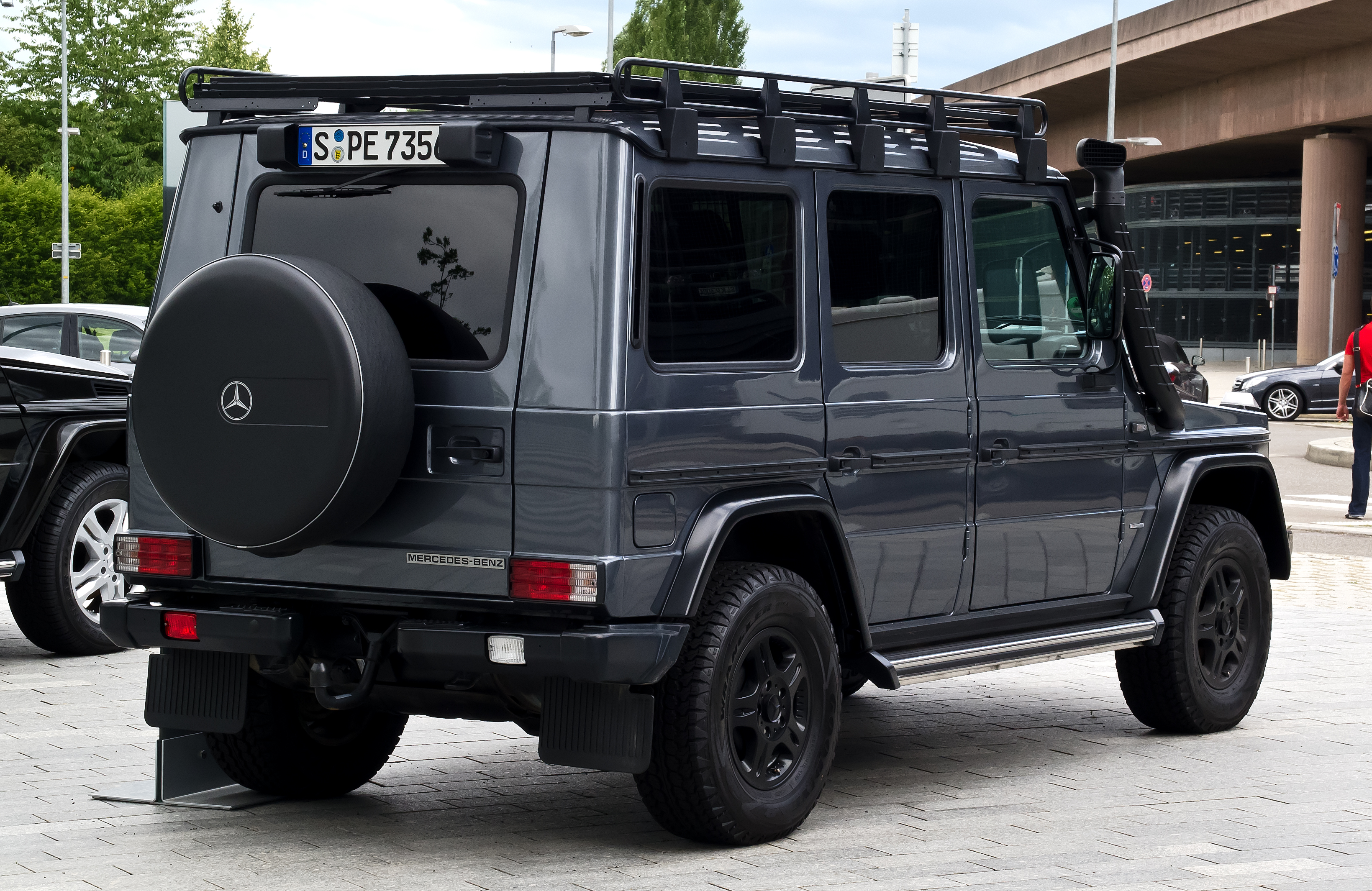
Heckansicht
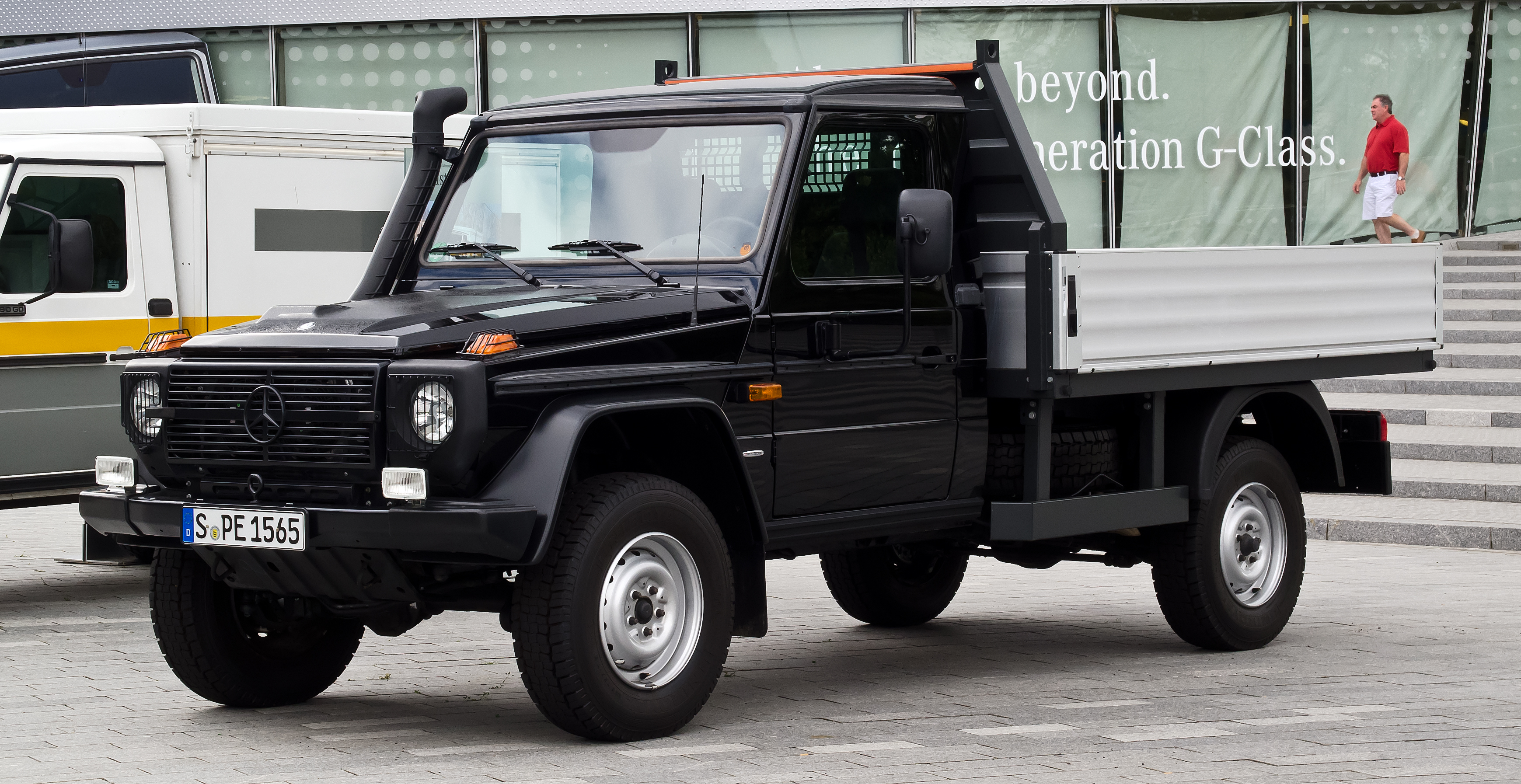
G 300 CDI Professional als Pritsche (2012–2013)
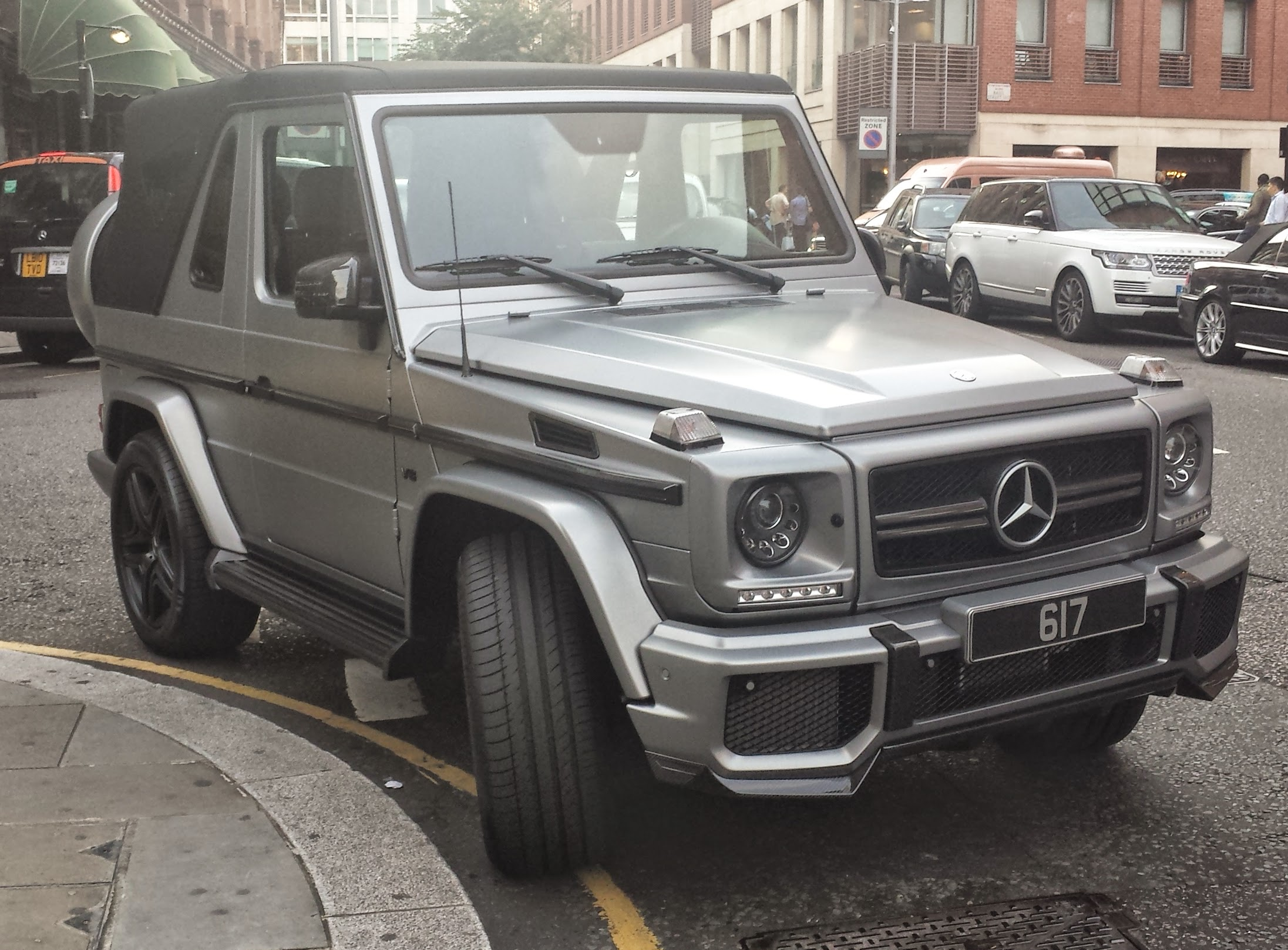
G 500 Cabriolet (mit AMG-Paket)
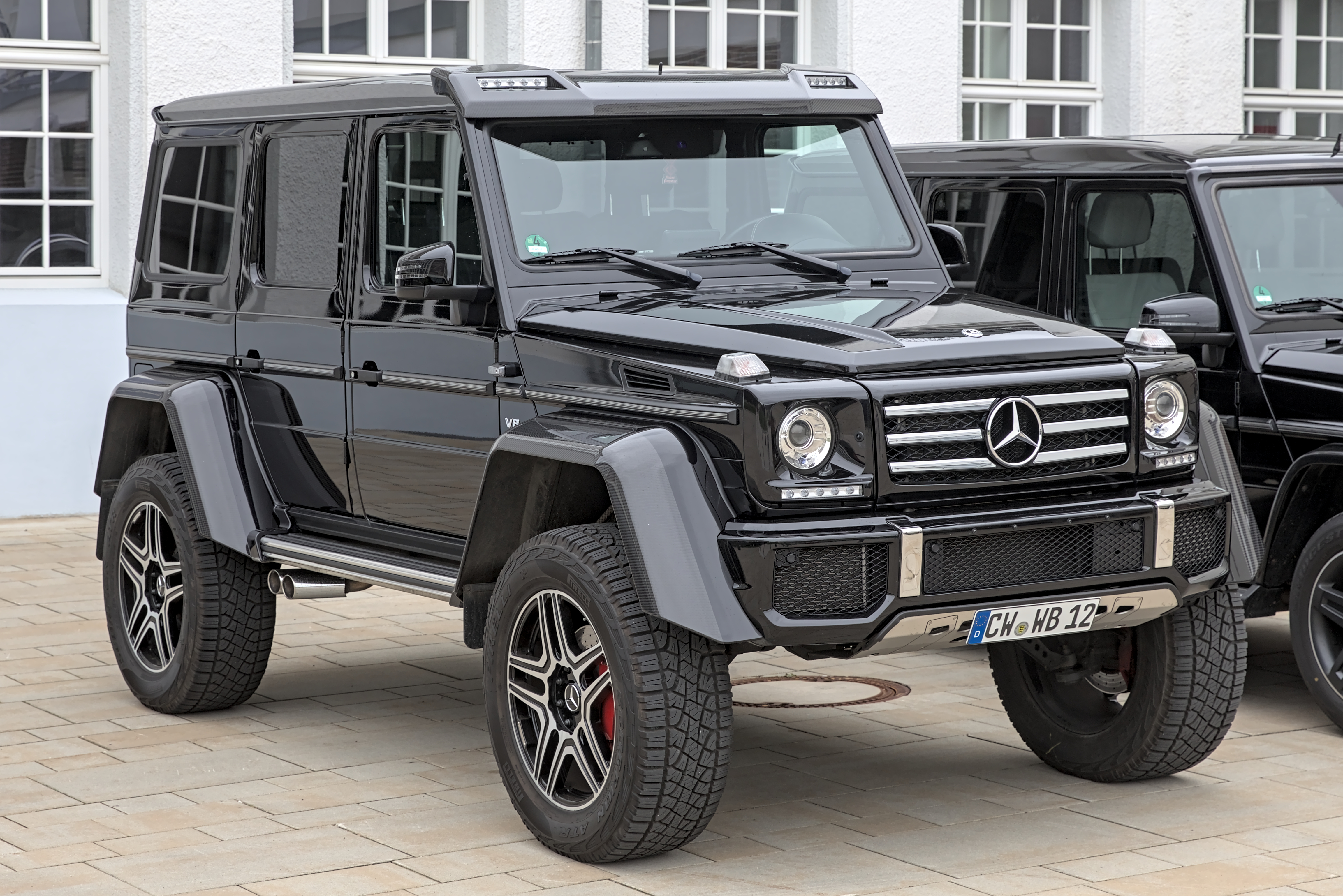
G 500 4×4²
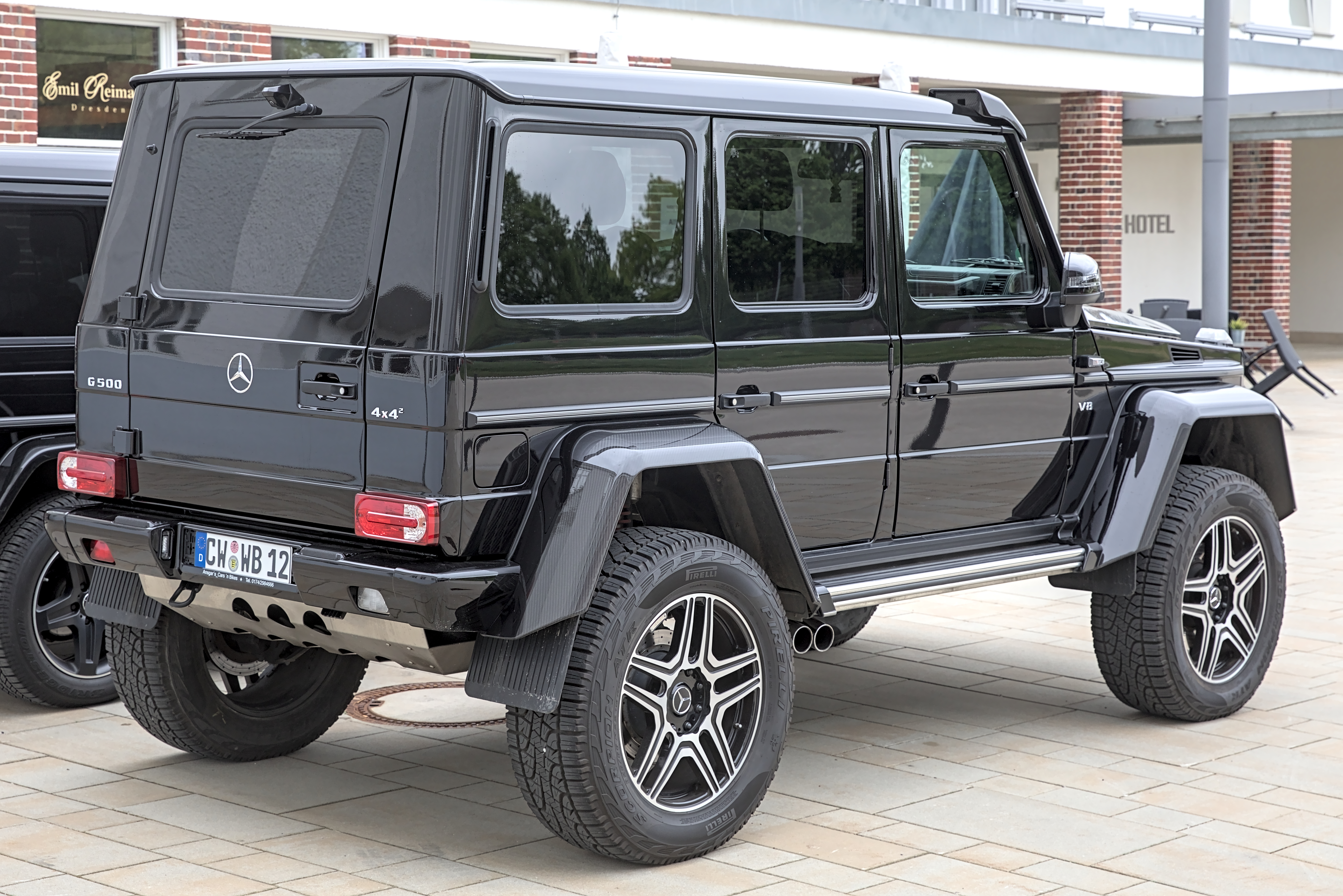
Heckansicht
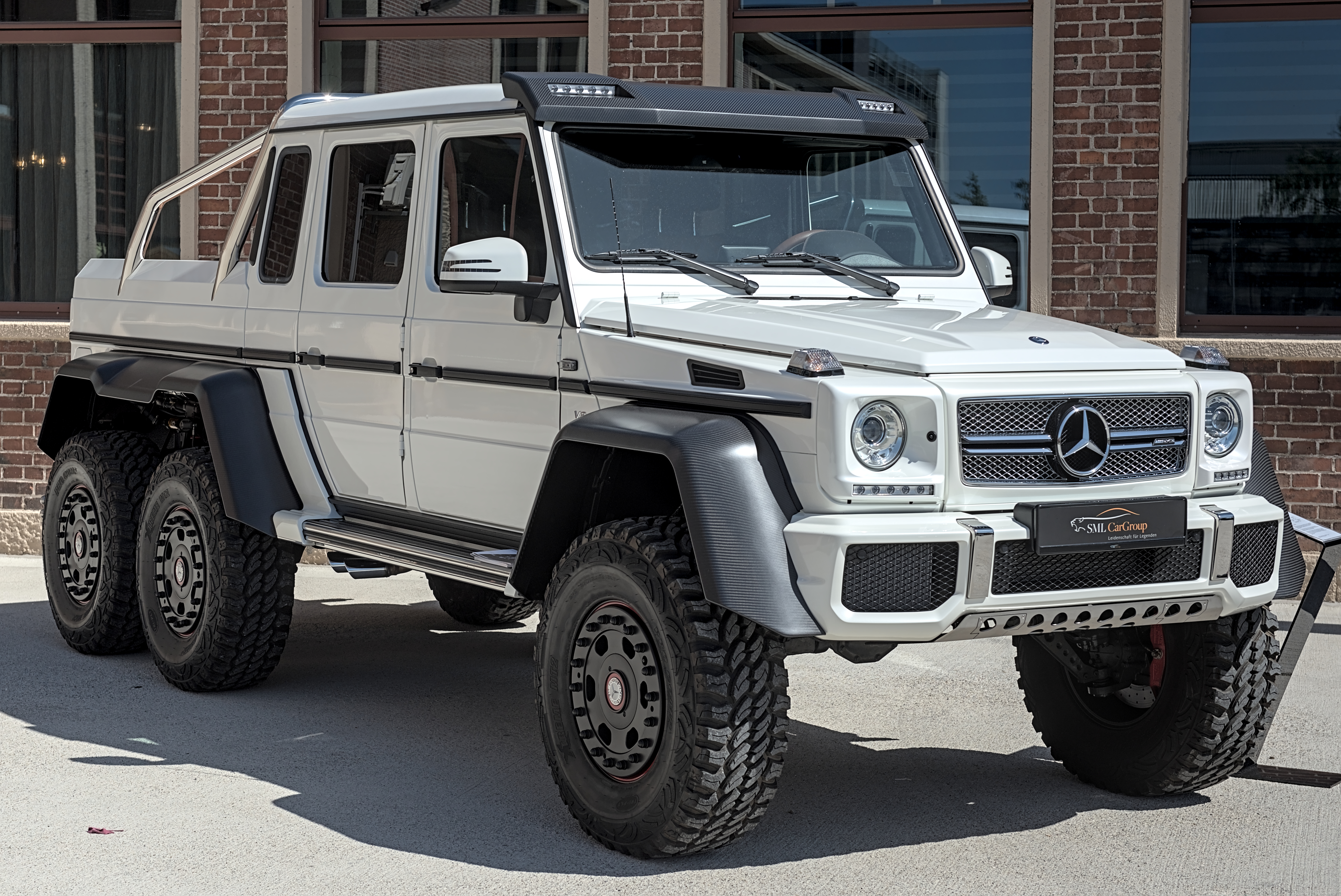
G 63 AMG 6×6

### Maybach G 650 Landaulet
Auf dem 87. Genfer Auto-Salon im März 2017 wurde das 5,35 Meter lange Mercedes-Maybach G 650 Landaulet vorgestellt. Es basiert auf dem G 500 4×42, übernimmt den Antrieb aus dem 463 kW (630 PS) starken G 65 AMG. Dieser beschleunigt das 3,3 Tonnen schwere Landaulet in unter sechs Sekunden auf 100 km/h, die Höchstgeschwindigkeit ist auf 180 km/h begrenzt. Das Fahrzeug ist auf 99 Exemplare limitiert und kam im September 2017 zu einem Preis in Höhe von 749.700 Euro in den Handel.

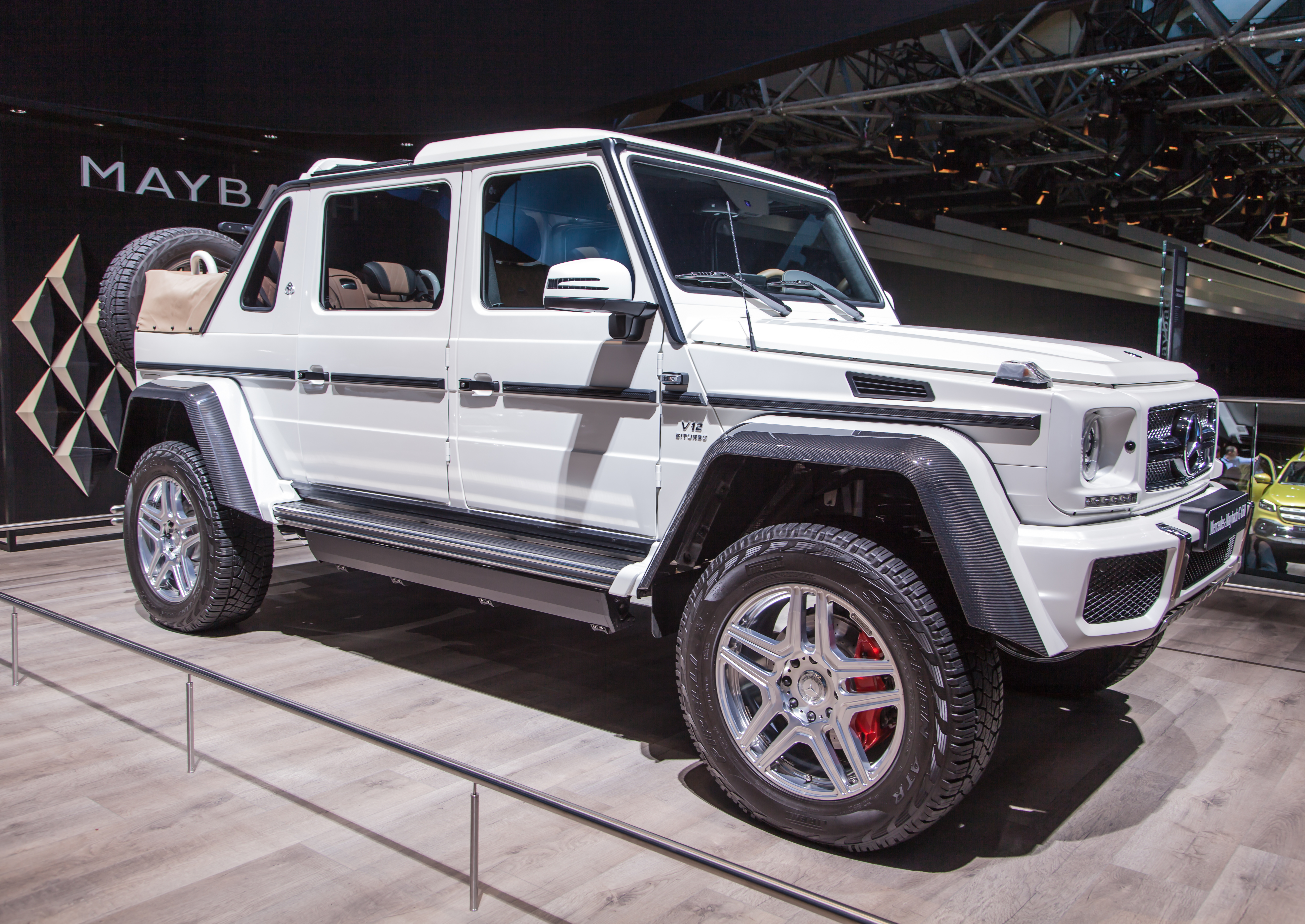
G 650 Landaulet
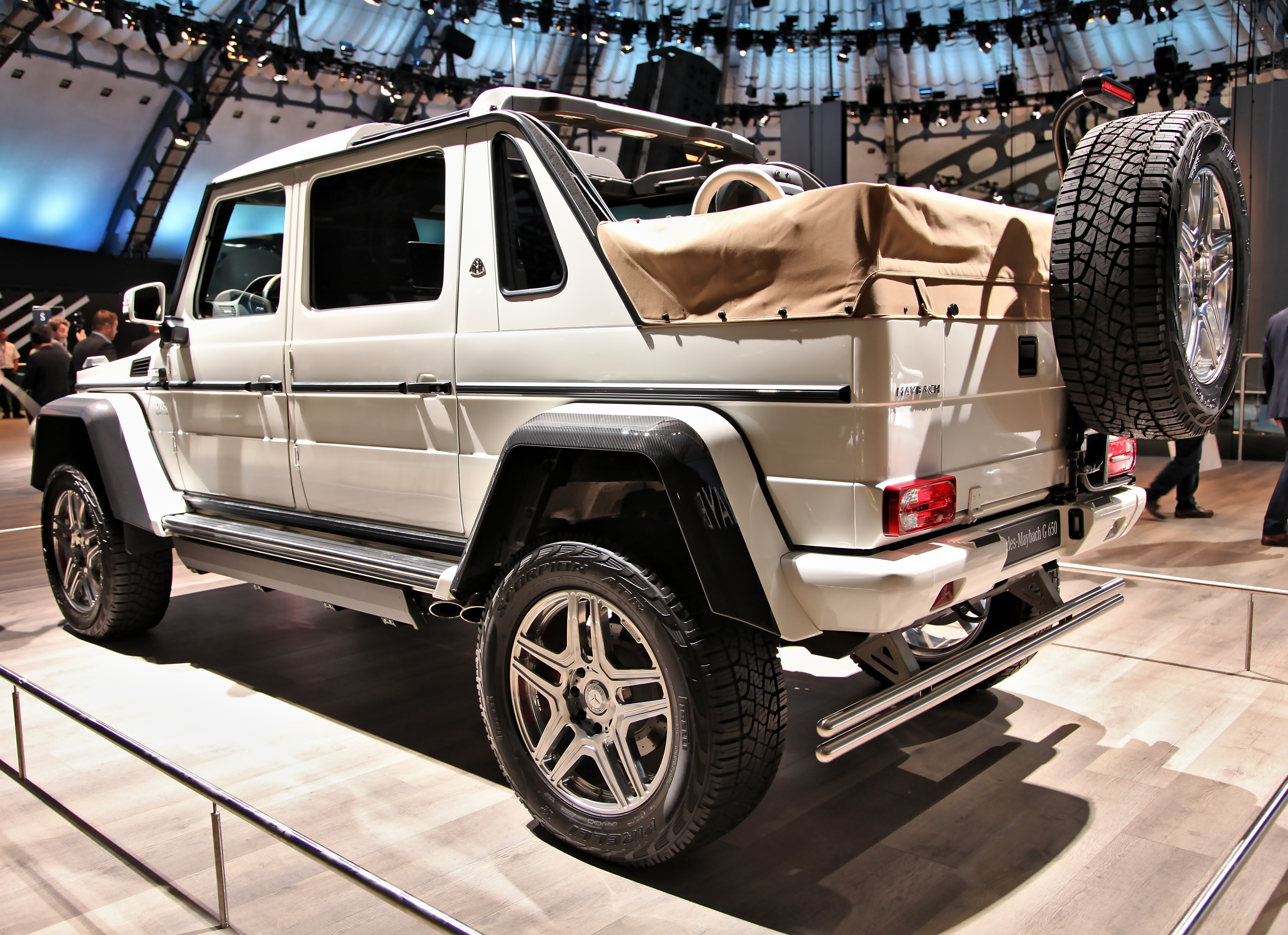
Heckansicht

### Weitere Modellpflege vor 2018
Die G-Klasse wurde im Lauf der Jahre mehreren behutsamen Modellpflegemaßnahmen unterzogen und erhielt immer wieder modernere und leistungsstärkere Otto- und Dieselmotoren sowie ABS, ESP, 4ETS, Bremsassistent, Airbag und viele weitere technische Neuentwicklungen. AMG, die Tuningabteilung von Mercedes-Benz, bietet optisch überarbeitete und leistungsgesteigerte Varianten an. Der solide Kastenrahmen erlaubt eine große Zahl von individuellen Aufbauten und Modellvarianten.

### Brabus-Versionen
Der Mercedes-Veredler Brabus bot bis zu 662 kW (900 PS) starke G-Modelle an. 2011 zeigte er den Brabus 800 Widestar mit einem Biturbo-V12-Motor; der Motor hat ein Drehmoment von 1420 Nm, bei einer Geschwindigkeit von 240 km/h wurde der Wagen abgeregelt. 2013 präsentierte Brabus eine leistungsgesteigerte 6×6-Version; sie hatte einen 5,5-Liter-Biturbo-V8-Motor mit einer Leistung von 515 kW (700 PS) und einem 960 Nm großen Drehmoment. Ein weiteres dieser sehr exklusiven Fahrzeuge war der auf der IAA 2017 vorgestellte Brabus 900 „One of Ten“, der, wie der Name schon verrät, auf zehn Fahrzeuge limitiert war. Mit einer Höchstgeschwindigkeit von 270 km/h handelt es sich dabei außerdem um das schnellste G-Modell. Bereits im Frühjahr 2017 wurde der Brabus 550 Adventure 4×4² auf Basis des G 500 4×4² vorgestellt. Zum Abschluss der ersten G-Klasse-Generation präsentierte Brabus auf dem Genfer Auto-Salon im März 2019 noch das Sondermodell Brabus 850 4×4² Final Edition, das auf fünf Exemplare limitiert war.

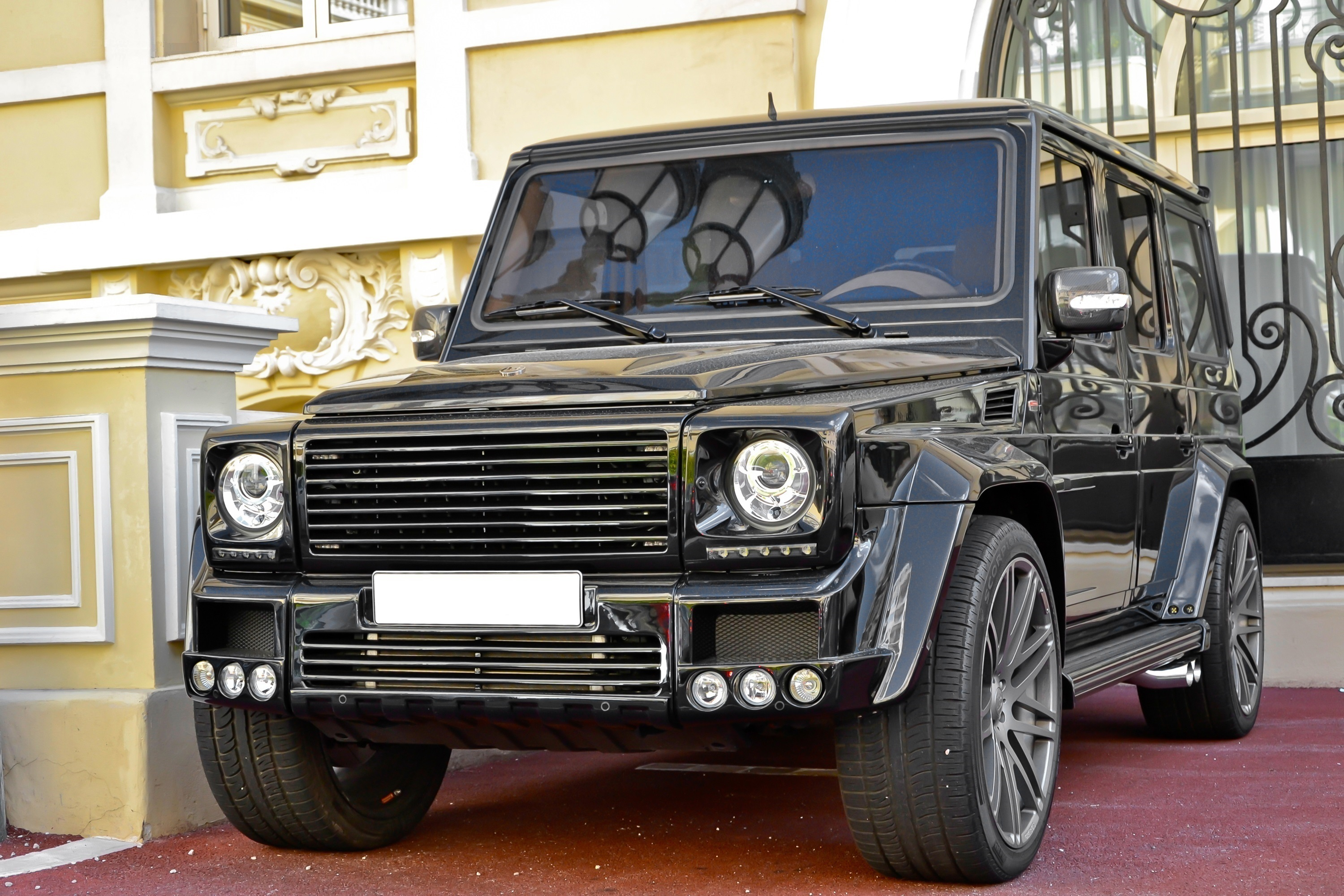
Brabus 800 Widestar, 2011
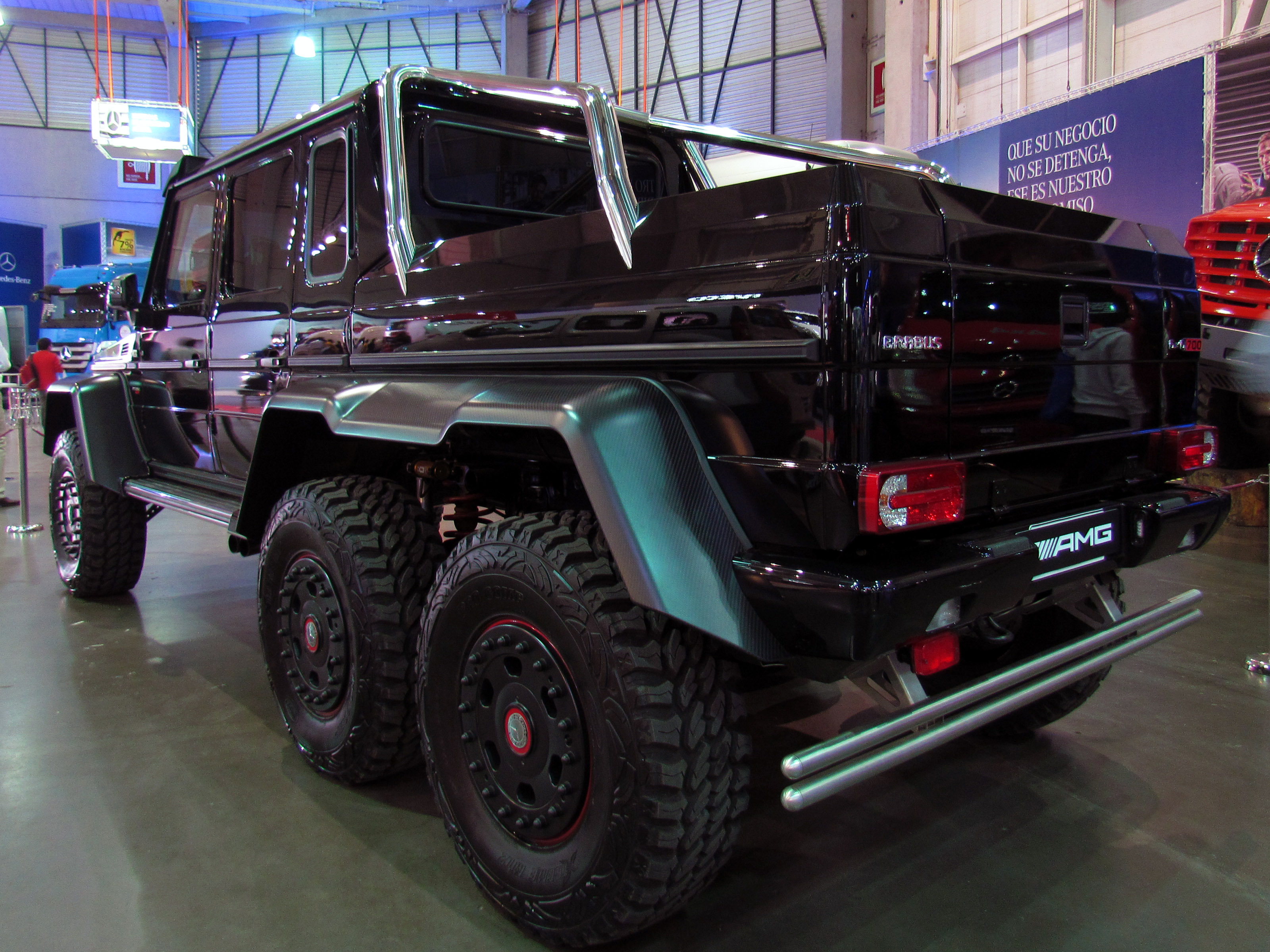
Brabus 700 6×6, 2013
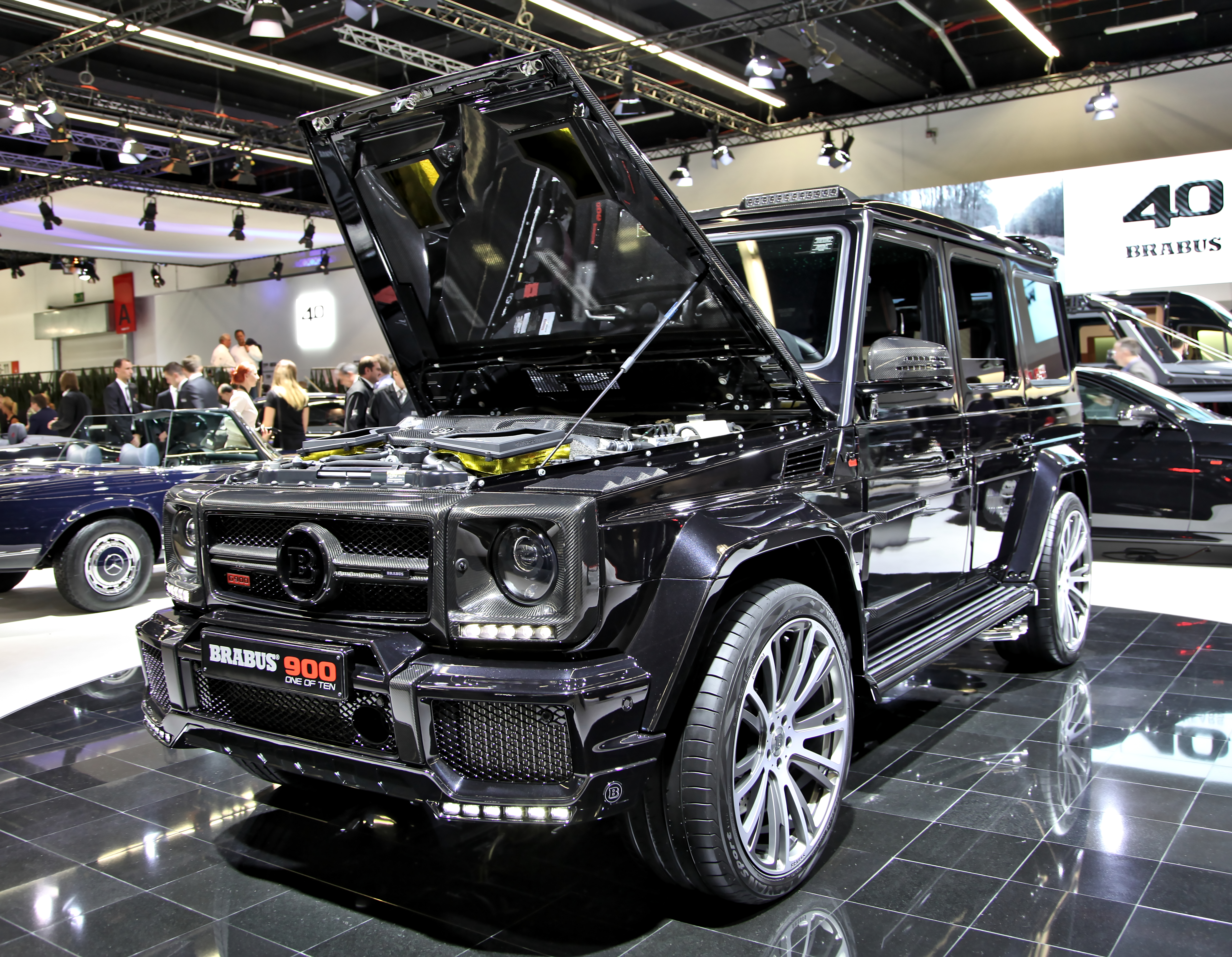
Brabus 900 One of Ten
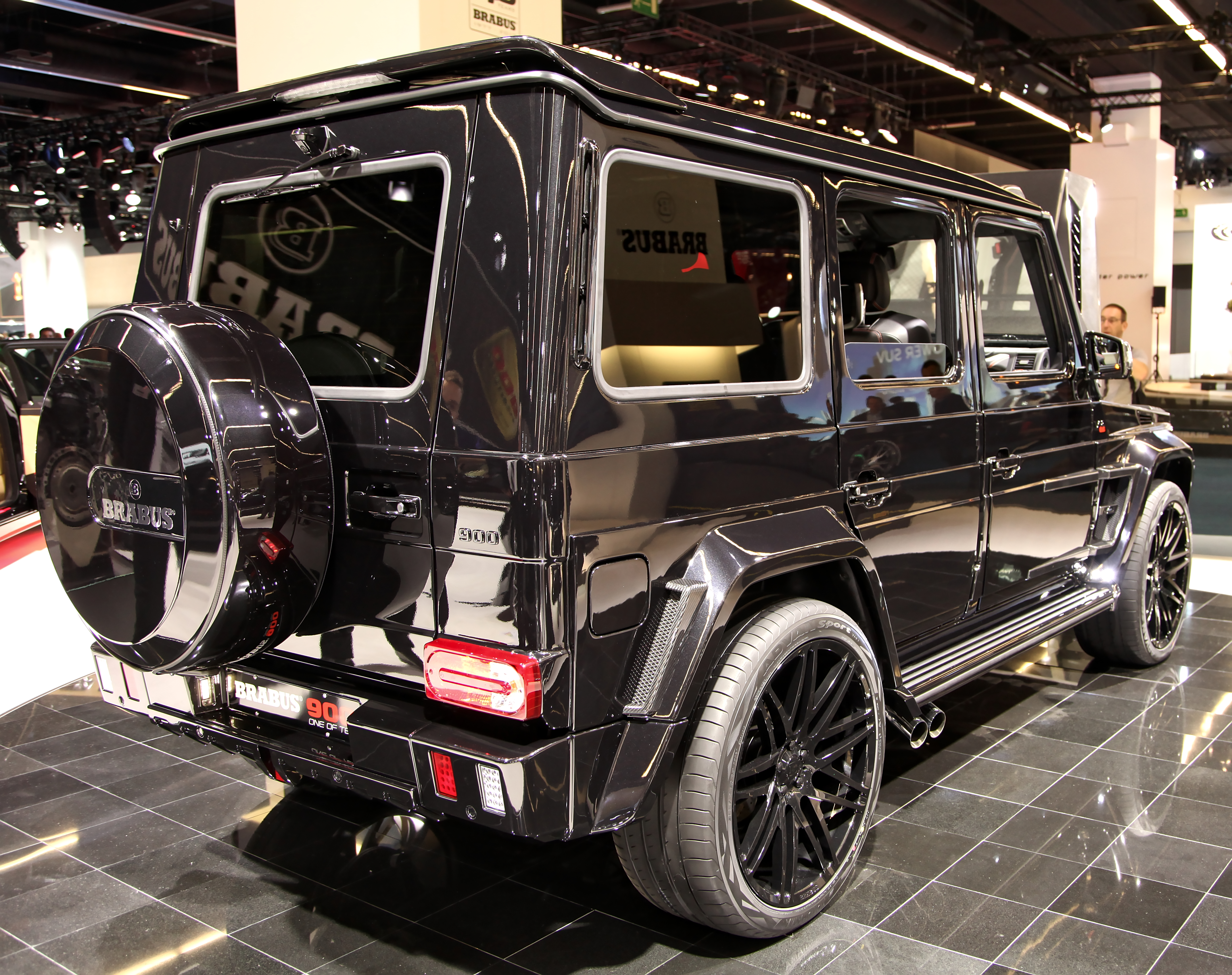
Heckansicht
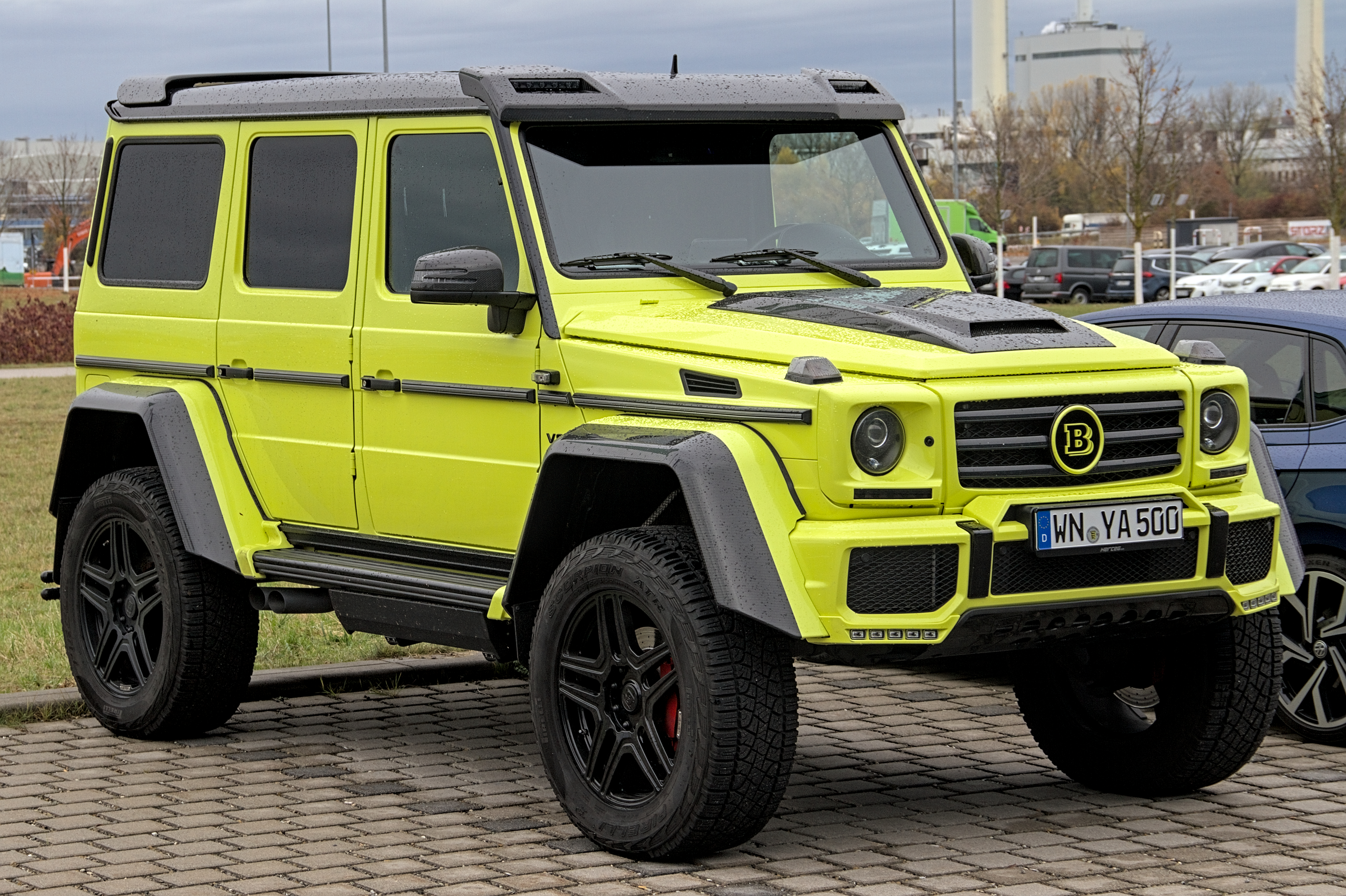
Brabus 550 Adventure 4×4²
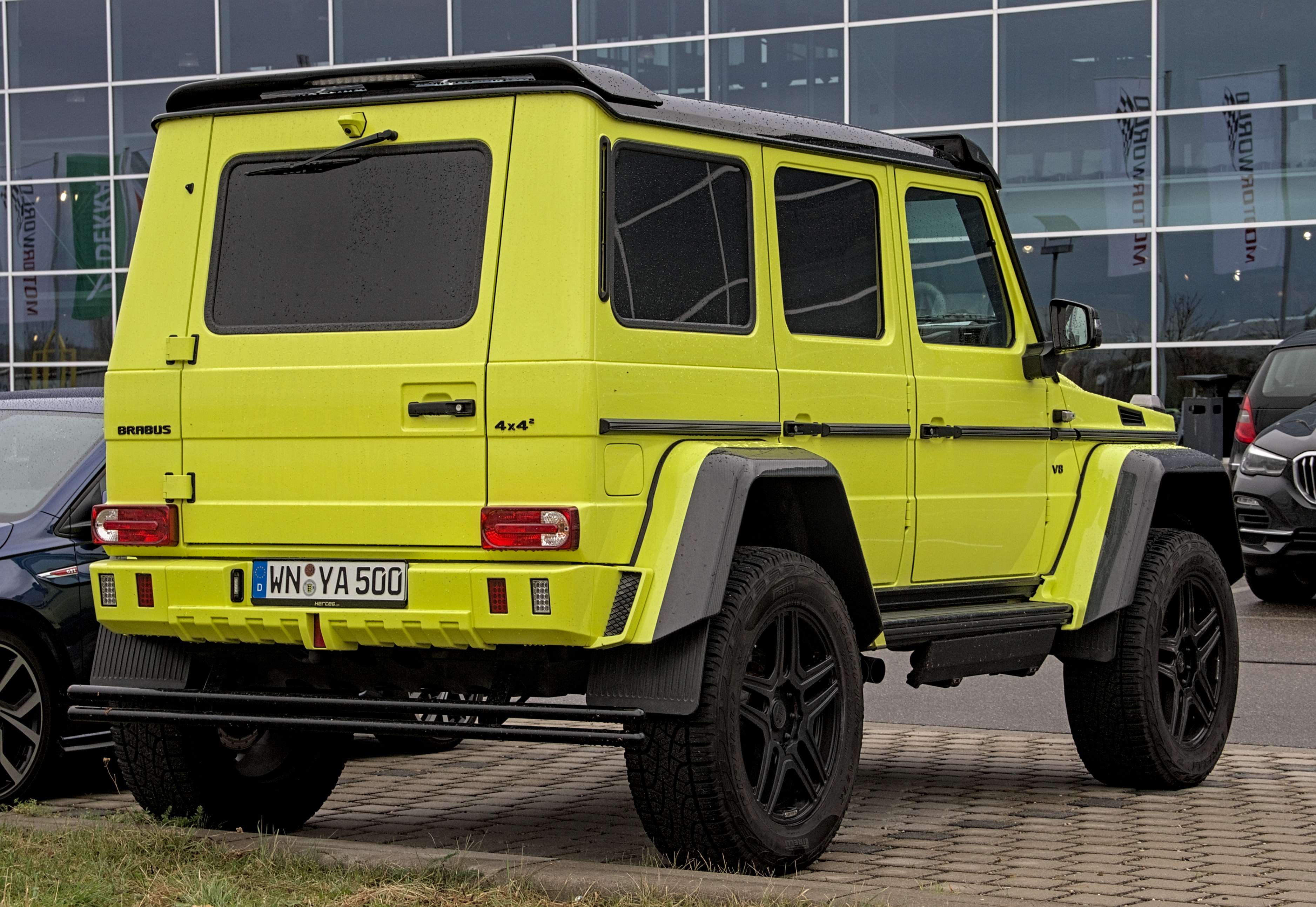
Heckansicht
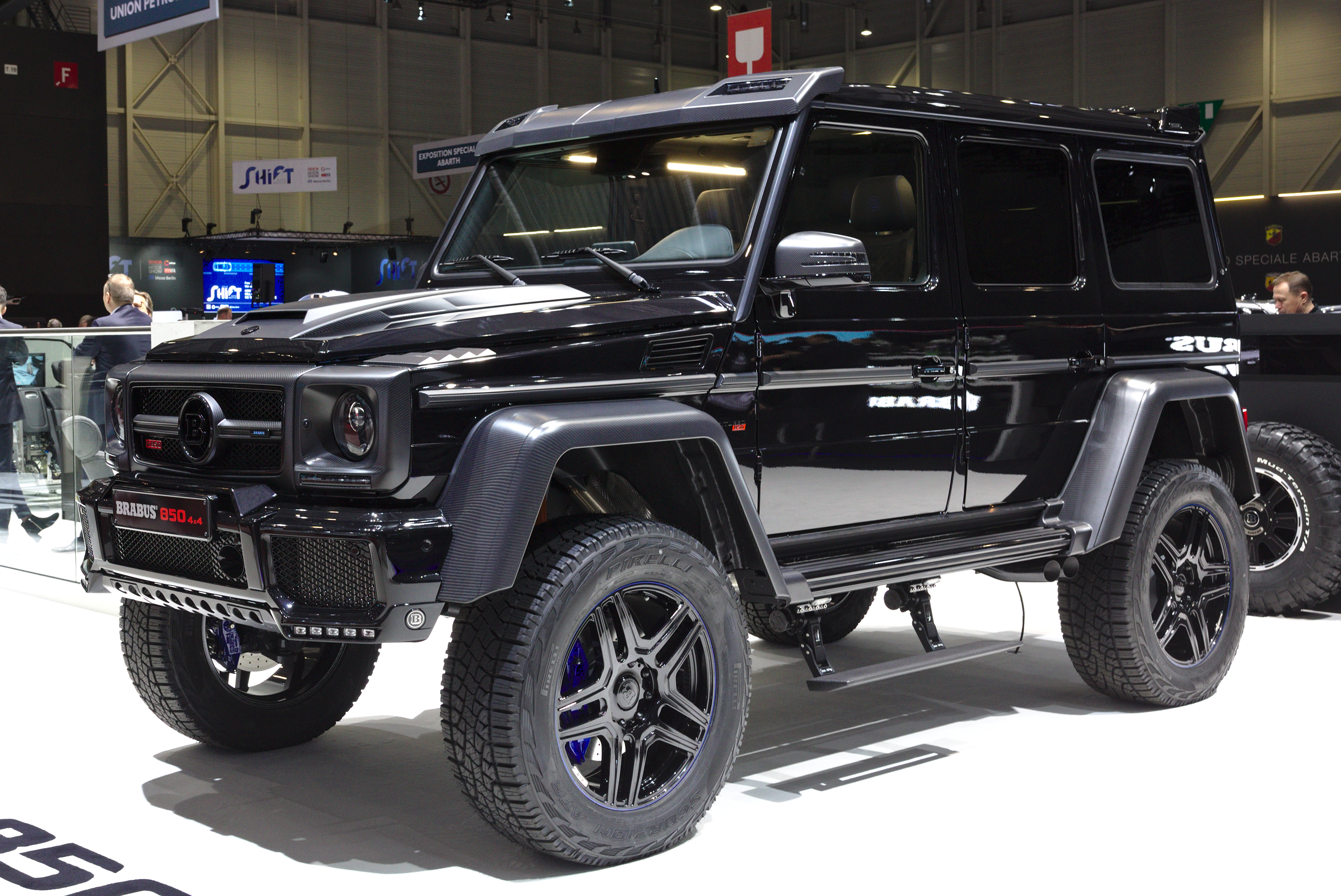
Brabus 850 4×4² Final Edition

### Neues Modell 2018
Nach fast vierzig Jahren präsentierte der Vorstandsvorsitzende der Daimler AG, Dieter Zetsche, zusammen mit Arnold Schwarzenegger im Michigan Theatre auf der North American International Auto Show im Januar 2018 erstmals eine komplett neu entwickelte G-Klasse. Trotz der umfangreichen Änderungen gegenüber seinem Vorgänger behält die neue G-Klasse die Baureihenbezeichnung W 463. Zu den Händlern kam die G-Klasse zunächst als G 500 im Mai 2018 zu Preisen ab 107.040 Euro.
Im Vergleich zum Vorgängermodell ist die neue G-Klasse insbesondere in der Breite um 121 Millimeter gewachsen. Außerdem ist die neue G-Klasse 53 Millimeter länger und verfügt über 6 Millimeter mehr Bodenfreiheit. Bei gleicher Motorisierung beträgt die Gewichtsersparnis rund 170 Kilogramm. Trotz alldem unterscheidet sich das Fahrzeug optisch nur in Details vom Vorgängermodell.
Aufgrund des Alters des Grundkonzepts des Vorgängers sind die technischen Neuerungen groß. Unter anderem verfügt der neue W 463 an der Vorderachse über eine Einzelradaufhängung statt einer Starrachse; diese kommt nur noch an der Hinterachse zum Einsatz. Des Weiteren wurde die Geländeuntersetzung von 2,1:1 auf 2,9:1 verkürzt. Außerdem werden die aufgesetzten Blinker auf dem Kotflügel bei einem Unfall nach unten gedrückt, um den Fußgängerschutz zu erhöhen. Im Innenraum hat das neue Modell das aus der S-Klasse bekannte digitale Cockpit.
Im Rahmen des 88. Genfer Auto-Salons präsentierte Mercedes-AMG im März 2018 den G 63. Der bisherige 5,5-Liter-V8-Ottomotor M 157 wird vom Vierliter-V8-Ottomotor M 177 abgelöst. Mit 430 kW (585 PS) leistet der neue G 63 10 kW (14 PS) mehr als das Vorgängermodell. Auf 100 km/h soll der Geländewagen in 4,5 Sekunden beschleunigen, die Höchstgeschwindigkeit gibt Mercedes-AMG mit abgeregelten 220 km/h an. Sie lässt sich mit dem optionalen AMG Drivers Package auf 240 km/h erhöhen. Verkauft wird der Mercedes-AMG G 63 seit dem 18. März 2018. Die ersten Fahrzeuge wurden im Juni 2018 ausgeliefert.

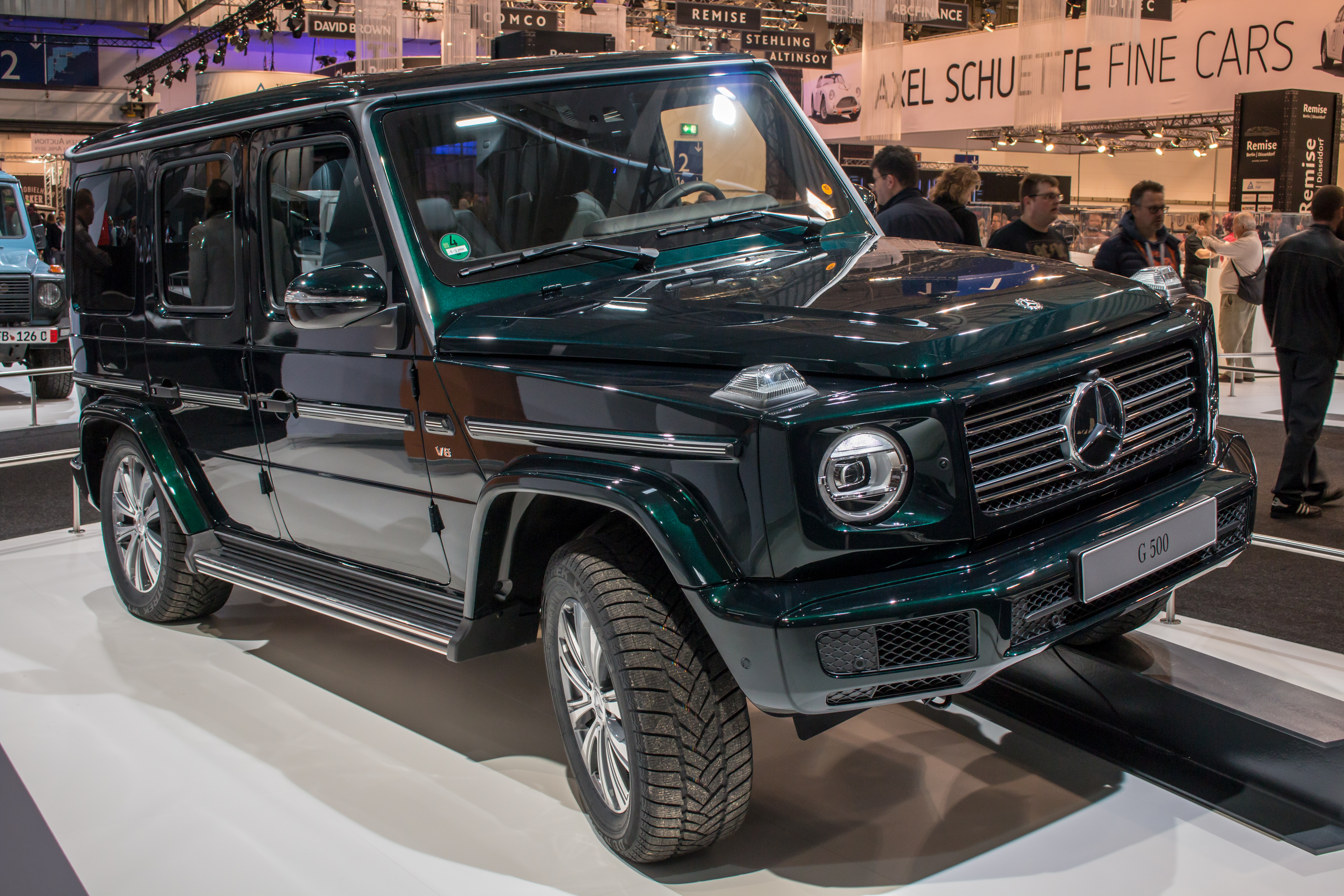
G 500 (2018–2024)
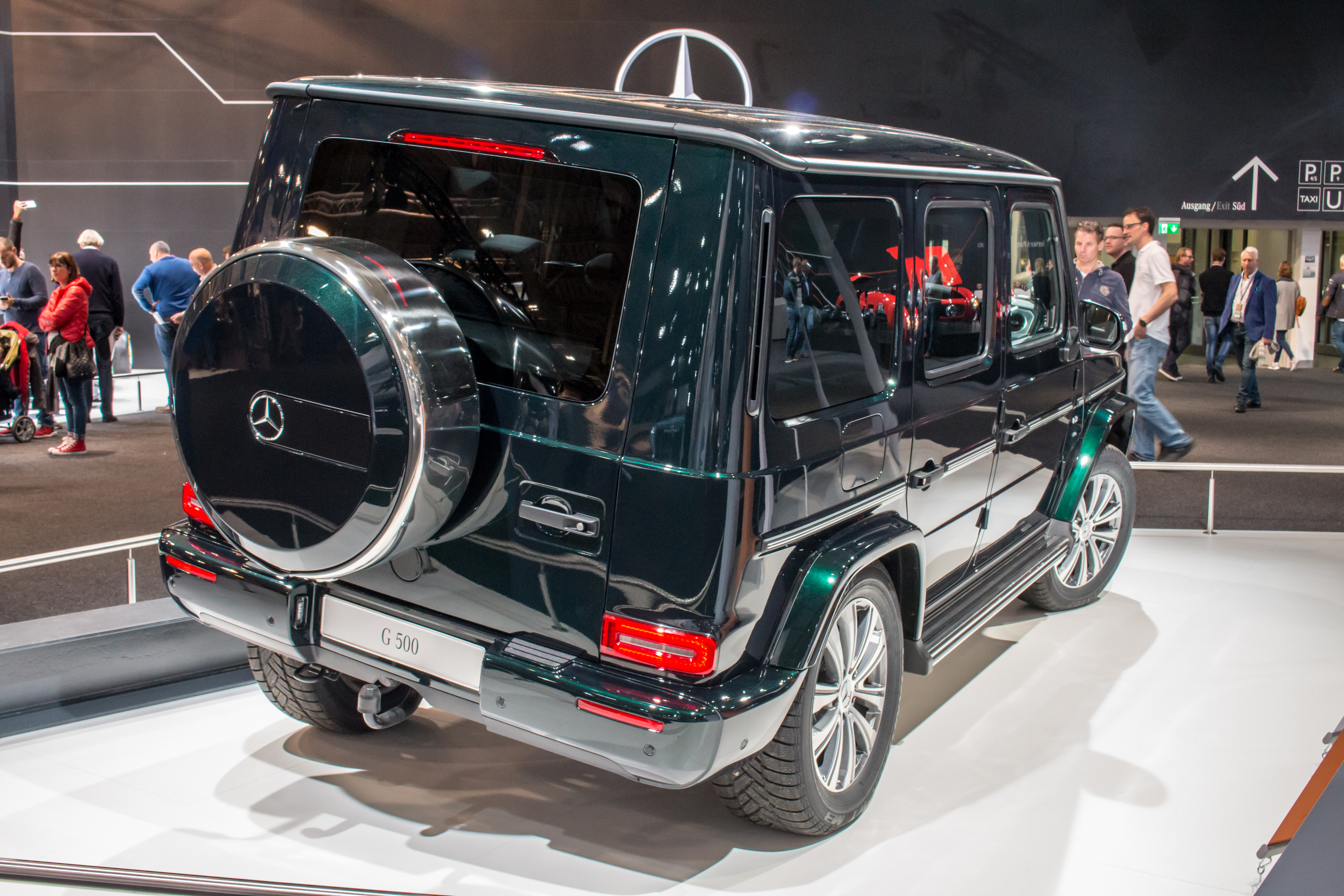
Heckansicht
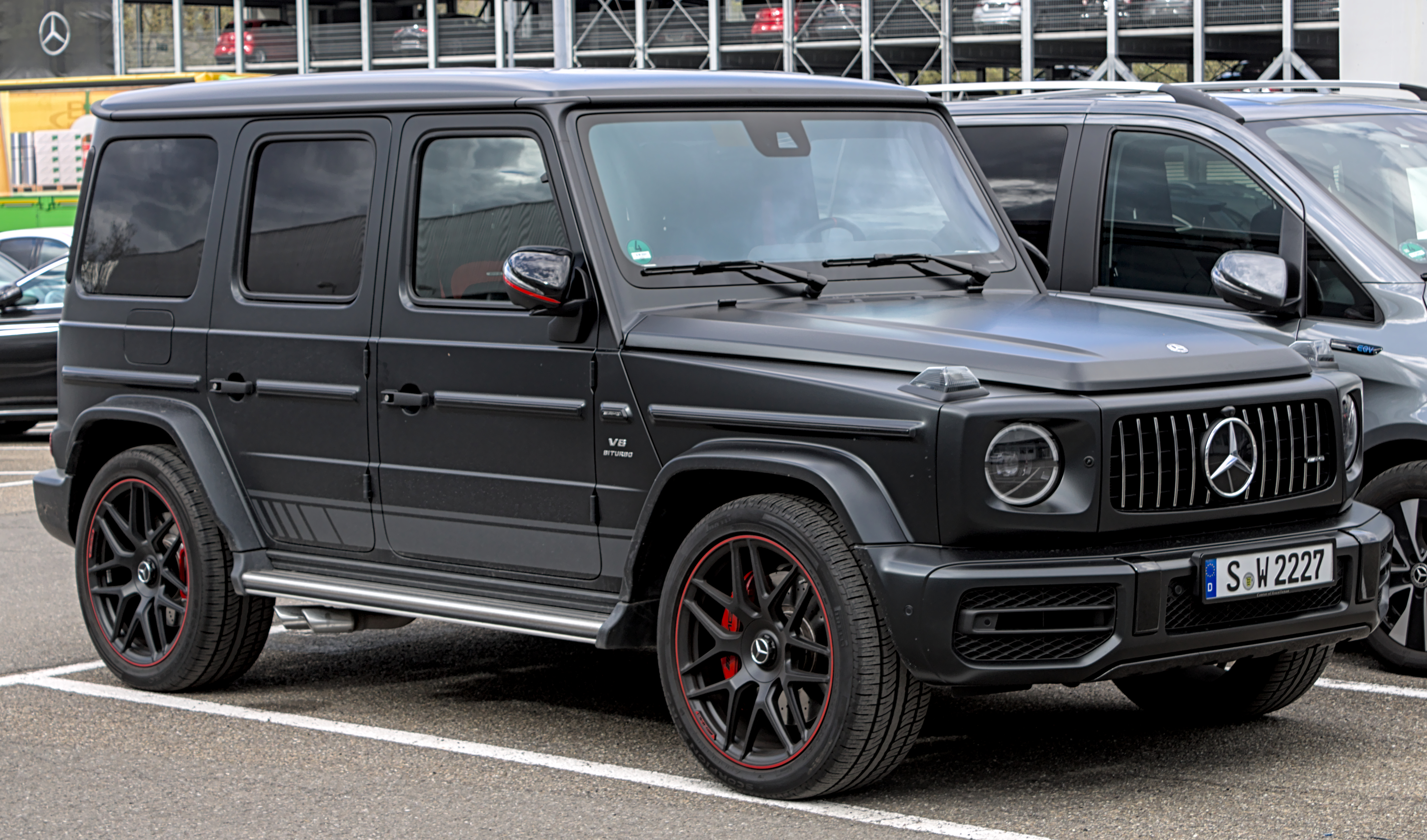
G 63 (2018–2024)
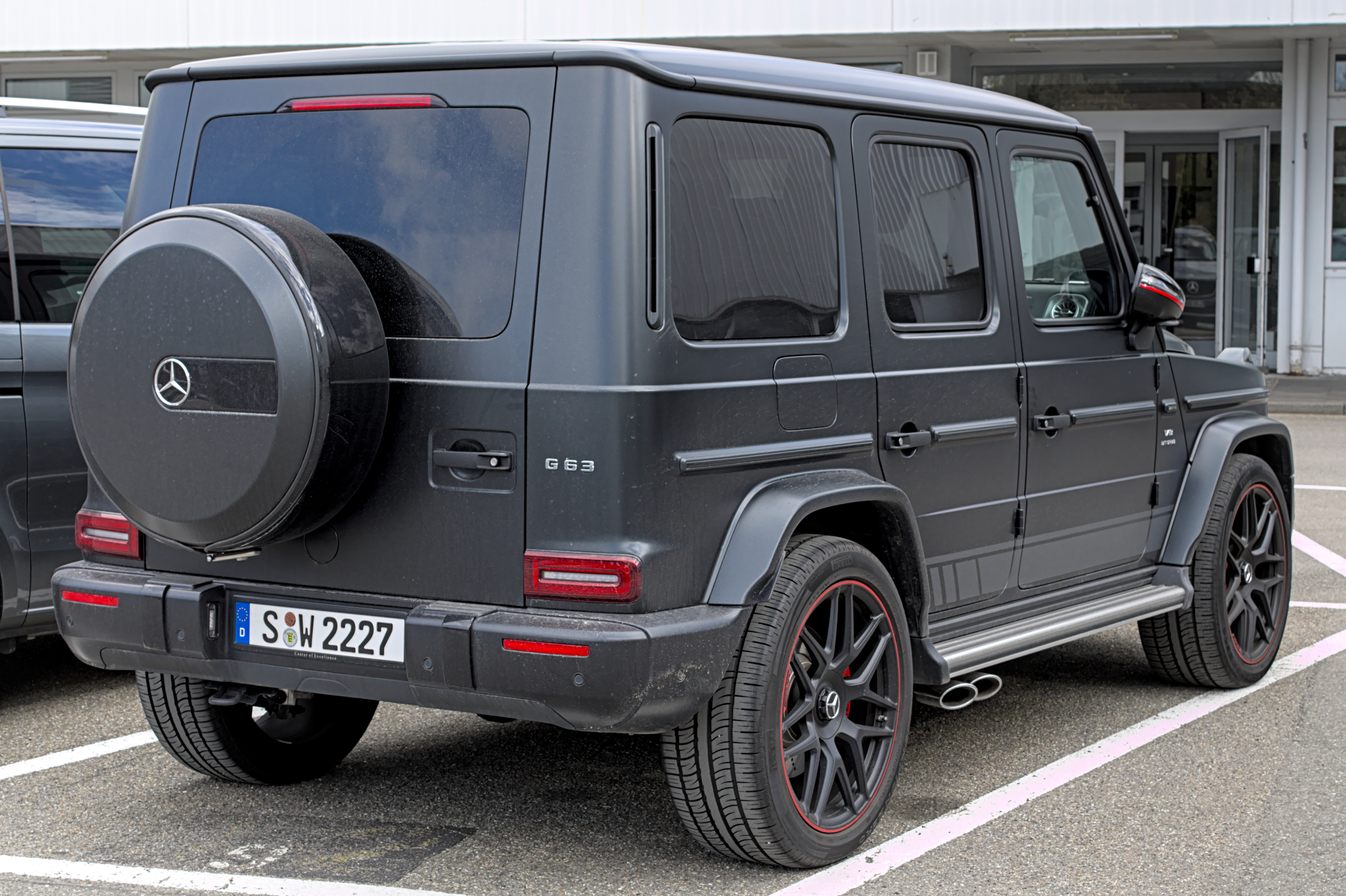
Heckansicht
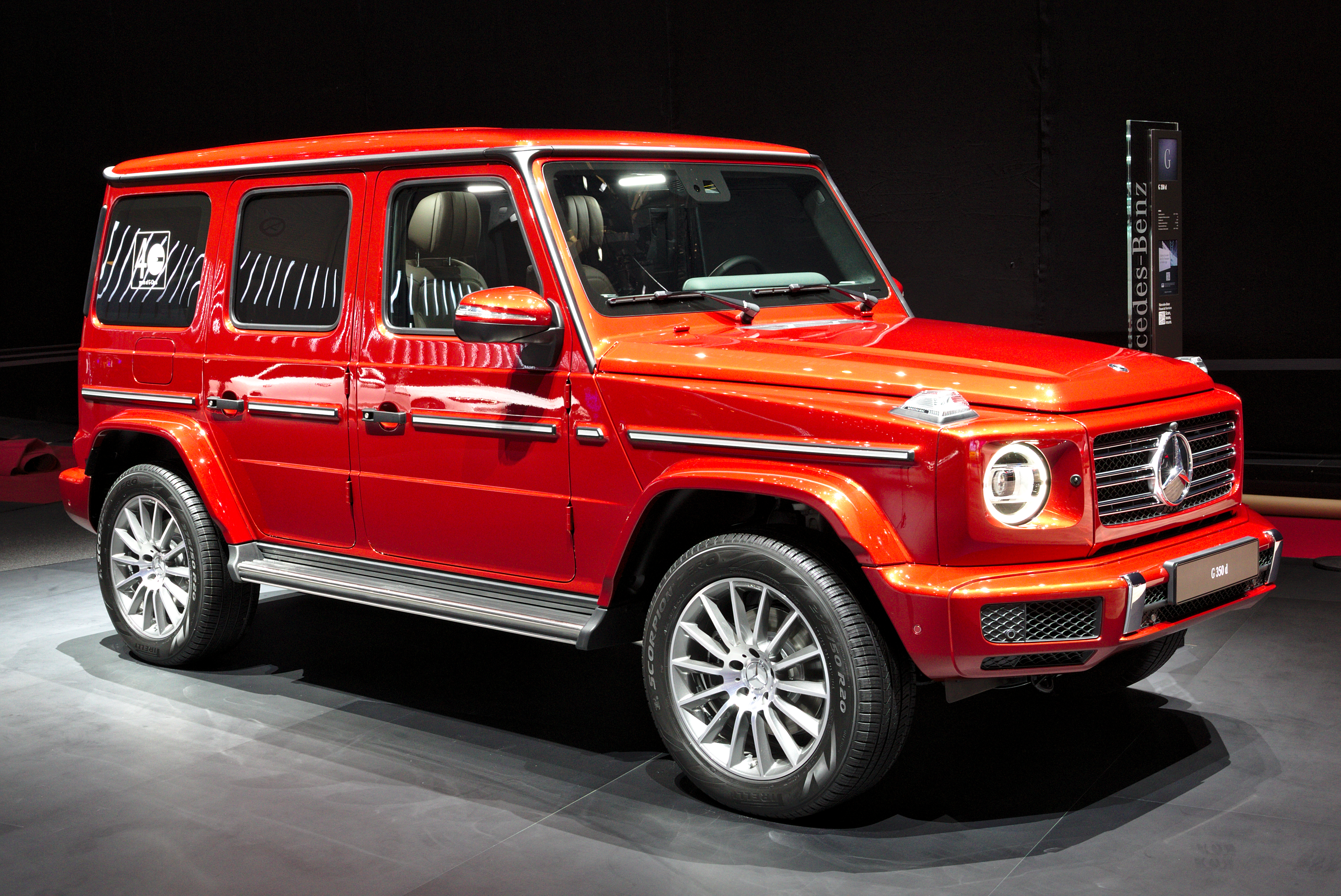
G 350 d (2019–2022)

Im September 2019 präsentierte Mercedes-Benz auf der IAA die G-Klasse als manufaktur. Diese Version umfasst exklusive Details wie spezielle Außenfarben oder einen besonders gestalteten Innenraum.
Auf der IAA 2021 wurde mit der Professional Line eine Variante, die besonders auf die Offroad-Fähigkeiten optimiert wurde, vorgestellt.

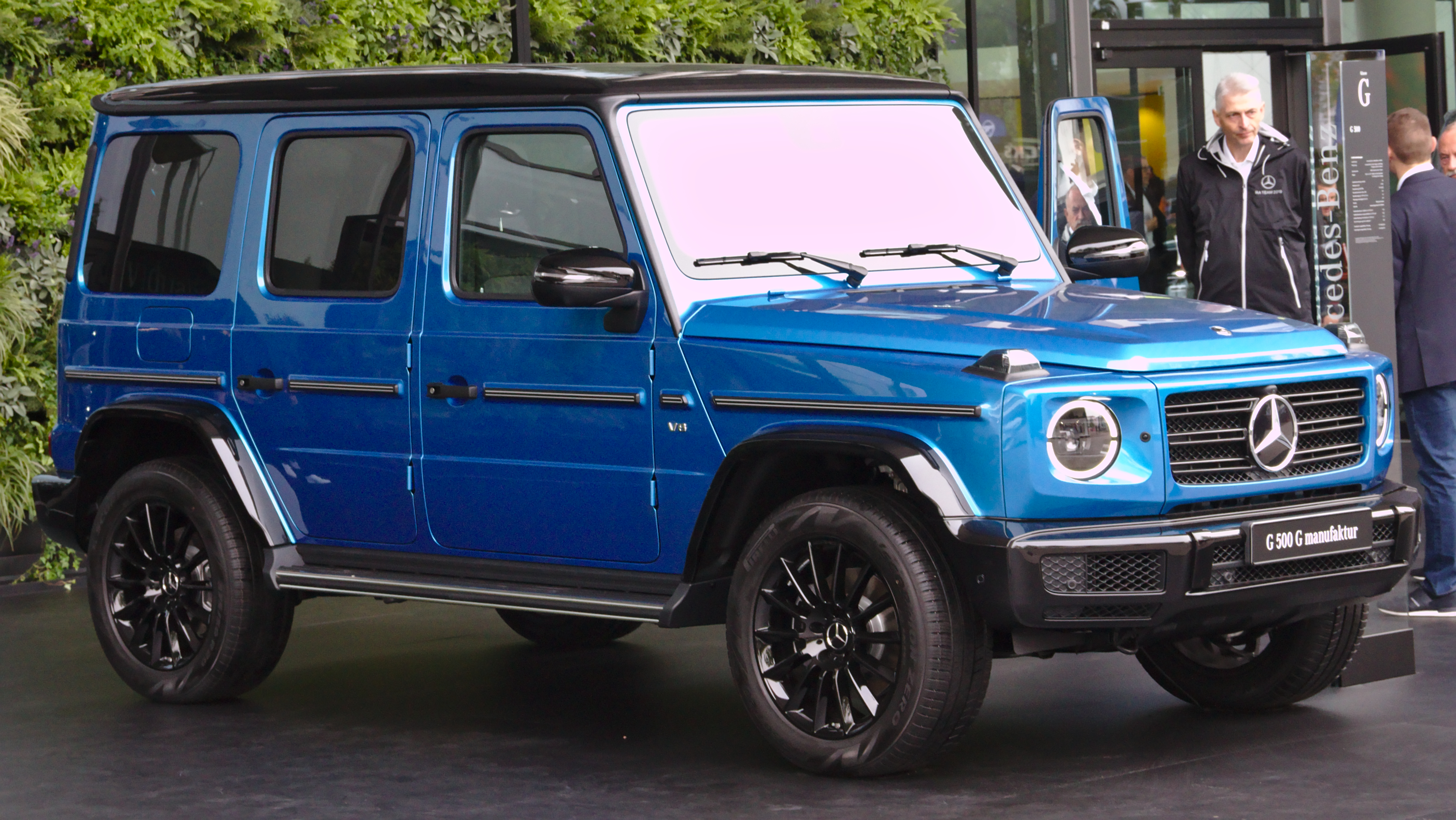
G 500 manufaktur (2019–2024)
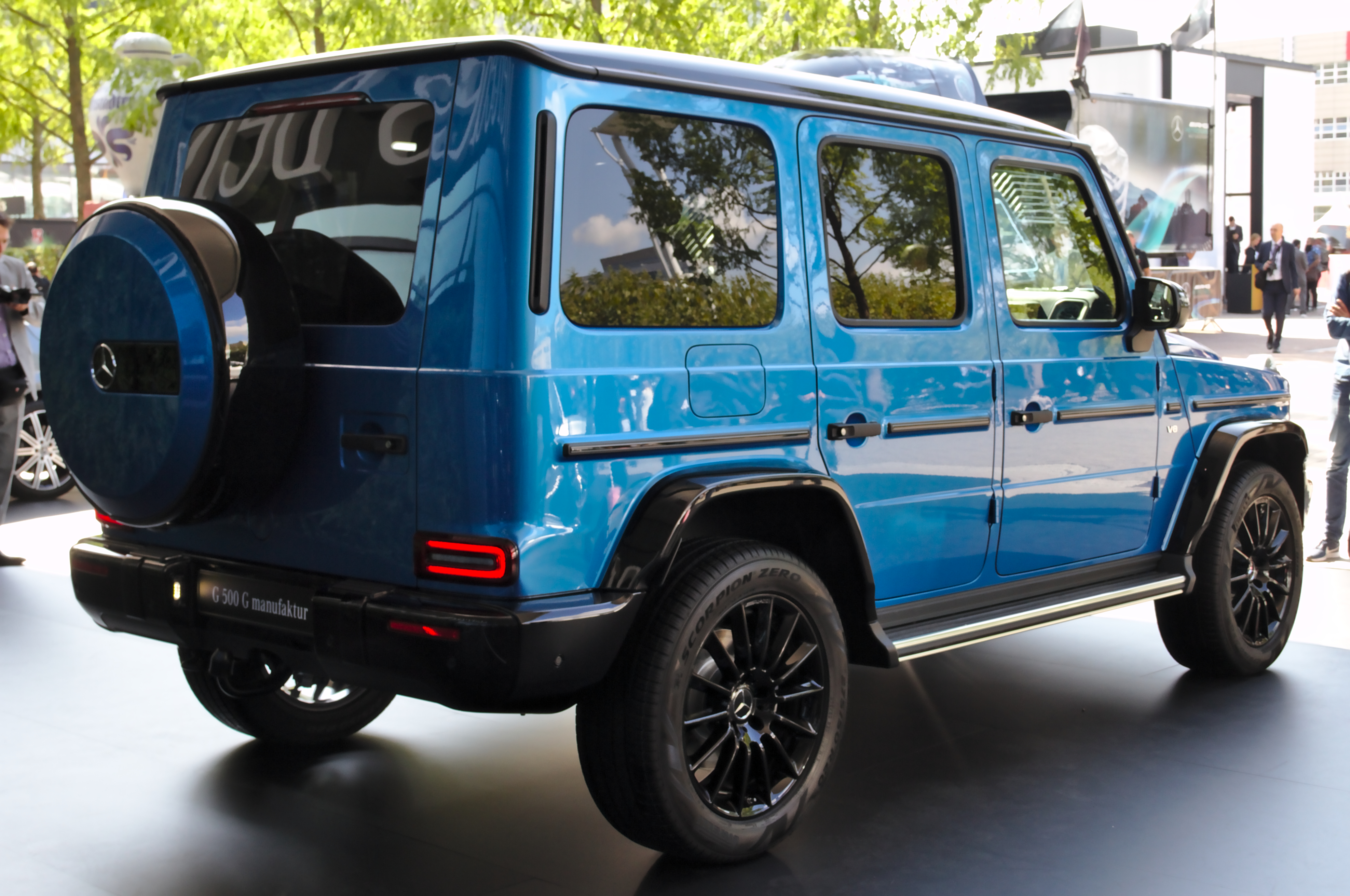
Heckansicht
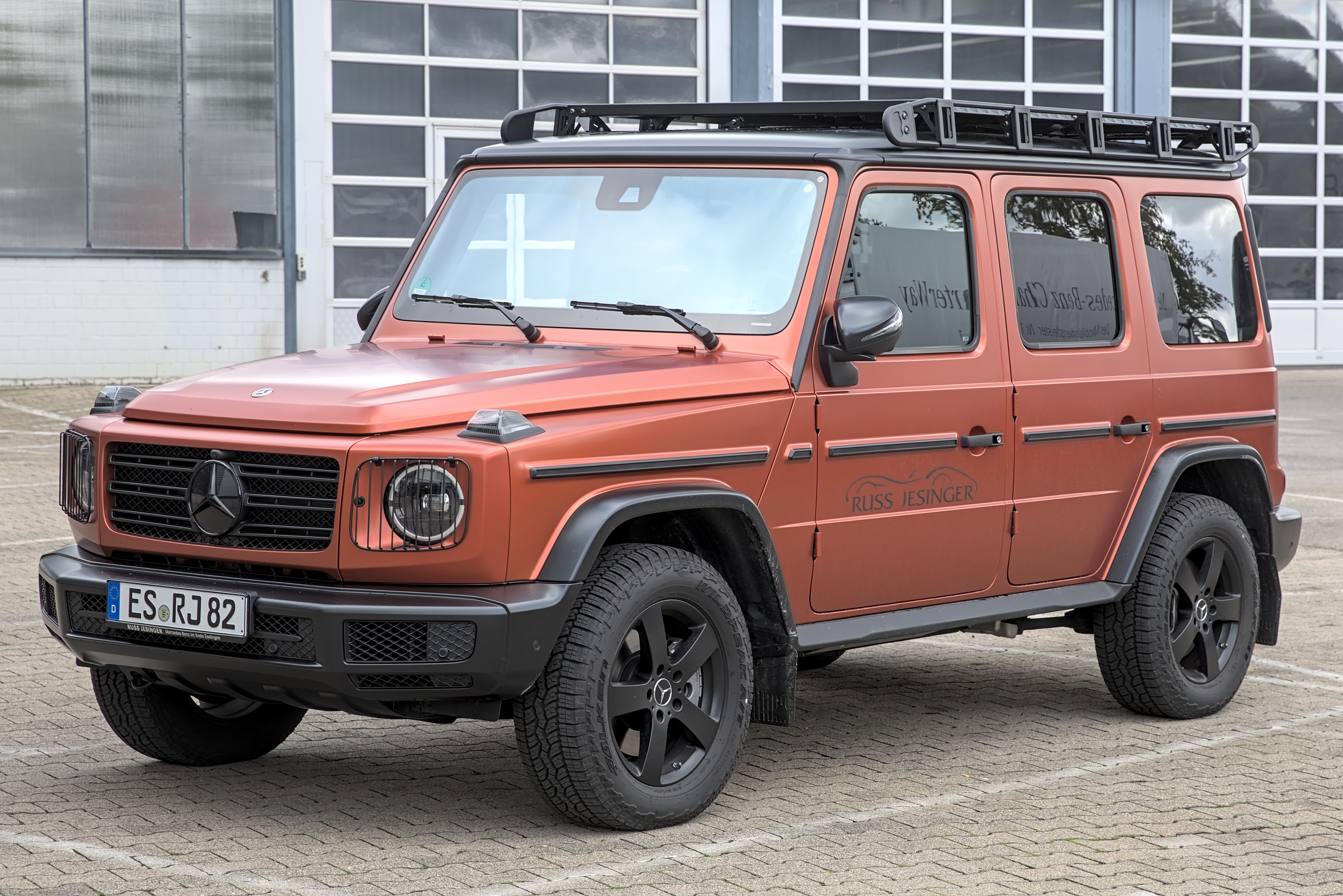
G 400 d Professional Line (2021–2024)
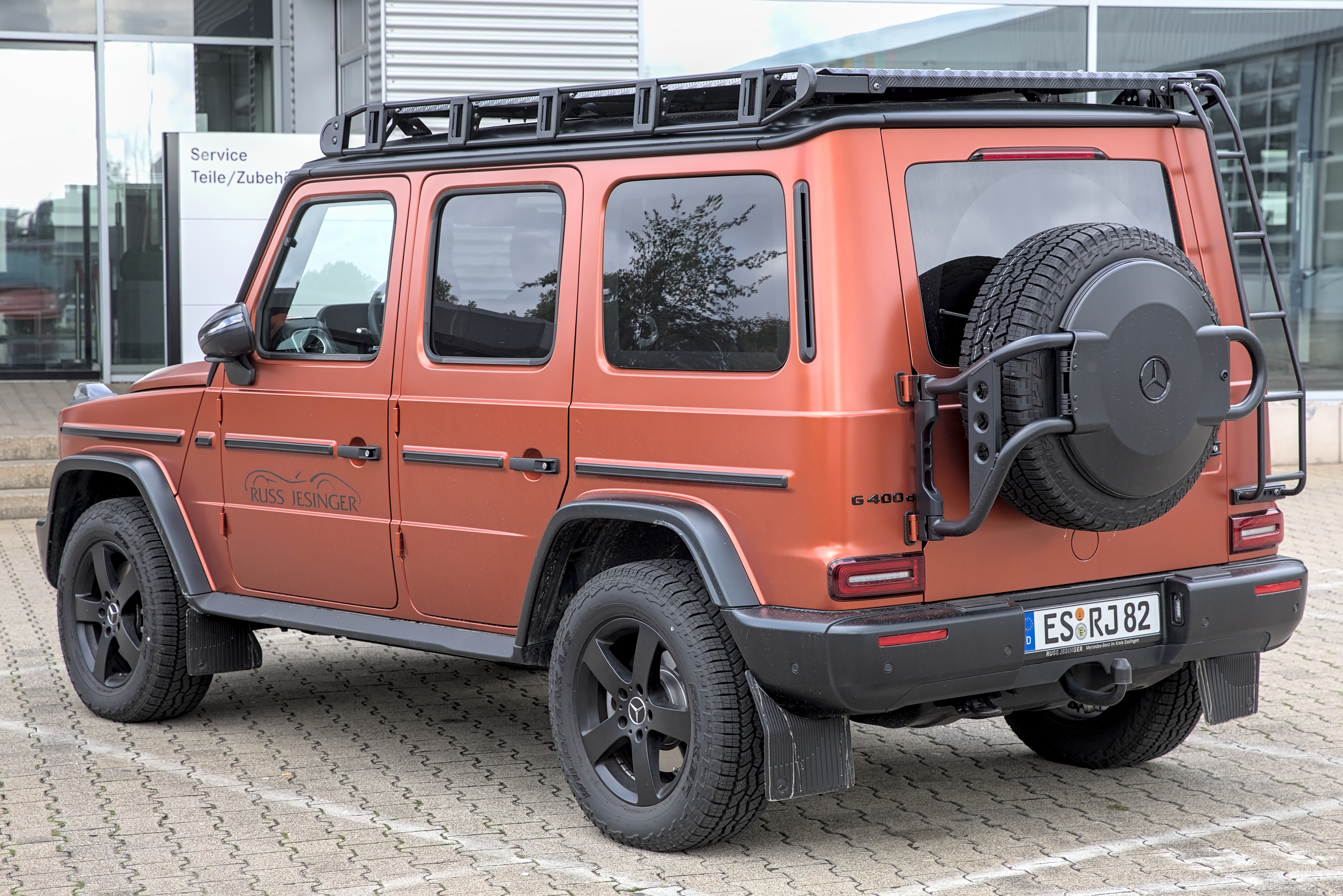
Heckansicht

Auf der IAA im September 2021 präsentierte Daimler in München den batterieelektrisch angetriebenen Concept EQG. In der Grundform entspricht das Konzeptfahrzeug dem Pendant mit Verbrennungsmotor, greift allerdings Elemente der Submarke EQ auf. Auf der Auto China 2024 in Peking wurde er mit der Typenbezeichnung G 580 EQ als marktreifes Fahrzeug vorgestellt.
Seit 2022 wieder erhältlich ist ein 4×42, der fortan aber auf der AMG-Version basiert. Die Bodenfreiheit ist gegenüber dem Basismodell um 113 mm auf 351 mm erhöht. Außerdem hat das Modell Portalachsen.
Im April 2023 wurde die 500.000ste G-Klasse gebaut. Dieses Fahrzeug ist in Anlehnung an einen 280 GE aus dem Jahr 1986 gestaltet. Beispielsweise hat es die historische Farbe Agavengrün. Weiter sind die Abdeckungen der Blinker auf dem Kotflügel wieder orange ausgeführt, die Sitze haben karierte Bezüge.

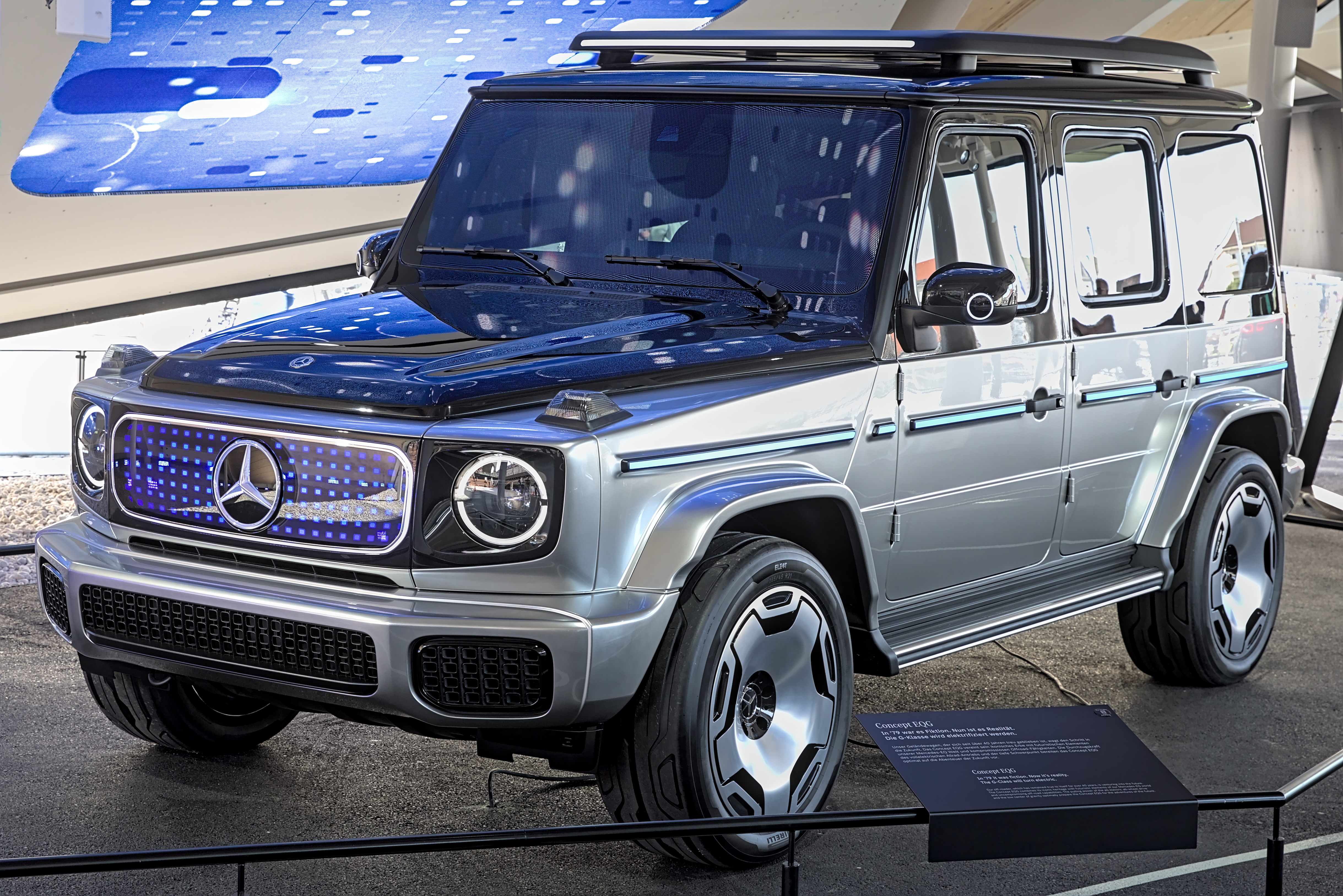
Concept EQG (2021)
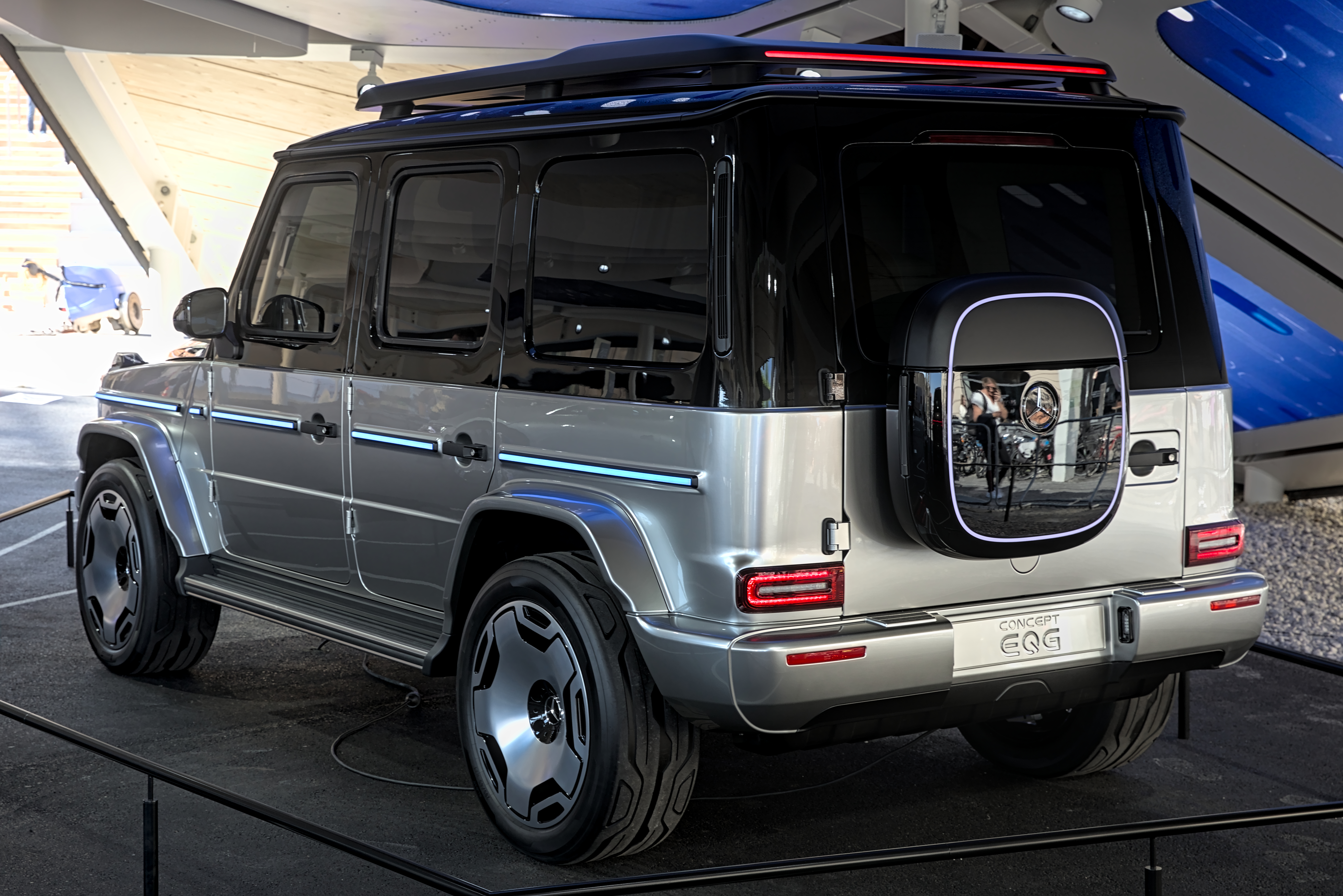
Heckansicht
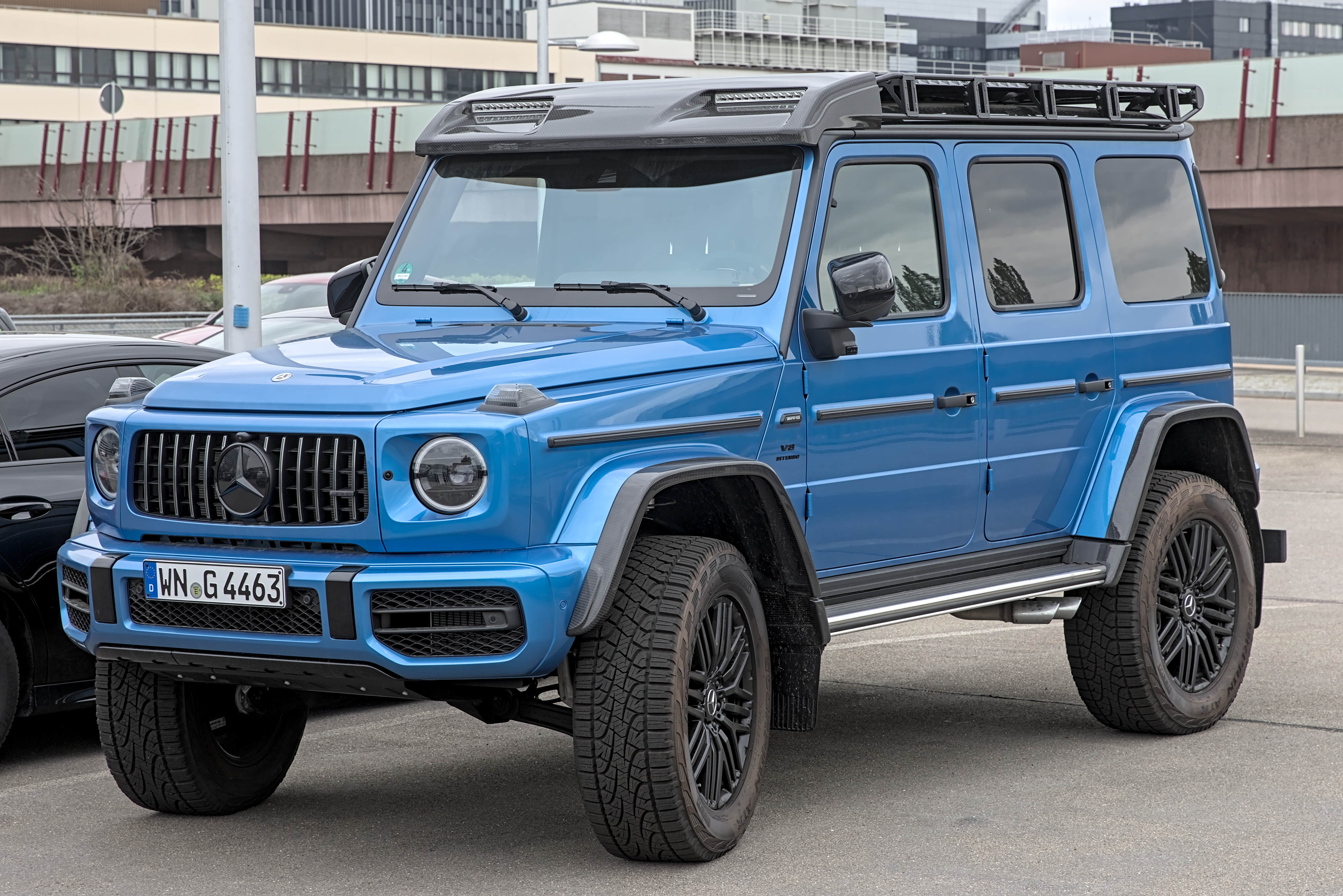
G 63 4×42 (2022–2024)
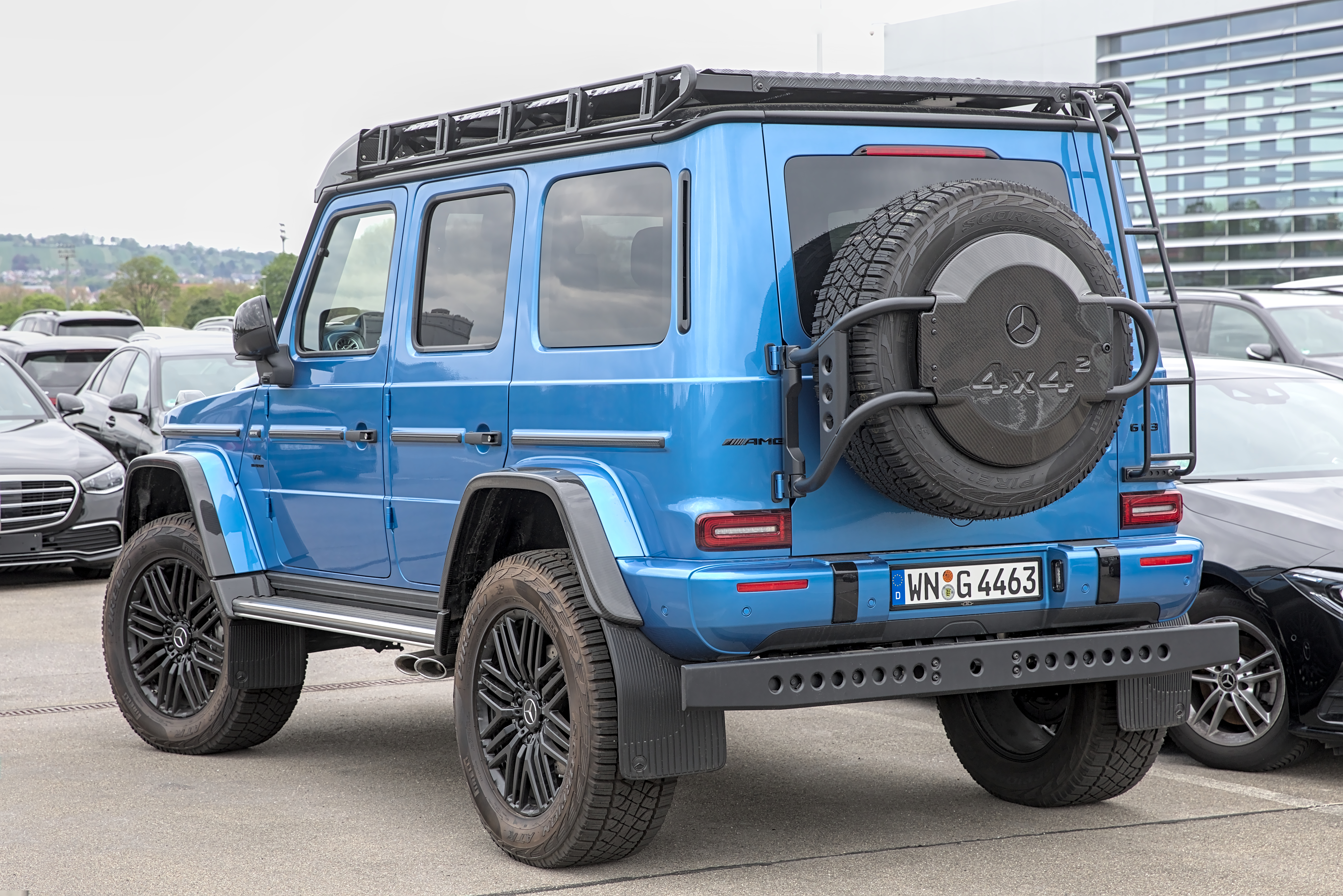
Heckansicht
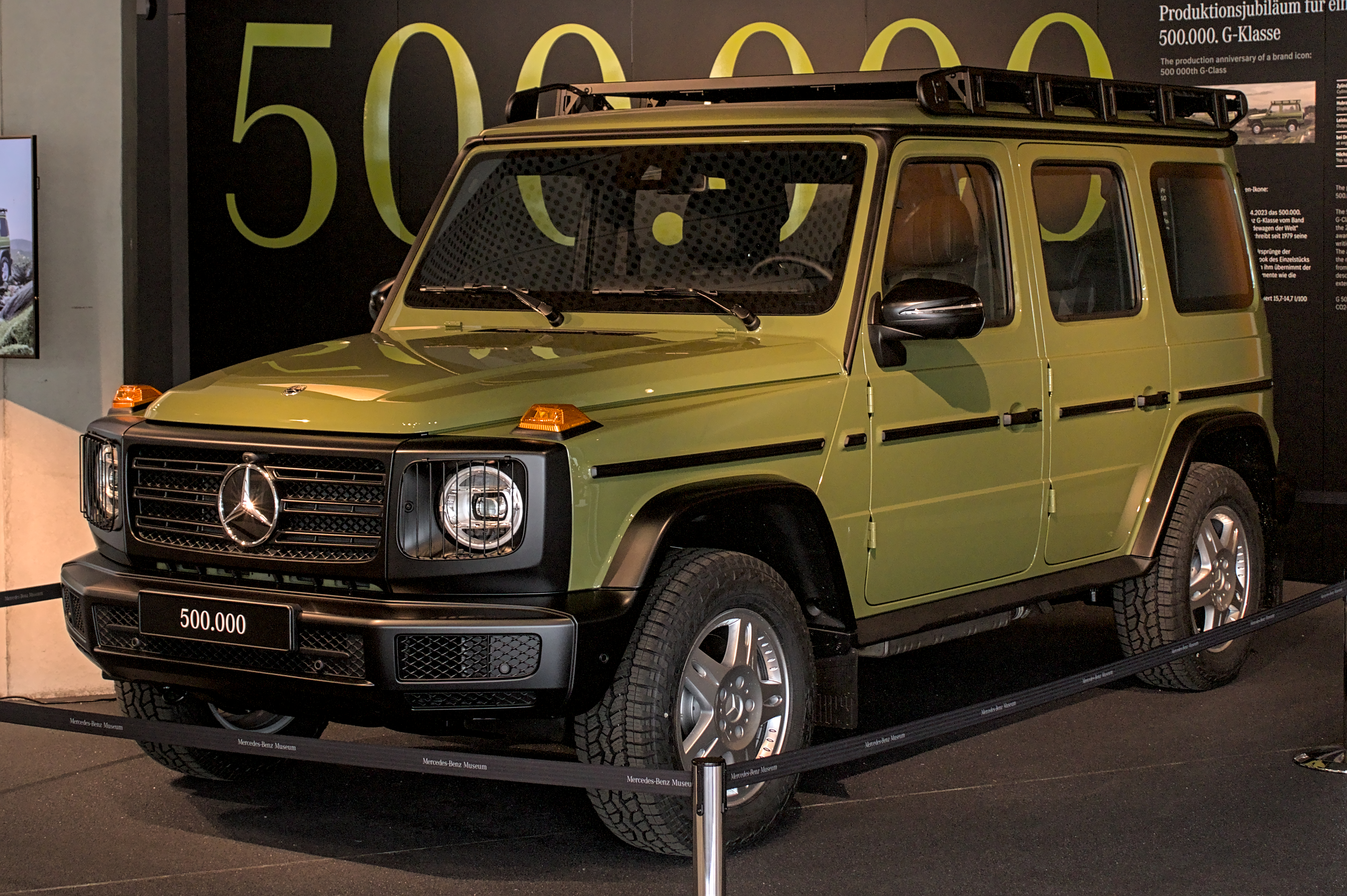
G 500 Nr. 500.000 (2023)

### W 464 (seit 2023)
Ende September 2021 stellte Mercedes-Benz in Graz den W 464 G 350 d in der Bauausführung BA06 Station Wagon und als BA09 Tender/Pritsche vor. Es ist die aufwendigste „Modellpflege“ in der Geschichte des militärischen G-Modells seit 20 Jahren und der Nachfolger des W 461, dessen Produktion im Sommer 2023 eingestellt wurde. Im August 2023 begann die Produktion des W 464.

### Modellpflege 2024 mit elektrischer Variante EQ
Eine umfangreiche Überarbeitung der G-Klasse folgte im Frühjahr 2024. Fortan wird sie als W 465 geführt. Die Motoren erhalten alle ein 48-Volt-Bordnetz mit integriertem Startergenerator. Außerdem gibt es mit dem G 580 mit EQ-Technologie erstmals eine elektrisch angetriebene Version der Baureihe, nachdem schon 2021 der Concept EQG vorgestellt worden war. Der G 580 mit EQ-Technologie hat einen verstärkten Rahmen und arbeitet mit einem Elektromotor pro Rad. Auch eine Drehung um die Hochachse wie beim Yangwang U8 ist damit möglich. Der G 580 hat einen 116-kWh-Akku. Das EU-Leergewicht des ganzen Fahrzeugs beträgt 3085 kg.
Im April 2025 zeigte Mercedes-Benz das auf 460 Exemplare limitierte Sondermodell Stronger Than The 1980s. Es ist eine Anlehnung an die 500.000ste G-Klasse aus dem Jahr 2023 und als G 500 oder G 450 d erhältlich.

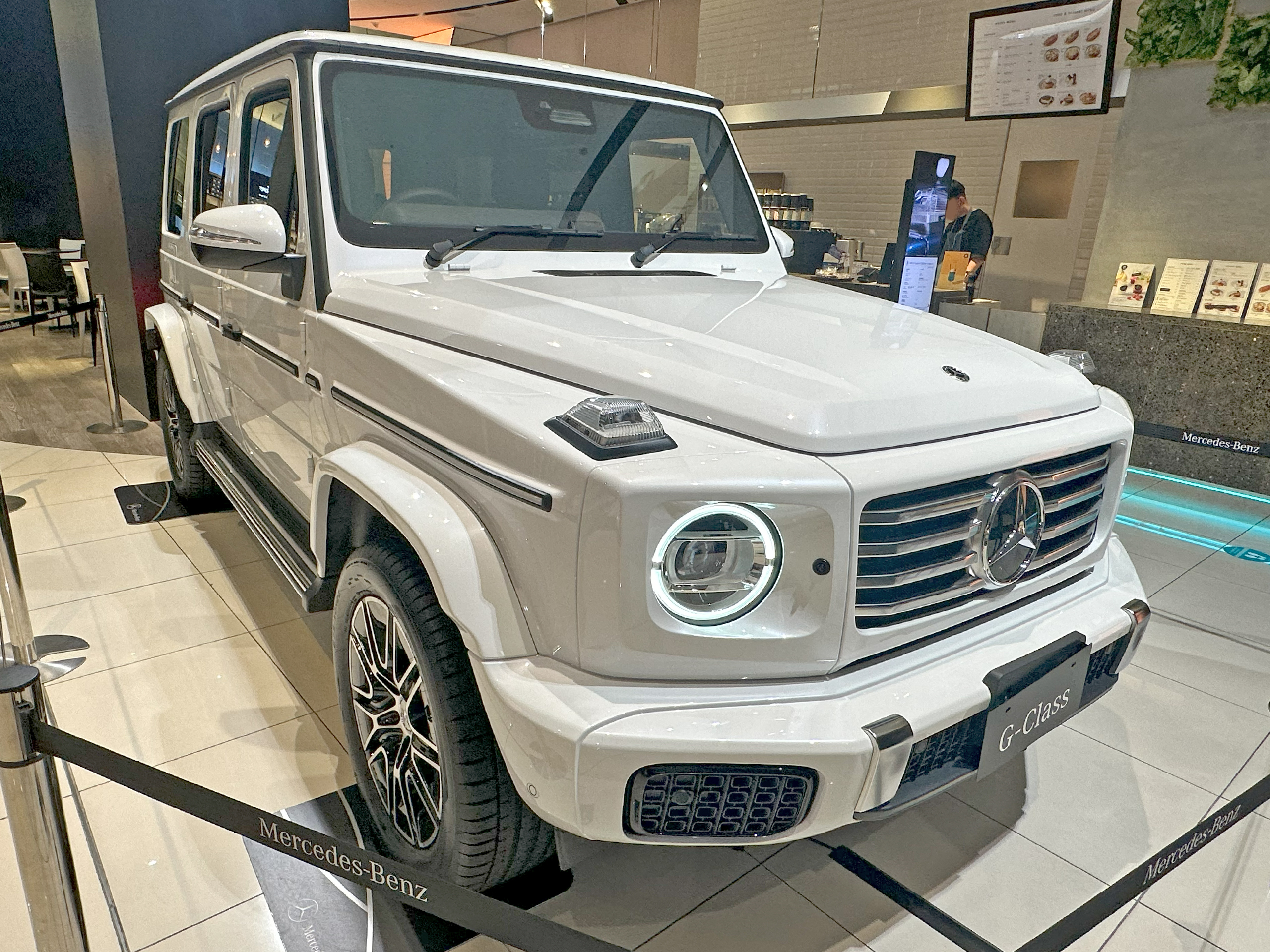
G 450 d (seit 2024)
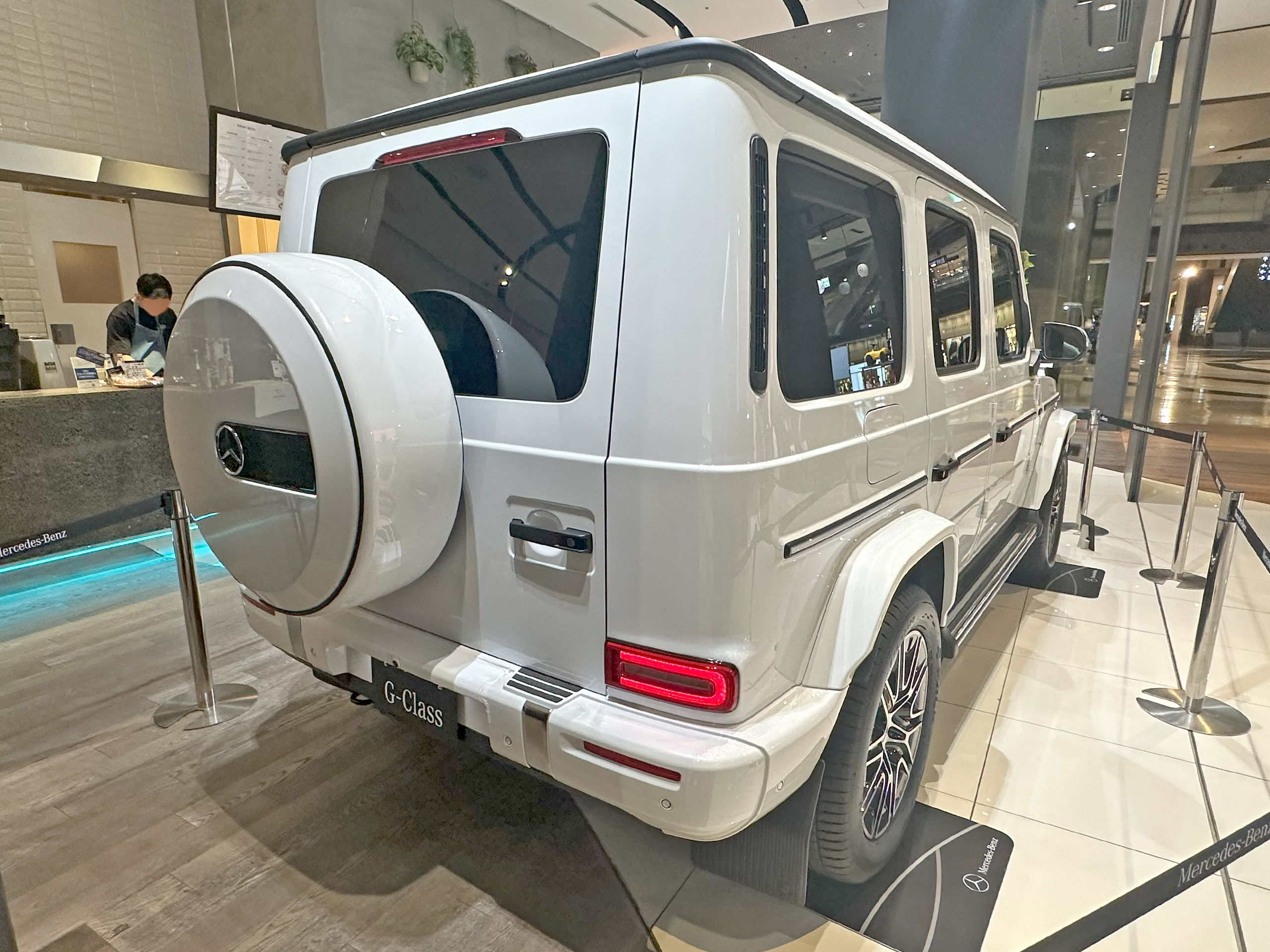
Heckansicht
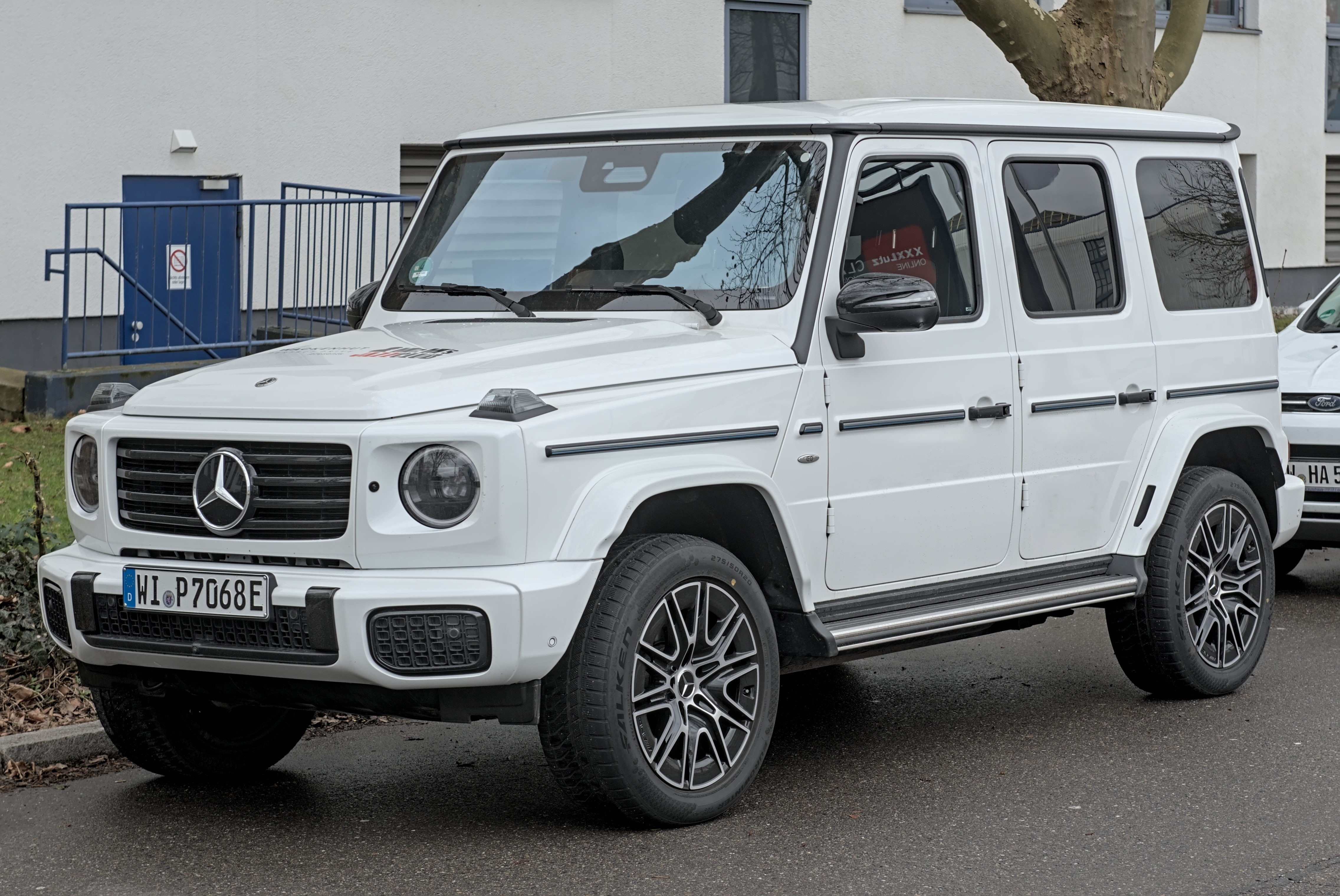
G 580 mit EQ-Technologie (seit 2024)
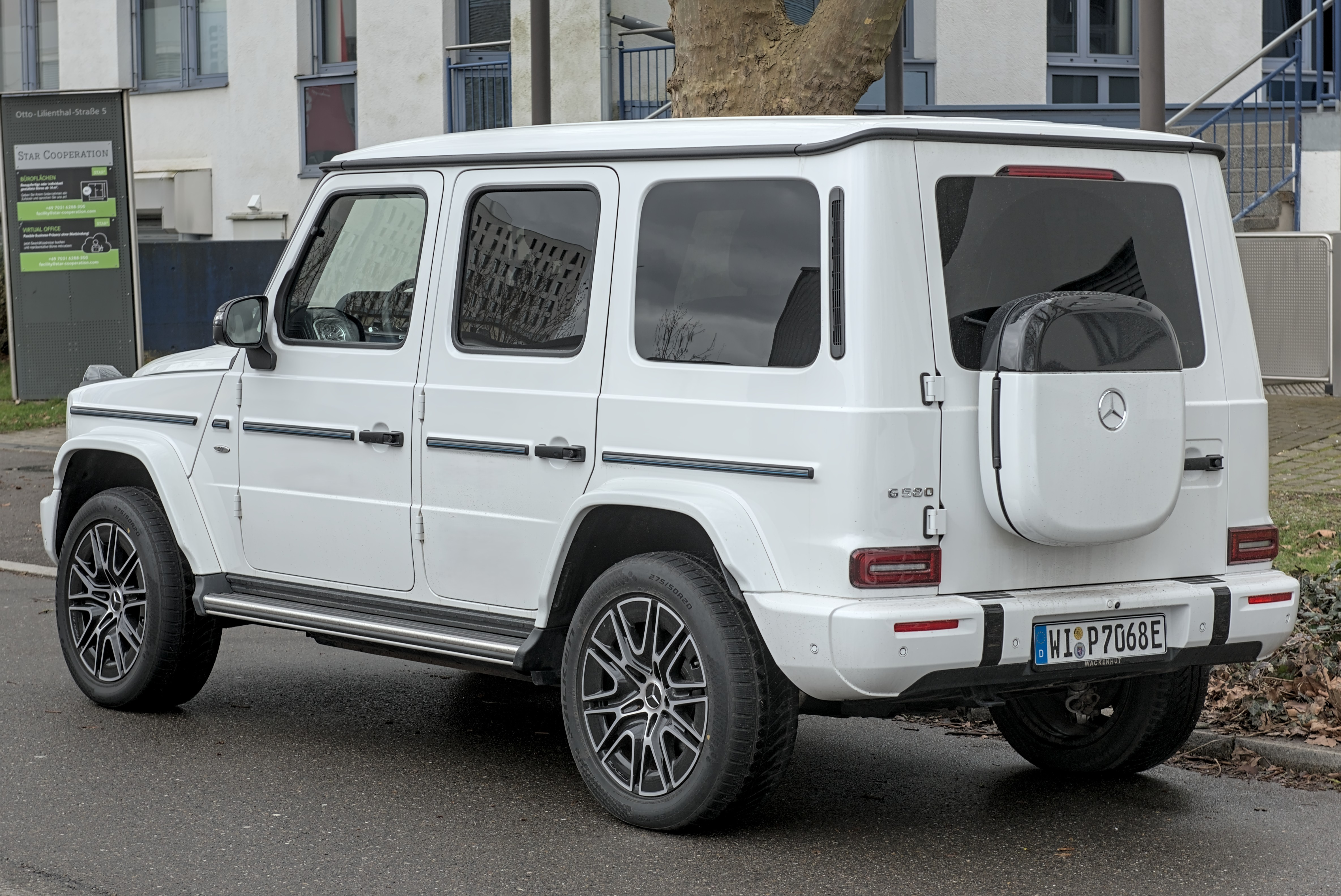
Heckansicht
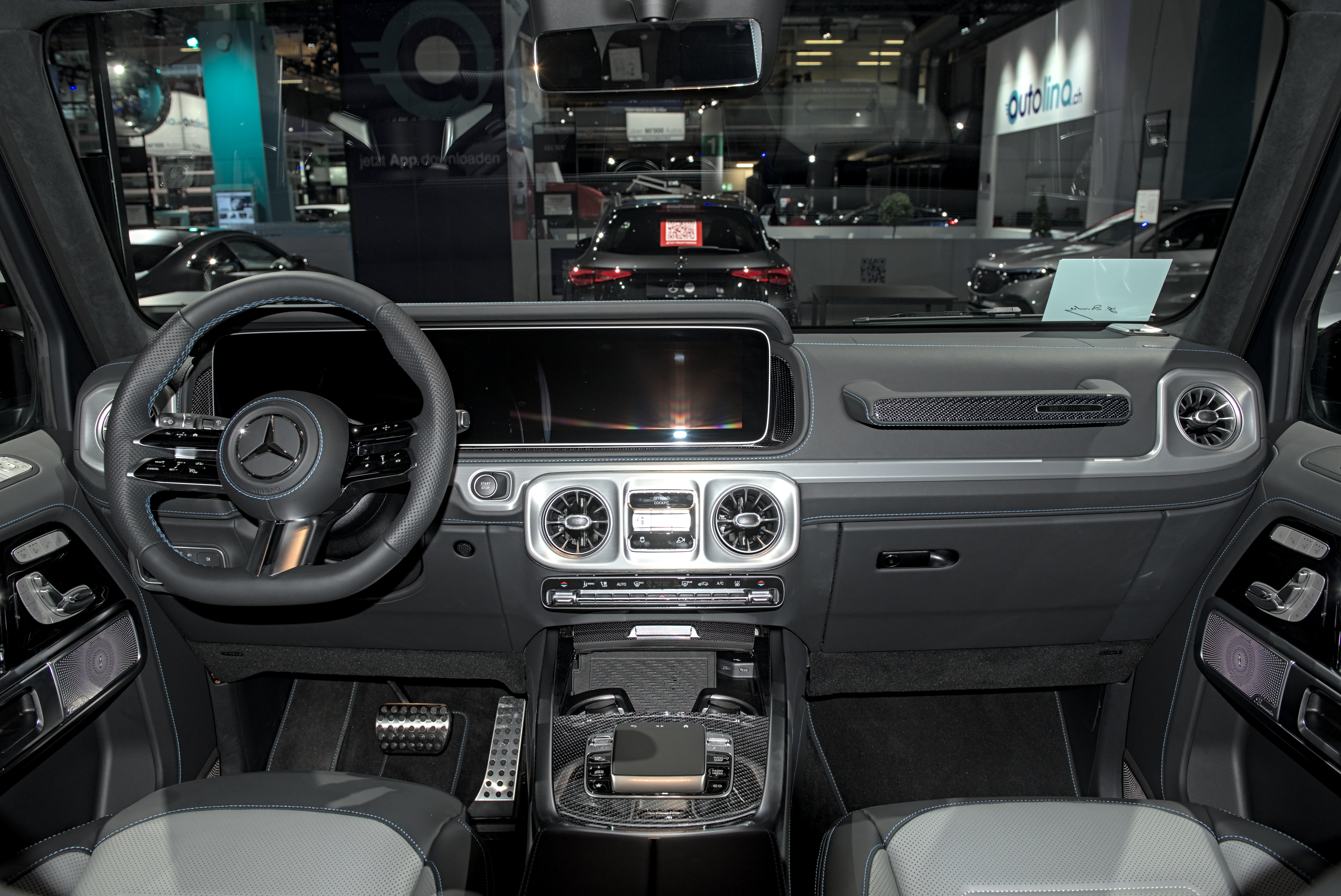
Innenansicht

## Modelle und Technische Daten

### W 460 (1979–1992)
| Modell | Motor | Bauart | Hubraum | Leistung                          | Bauzeit   |
| ------ | ----- | ------ | ------- | --------------------------------- | --------- |
| 230 G  | M 115 | R4     | 2,3 l   | 66 kW (90 PS)/75 kW (102 PS)      | 1979–1982 |
| 230 GE | M 102 | R4     | 2,3 l   | 90 kW (122 PS) K/92 kW (125 PS)   | 1982–1992 |
| 280 GE | M 110 | R6     | 2,8 l   | 110 kW (150 PS) K/115 kW (156 PS) | 1979–1990 |

| Modell | Motor  | Bauart    | Hubraum | Leistung      | Bauzeit   |
| ------ | ------ | --------- | ------- | ------------- | --------- |
| 240 GD | OM 616 | R4-Diesel | 2,4 l   | 53 kW (72 PS) | 1979–1987 |
| 250 GD | OM 602 | R5-Diesel | 2,5 l   | 62 kW (84 PS) | 1987–1992 |
| 300 GD | OM 617 | R5-Diesel | 3,0 l   | 65 kW (88 PS) | 1979–1990 |

### W 461 (1992–2001)
| Modell       | Motor | Bauart | Hubraum | Leistung       | Bauzeit   |
| ------------ | ----- | ------ | ------- | -------------- | --------- |
| 230 GE/G 230 | M 102 | R4     | 2,3 l   | 93 kW (126 PS) | 1992–2001 |

| Modell                         | Motor  | Bauart         | Hubraum | Leistung        | Bauzeit                        |
| ------------------------------ | ------ | -------------- | ------- | --------------- | ------------------------------ |
| 290 GD/G 290 DIESEL            | OM 602 | R5-Diesel      | 2,9 l   | 70 kW (95 PS)   | 1992–1997                      |
| 290 GD Turbo/G 290 TURBODIESEL | OM 602 | R5-Turbodiesel | 2,9 l   | 88 kW (120 PS)  | 1998–2001                      |
| G 270 CDI Worker               | OM 612 | R5-Turbodiesel | 2,7 l   | 115 kW (156 PS) | für Kommunen/Militär 2001–2006 |
| G 280 CDI Worker               | OM 642 | V6-Turbodiesel | 3,0 l   | 135 kW (184 PS) | für Kommunen/Militär seit 2007 |
| G 280 CDI Edition 30 PUR       | OM 642 | V6-Turbodiesel | 3,0 l   | 135 kW (184 PS) | 2009                           |
| G 280/G 300 CDI Professional   | OM 642 | V6-Turbodiesel | 3,0 l   | 135 kW (184 PS) | seit 2010                      |

### W 462 (Variante ELBO)
| Modell   | Motor | Bauart | Hubraum | Leistung       | Bauzeit |
| -------- | ----- | ------ | ------- | -------------- | ------- |
| G 230/24 | M 102 | R4     | 2,3 l   | 93 kW (126 PS) |         |

| Modell      | Motor  | Bauart    | Hubraum | Leistung      | Bauzeit |
| ----------- | ------ | --------- | ------- | ------------- | ------- |
| G 290 GD/28 | OM 602 | R5-Diesel | 2,9 l   | 70 kW (95 PS) |         |

### W 463 (1990–2018)
| Modell                           | Motor        | Bauart        | Hubraum      | Leistung                                       | Verbrauch laut Hersteller | Höchstgeschwindigkeit                        | Beschleunigung 0–100 km/h | Bauzeit      | Bemerkungen                                           |
| Vierzylinder                     | Vierzylinder | Vierzylinder  | Vierzylinder | Vierzylinder                                   | Vierzylinder              | Vierzylinder                                 | Vierzylinder              | Vierzylinder | Vierzylinder                                          |
| -------------------------------- | ------------ | ------------- | ------------ | ---------------------------------------------- | ------------------------- | -------------------------------------------- | ------------------------- | ------------ | ----------------------------------------------------- |
| 200 GE                           | M 102        | R4            | 1997 cm³     | 85 kW (116 PS) mit Katalysator: 80 kW (113 PS) | 12,8 Liter Super          | 144 km/h                                     |                           | 1990–1994    | nur Export                                            |
| 230 GE / G 230                   | M 102        | R4            | 2298 cm³     | 93 kW (126 PS) bei 5000/min                    | 12,9 Liter Super          | 145 km/h                                     | 17,1 s                    | 1990–1995    |                                                       |
| Sechszylinder                    |              |               |              |                                                |                           |                                              |                           |              |                                                       |
| 300 GE / G 300                   | M 103        | R6            | 2960 cm³     | 125 kW (170 PS) bei 5500/min                   | 13,6 Liter Super          | 165 km/h                                     | 14,6 s                    | 1990–1994    |                                                       |
| G 320                            | M 104        | R6            | 3199 cm³     | 154 kW (210 PS) bei 5500/min                   | 14,4 Liter Super          | 175 km/h                                     | 12,0 s                    | 1994–1998    |                                                       |
| G 36 AMG                         | M 104        | R6            | 3606 cm³     | 200 kW (272 PS)                                | 14,9 Liter Super          | 190 km/h                                     | 9,6 s                     | 1994–1998    | Umbauten auf G 320-Basis                              |
| G 320                            | M 112        | V6            | 3199 cm³     | 158 kW (215 PS) bei 5600/min                   | 14,4 Liter Super          | 173 km/h                                     | 10,9 s                    | 1998–2005    |                                                       |
| Achtzylinder                     |              |               |              |                                                |                           |                                              |                           |              |                                                       |
| 500 GE                           | M 117        | V8            | 4973 cm³     | 177 kW (241 PS) bei 5000/min                   | 14,3 Liter Super          | 175 km/h                                     | 10,5 s                    | 1993–1994    | limitierte Auflage                                    |
| 500 GE 6.0 AMG                   | M 117        | V8            | 5953 cm³     | 243 kW (331 PS) bei 5250/min                   | 16,3 Liter Super          |                                              |                           | 1993         | Umbauten auf 500 GE-Basis                             |
| G 500                            | M 113        | V8            | 4966 cm³     | 218 kW (297 PS) bei 5500/min                   | 15,8 Liter Super          | 190 km/h                                     | 7,7 s                     | 1998–2007    |                                                       |
| G 500                            | M 273        | V8            | 5461 cm³     | 285 kW (388 PS) bei 6000/min                   | 14,9 Liter Super          | 210 km/h                                     | 6,1 s                     | 2007–2015    |                                                       |
| G 500                            | M 176        | V8-Biturbo    | 3982 cm³     | 310 kW (422 PS) bei 5250–5500/min              | 12,3 Liter Super          | 210 km/h                                     | 5,9 s                     | 2015–2018    |                                                       |
| G 500 4×42                       | M 176        | V8-Biturbo    | 3982 cm³     | 310 kW (422 PS) bei 5250–5500/min              | 13,8 Liter Super          | 210 km/h                                     | 7,4 s                     | 2015–2017    | Kleinserie mit Portalachsen                           |
| G 55 AMG                         | M 113        | V8            | 5439 cm³     | 260 kW (354 PS) bei 5500/min                   | 16,9 Liter Super          | 209 km/h                                     | 7,4 s                     | 1999–2004    |                                                       |
| G 55 AMG                         | M 113        | V8-Kompressor | 5439 cm³     | 350 kW (476 PS) bei 6100/min                   | 16,3 Liter Super          | 210 km/h                                     | 5,6 s                     | 2004–2006    |                                                       |
| G 55 AMG                         | M 113        | V8-Kompressor | 5439 cm³     | 368 kW (500 PS) bei 6100/min                   | 16,3 Liter Super          | 210 km/h                                     | 5,5 s                     | 2006–2008    |                                                       |
| G 55 AMG                         | M 113        | V8-Kompressor | 5439 cm³     | 373 kW (507 PS) bei 6100/min                   | 15,9 Liter Super          | 210 km/h                                     | 5,5 s                     | 2008–2012    |                                                       |
| G 63 AMG                         | M 157        | V8-Biturbo    | 5461 cm³     | 400 kW (544 PS) bei 5500/min                   | 13,8 Liter Super          | 210 km/h                                     | 5,4 s                     | 2012–2015    |                                                       |
| G 63 AMG                         | M 157        | V8-Biturbo    | 5461 cm³     | 420 kW (571 PS) bei 5500/min                   | 13,9 Liter Super          | 210 km/h (mit AMG Drivers Package: 230 km/h) | 5,4 s                     | 2015–2018    |                                                       |
| G 63 AMG 6×6                     | M 157        | V8-Biturbo    | 5461 cm³     | 400 kW (544 PS) bei 5500/min                   | 13,8 Liter Super          | 160 km/h                                     | 7,9 s                     | 2014–2016    | Dreiachser in Kleinserie                              |
| Zwölfzylinder                    |              |               |              |                                                |                           |                                              |                           |              |                                                       |
| G 63 AMG                         | M 137        | V12           | 6258 cm³     | 326 kW (444 PS) bei 5500/min                   | 16,3 Liter Super          | 210 km/h                                     | 6,5 s                     | 2002–2003    | Kleinserie                                            |
| G 65 AMG                         | M 279        | V12-Biturbo   | 5980 cm³     | 450 kW (612 PS) bei 4300/min                   | 17,0 Liter Super          | 230 km/h                                     | 5,3 s                     | 2012–2015    |                                                       |
| G 65 AMG                         | M 279        | V12-Biturbo   | 5980 cm³     | 463 kW (630 PS) bei 5000–5300/min              | 17,3 Liter Super          | 230 km/h                                     | 5,3 s                     | 2015–2018    |                                                       |
| Mercedes-Maybach G 650 Landaulet | M 279        | V12-Biturbo   | 5980 cm³     | 463 kW (630 PS) bei 5000–5300/min              | –                         | 180 km/h                                     | < 6,0 s                   | 2017         | Kleinserie als Landaulet (limitiert auf 99 Fahrzeuge) |

| Modell                           | Motor        | Bauart       | Hubraum      | Leistung                                             | Verbrauch laut Hersteller | Höchstgeschwindigkeit | Beschleunigung 0–100 km/h | Bauzeit      | Bemerkungen           |
| Fünfzylinder                     | Fünfzylinder | Fünfzylinder | Fünfzylinder | Fünfzylinder                                         | Fünfzylinder              | Fünfzylinder          | Fünfzylinder              | Fünfzylinder | Fünfzylinder          |
| -------------------------------- | ------------ | ------------ | ------------ | ---------------------------------------------------- | ------------------------- | --------------------- | ------------------------- | ------------ | --------------------- |
| 250 GD                           | OM 602       | R5           | 2497 cm³     | 69 kW (94 PS) bei 4600/min                           | 10,3 Liter Diesel         | 132 km/h              | 23,1 s                    | 1990–1992    |                       |
| G 270 CDI                        | OM 612       | R5-Turbo     | 2685 cm³     | 115 kW (156 PS) bei 3800/min                         | 10,9 Liter Diesel         | 160 km/h              | 13,2 s                    | 2002–2006    |                       |
| Sechszylinder                    |              |              |              |                                                      |                           |                       |                           |              |                       |
| 300 GD / G 300 DIESEL            | OM 603       | R6           | 2996 cm³     | 83 kW (113 PS) bei 4600/min                          | 10,7 Liter Diesel         | 138 km/h              | 21,7 s                    | 1990–1994    |                       |
| 350 GD Turbo / G 350 TURBODIESEL | OM 603       | R6-Turbo     | 3449 cm³     | 100 kW (136 PS) bei 4000/min [121 kW (165 PS)] (BIC) | 10,9 Liter Diesel         | 145 km/h              | 16,0 s                    | 1992–1997    |                       |
| G 300 TURBODIESEL                | OM 606       | R6-Turbo     | 2996 cm³     | 130 kW (177 PS) bei 4400/min                         | 12,1 Liter Diesel         | 164 km/h              | 14,2 s                    | 1997–2001    |                       |
| G 320 CDI / G 350 CDI            | OM 642       | V6-Turbo     | 2987 cm³     | 165 kW (224 PS)                                      | 11,0 Liter Diesel         | 177 km/h              | 8,8 s                     | 2006–2010    | G 350 CDI: ab 09/2009 |
| G 350 BlueTEC                    | OM 642       | V6-Turbo     | 2987 cm³     | 155 kW (211 PS) bei 3400/min                         | 11,2 Liter Diesel         | 175 km/h              | 9,1 s                     | 2010–2015    |                       |
| G 350 d                          | OM 642       | V6-Turbo     | 2987 cm³     | 180 kW (245 PS) bei 3600/min                         | 9,9 Liter Diesel          | 192 km/h              | 8,8 s                     | 2015–2018    |                       |
| G 350 d Professional             | OM 642       | V6-Turbo     | 2987 cm³     | 180 kW (245 PS) bei 3600/min                         | 9,9 Liter Diesel          | 160 km/h              | 8,8 s                     | 2016–2018    |                       |
| Achtzylinder                     |              |              |              |                                                      |                           |                       |                           |              |                       |
| G 400 CDI                        | OM 628       | V8-Biturbo   | 3996 cm³     | 184 kW (250 PS) bei 4000/min                         | 12,8 Liter Diesel         | 184 km/h              | 9,9 s                     | 2001–2005    |                       |

### W 463 (2018–2024)

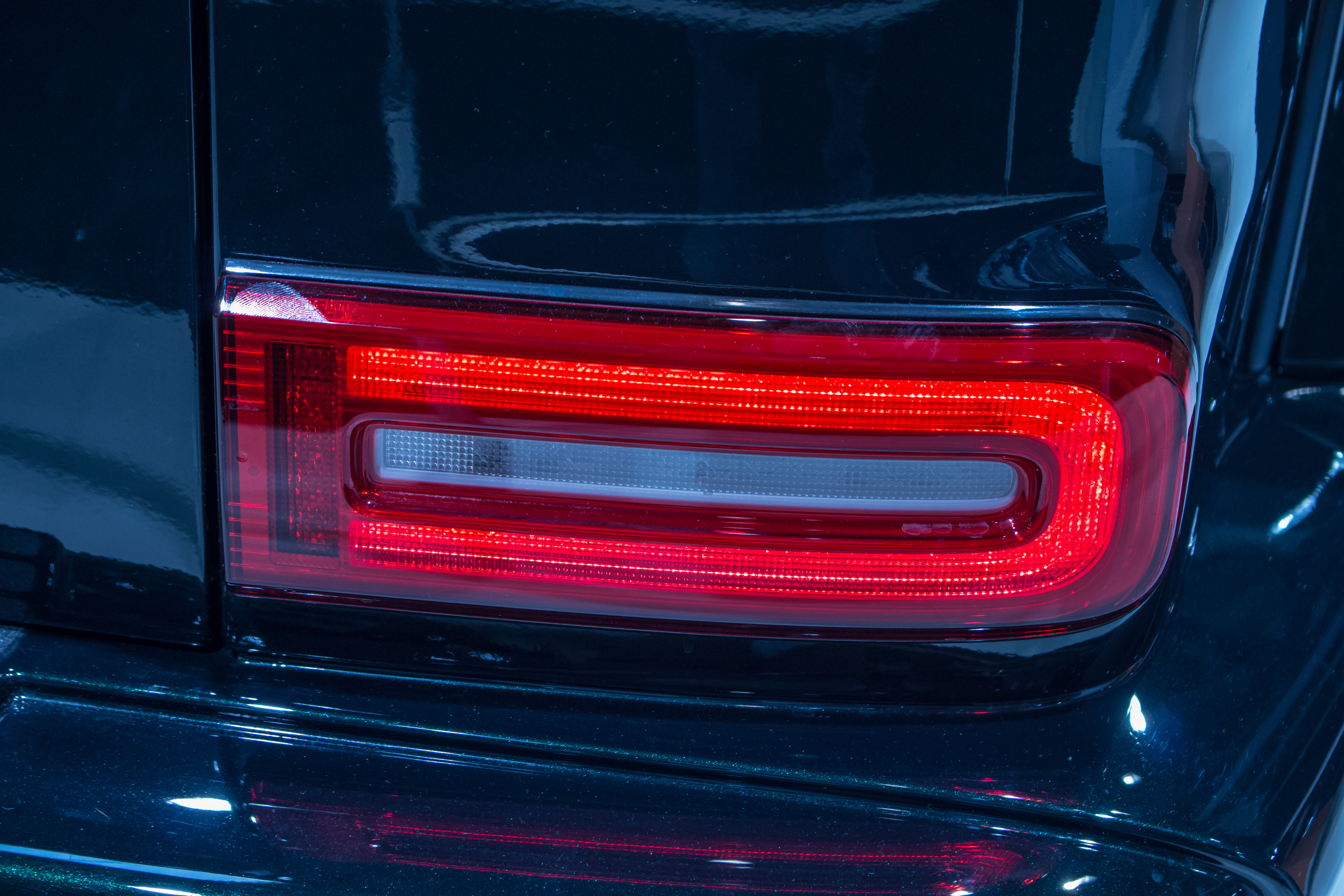
Neu gestaltete Heckleuchte

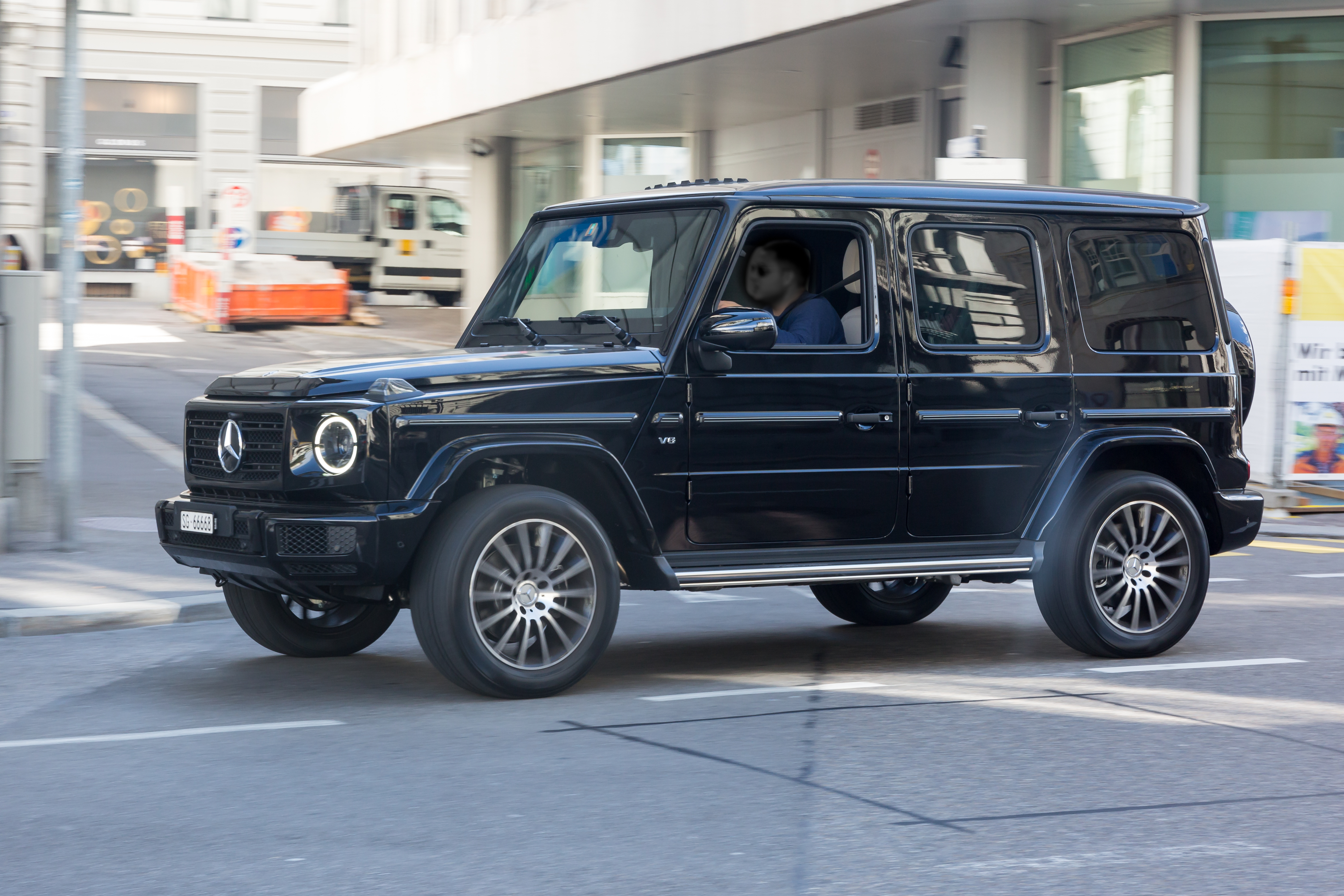
G 500 (2018–2024)

|                                            | G 350 (1)                                   | G 500                                       | G 500                                       | G 63 AMG                                     | G 63 AMG                                     | G 350 d                                     | G 350 d                                     | G 400 d                                     | G 400 d                                     |
| ------------------------------------------ | ------------------------------------------- | ------------------------------------------- | ------------------------------------------- | -------------------------------------------- | -------------------------------------------- | ------------------------------------------- | ------------------------------------------- | ------------------------------------------- | ------------------------------------------- |
| Auslieferungszeitraum                      | 09/2020–04/2024                             | 05/2018–06/2020                             | 08/2020–04/2024                             | 06/2018–06/2020                              | 07/2020–04/2024                              | 01/2019–06/2020                             | 07/2020–10/2022                             | 07/2019–12/2019                             | 07/2020–04/2024                             |
| Motorbezeichnung (2)                       | M 274 DE 20 AL                              | M 176 DE 40 AL                              | M 176 DE 40 AL                              | M 177 DE 40 AL                               | M 177 DE 40 AL                               | OM 656 D 29 R SCR                           | OM 656 D 29 R SCR                           | OM 656 D 29 R SCR                           | OM 656 D 29 R SCR                           |
| Motortyp                                   | R4-Ottomotor                                | V8-Ottomotor                                | V8-Ottomotor                                | V8-Ottomotor                                 | V8-Ottomotor                                 | R6-Dieselmotor                              | R6-Dieselmotor                              | R6-Dieselmotor                              | R6-Dieselmotor                              |
| Gemischaufbereitung                        | Direkteinspritzung                          | Direkteinspritzung                          | Direkteinspritzung                          | Direkteinspritzung                           | Direkteinspritzung                           | Common-Rail-Direkteinspritzung              | Common-Rail-Direkteinspritzung              | Common-Rail-Direkteinspritzung              | Common-Rail-Direkteinspritzung              |
| Motoraufladung                             | Turbolader                                  | Biturbo                                     | Biturbo                                     | Biturbo                                      | Biturbo                                      | Biturbo + Elektrische Turbolader            | Biturbo + Elektrische Turbolader            | Biturbo + Elektrische Turbolader            | Biturbo + Elektrische Turbolader            |
| Hubraum                                    | 1991 cm³                                    | 3982 cm³                                    | 3982 cm³                                    | 3982 cm³                                     | 3982 cm³                                     | 2925 cm³                                    | 2925 cm³                                    | 2925 cm³                                    | 2925 cm³                                    |
| max. Leistung                              | 190 kW (258 PS) bei 5800 min−1              | 310 kW (422 PS) bei 5250–5500 min−1         | 310 kW (422 PS) bei 5250–5500 min−1         | 430 kW (585 PS) bei 6000 min−1               | 430 kW (585 PS) bei 6000 min−1               | 210 kW (286 PS) bei 3400–4600 min−1         | 210 kW (286 PS) bei 3400–4600 min−1         | 243 kW (330 PS) bei 3400–4600 min−1         | 243 kW (330 PS) bei 3400–4600 min−1         |
| max. Drehmoment                            | 370 Nm bei 1800–4000 min−1                  | 610 Nm bei 2000–4750 min−1                  | 610 Nm bei 2000–4750 min−1                  | 850 Nm bei 2500–3500 min−1                   | 850 Nm bei 2500–3500 min−1                   | 600 Nm bei 1200–3200 min−1                  | 600 Nm bei 1200–3200 min−1                  | 700 Nm bei 1200–3200 min−1                  | 700 Nm bei 1200–3200 min−1                  |
| Antriebsart                                | Allradantrieb (Kraftverteilung 40:60–50:50) | Allradantrieb (Kraftverteilung 40:60–50:50) | Allradantrieb (Kraftverteilung 40:60–50:50) | Allradantrieb (Kraftverteilung 40:60–50:50)  | Allradantrieb (Kraftverteilung 40:60–50:50)  | Allradantrieb (Kraftverteilung 40:60–50:50) | Allradantrieb (Kraftverteilung 40:60–50:50) | Allradantrieb (Kraftverteilung 40:60–50:50) | Allradantrieb (Kraftverteilung 40:60–50:50) |
| Getriebe                                   | Neunstufen-Automatik (9G-Tronic)            | Neunstufen-Automatik (9G-Tronic)            | Neunstufen-Automatik (9G-Tronic)            | AMG Speedshift TCT 9G                        | AMG Speedshift TCT 9G                        | Neunstufen-Automatik (9G-Tronic)            | Neunstufen-Automatik (9G-Tronic)            | Neunstufen-Automatik (9G-Tronic)            | Neunstufen-Automatik (9G-Tronic)            |
| Länge × Breite × Höhe                      | 4866 mm × 1931 mm × 1968 mm                 | 4825 mm × 1931 mm × 1969 mm                 | 4825 mm × 1931 mm × 1969 mm                 | 4881 mm × 1984 mm × 1969 mm                  | 4881 mm × 1984 mm × 1969 mm                  | 4825 mm × 1931 mm × 1969 mm                 | 4825 mm × 1931 mm × 1969 mm                 | 4874 mm × 1984 mm × 1969 mm                 | 4825 mm × 1931 mm × 1969 mm                 |
| Radstand                                   | 2890 mm                                     | 2890 mm                                     | 2890 mm                                     | 2890 mm                                      | 2890 mm                                      | 2890 mm                                     | 2890 mm                                     | 2890 mm                                     | 2890 mm                                     |
| Leergewicht                                | k. A.                                       | 2429 kg                                     | 2429 kg                                     | 2560 kg                                      | 2560 kg                                      | 2451 kg                                     | 2451 kg                                     | 2472 kg                                     | 2489 kg                                     |
| max. Zuladung                              | k. A.                                       | 721 kg                                      | 721 kg                                      | 640 kg                                       | 640 kg                                       | 699 kg                                      | 699 kg                                      | 678 kg                                      | 661 kg                                      |
| Beschleunigung, 0–100 km/h                 | 8,1 s                                       | 5,9 s                                       | 5,9 s                                       | 4,5 s                                        | 4,5 s                                        | 7,4 s                                       | 7,4 s                                       | 6,4 s                                       | 6,4 s                                       |
| Höchstgeschwindigkeit                      | 190 km/h                                    | 210 km/h                                    | 210 km/h                                    | 220 km/h (mit AMG Drivers Package: 240 km/h) | 220 km/h (mit AMG Drivers Package: 240 km/h) | 199 km/h                                    | 199 km/h                                    | 210 km/h                                    | 210 km/h                                    |
| Kraftstoffverbrauch auf 100 km, kombiniert | 10,7 l Super                                | 11,5–12,1 l Super                           | 12,6–13,2 l Super                           | 13,1–13,3 l Super                            | 14,4 l Super                                 | 9,6–9,8 l Diesel                            | 8,7–8,9 l Diesel                            | 9,6 l Diesel                                | 8,7–8,9 l Diesel                            |
| CO2-Emission                               | k. A.                                       | 263–276 g/km                                | 289–301 g/km                                | 299–304 g/km                                 | 330 g/km                                     | 252–259 g/km                                | 229–235 g/km                                | 253 g/km                                    | 229–235 g/km                                |
| Tankinhalt                                 | k. A.                                       | 75 l                                        | 100 l                                       | 100 l                                        | 100 l                                        | 75 l                                        | 100 l                                       | 100 l                                       | 100 l                                       |
| Abgasnorm                                  | China VI                                    | Euro 6d-TEMP                                | Euro 6d                                     | Euro 6d-TEMP                                 | Euro 6d                                      | Euro 6d-TEMP                                | Euro 6d                                     | Euro 6d-TEMP                                | Euro 6d                                     |

### W 465 (seit 2024)
|                                                      | G 500                                               | G 63 AMG                                       | G 450 d                                        | G 580 mit EQ-Technologie                               |
| ---------------------------------------------------- | --------------------------------------------------- | ---------------------------------------------- | ---------------------------------------------- | ------------------------------------------------------ |
| Auslieferungszeitraum                                | seit 04/2024                                        | seit 04/2024                                   | seit 04/2024                                   | seit 04/2024                                           |
| Motorbezeichnung (2)                                 |                                                     |                                                |                                                |                                                        |
| Motortyp                                             | R6-Ottomotor mit 48 Volt ISG                        | V8-Ottomotor mit 48 Volt ISG                   | R6-Dieselmotor mit 48 Volt ISG                 | 4 Elektromotoren Permanentmagnet-Synchronmotoren (PSM) |
| Gemischaufbereitung                                  | Direkteinspritzung                                  | Direkteinspritzung                             | Common-Rail-Direkteinspritzung                 | –                                                      |
| Motoraufladung                                       | Biturbo                                             | Biturbo                                        | Biturbo                                        | –                                                      |
| Hubraum                                              | 2999 cm³                                            | 3982 cm³                                       | 2989 cm³                                       | –                                                      |
| max. Leistung                                        | 330 kW + 15 kW (449 PS + 20 PS) bei 5800–6100 min−1 | 430 kW + 15 kW (585 PS + 20 PS) bei 6000 min−1 | 270 kW + 15 kW (367 PS + 20 PS) bei 4000 min−1 | 432 kW (587 PS)                                        |
| max. Drehmoment                                      | 560 Nm + 200 Nm bei 2200–5000 min−1                 | 850 Nm + 200 Nm bei 2500–3500 min−1            | 750 Nm + 200 Nm bei 1350–2800 min−1            | 1164 Nm                                                |
| Antriebsart                                          | permanenter Allradantrieb (40:60)                   | permanenter Allradantrieb (40:60)              | permanenter Allradantrieb (40:60)              | Allradantrieb                                          |
| Getriebe                                             | Neunstufen-Automatik (9G-Tronic)                    | AMG Speedshift TCT 9G-Getriebe                 | Neunstufen-Automatik (9G-Tronic)               | 2-Gang-Getriebe                                        |
| Länge × Breite × Höhe                                | 4825 × 1931 × 2042 mm                               | 4873 × 1984 × 1971 mm                          | 4825 × 1931 × 2042 mm                          | 4624 × 1931 × 1986 mm                                  |
| Radstand                                             | 2890 mm                                             | 2890 mm                                        | 2890 mm                                        | 2890 mm                                                |
| Leergewicht                                          | 2485 kg                                             | 2640 kg                                        | 2555 kg                                        | 3085 kg                                                |
| max. Zuladung                                        | 715 kg                                              | 560 kg                                         | 645 kg                                         | 415 kg                                                 |
| Beschleunigung, 0–100 km/h                           | 5,4 s                                               | 4,4 s                                          | 5,8 s                                          | 4,7 s                                                  |
| Höchstgeschwindigkeit                                | 210 km/h                                            | 220 km/h 240 km/h (mit AMG Performance Paket)  | 210 km/h                                       | 180 km/h                                               |
| Kraftstoff-/ Energieverbrauch auf 100 km, kombiniert | 10,9–12,3 l Super                                   | 14,7–15,7 l Super                              | 8,7–10,0 l Diesel                              | 27,7–30,3 kWh                                          |
| CO2-Emission                                         | 248–284 g/km                                        | 335–358 g/km                                   | 227–261 g/km                                   | –                                                      |
| Tankinhalt                                           | 100 l                                               | 100 l                                          | 100 l                                          | –                                                      |
| Batteriekapazität                                    | –                                                   | –                                              | –                                              | 116 kWh                                                |
| Elektrische Reichweite                               | –                                                   | –                                              | –                                              | 434–473 km                                             |
| Abgasnorm                                            | Euro 6e                                             | Euro 6e                                        | Euro 6e                                        | –                                                      |

## Produktionszahlen
Die Entwicklung der Produktionszahlen für die Fahrzeuge der G-Klasse wurde verschiedentlich dargestellt. E. Kittler gibt für die Zeit von 1979 bis 2002 eine Gesamtproduktion von 167.794 Fahrzeugen mit jährlichen Stückzahlen im 4-stelligen und im niedrigen 5-stelligen Bereich für die MB-G-Klasse-Fahrzeuge an. Welche Stückzahlen für welche Modelle der W-Reihen von Mercedes-Benz und andere Varianten Puch-G-Modell oder andere Militär-Varianten wie die G-Klasse als Wolf sowie für diverse Lizenzfertigungen wie Peugeot P4, G-Klasse von Elbo oder Sonderbauten wie Serval oder LAPV Enok anzusetzen sind, wurde nicht ausgewiesen.
| Jahr  | 1979  | 1980  | 1981  | 1982  | 1983  | 1984  | 1985  | 1986  | 1987  | 1988  | 1989  | 1990   | ∑ 1979–1990 |
| ----- | ----- | ----- | ----- | ----- | ----- | ----- | ----- | ----- | ----- | ----- | ----- | ------ | ----------- |
| Stück | 2.811 | 7.533 | 6.950 | 7.049 | 6.156 | 7.326 | 8.685 | 8.047 | 8.103 | 7.888 | 6.560 | 12.103 | 89.211      |

| Jahr  | 1991   | 1992  | 1993  | 1994  | 1995  | 1996  | 1997  | 1998  | 1999  | 2000  | 2001  | 2002  | ∑ 1991–2002 | ∑ 1979–2002 |
| ----- | ------ | ----- | ----- | ----- | ----- | ----- | ----- | ----- | ----- | ----- | ----- | ----- | ----------- | ----------- |
| Stück | 11.540 | 8.528 | 7.114 | 5.342 | 6.860 | 5.859 | 3.791 | 4.594 | 4.274 | 5.466 | 6.143 | 9.072 | 78.583      | 167.794     |

Im Frühjahr 2022 wurde bekannt, dass im Jahr 2021 die 400.000ste G-Klasse ausgeliefert wurde und dass die Fahrzeuge sich so gut verkaufen, dass für die G-Klasse (W 463) im Frühjahr 2022 in Deutschland von Mercedes ein Bestellstopp und die rückwirkende Stornierung von Aufträgen bekannt gegeben wurde. Als Lieferzeit wurde im Januar 2022 etwa zwei bis drei Jahre angegeben. Die Produktion der Fahrzeuge in Graz ist nach Herstellerangaben von Magna völlig ausgelastet und erreichte 2021 einen Höchststand mit der Herstellung von 41.174 Fahrzeugen. Bei diesen Zahlen ist unbekannt, inwieweit die Produktion militärischer Varianten berücksichtigt wurde.
| Modell                                                      | Bauzeit           | Stückzahl         |
| W 460 (1979–1992)                                           | W 460 (1979–1992) | W 460 (1979–1992) |
| ----------------------------------------------------------- | ----------------- | ----------------- |
| 240 GD (kurzer Radstand)                                    | 1979–1991         | 7645              |
| 240 GD (langer Radstand)                                    | 1979–1991         | 7645              |
| 250 GD (kurzer Radstand)                                    | 1987–1992         | 2051              |
| 250 GD (langer Radstand)                                    | 1987–1992         | 2051              |
| 300 GD (kurzer Radstand)                                    | 1979–1991         | 20415             |
| 300 GD (langer Radstand)                                    | 1979–1991         | 20415             |
| 230 G (kurzer Radstand)                                     | 1979–1989         | 4138              |
| 230 G (langer Radstand)                                     | 1979–1989         | 4138              |
| 200 GE (kurzer Radstand)                                    | 1986–1991         | 610               |
| 200 GE (langer Radstand)                                    | 1986–1991         | 610               |
| 230 GE (kurzer Radstand)                                    | 1982–1991         | 6884              |
| 230 GE (langer Radstand)                                    | 1982–1991         | 6884              |
| 280 GE (kurzer Radstand)                                    | 1979–1991         | 9945              |
| 280 GE (langer Radstand)                                    | 1979–1991         | 9945              |
| W 461 (1992–2001)                                           |                   |                   |
| 290 GD (kurzer Radstand)                                    | 1991–1997         | 976               |
| 290 GD (langer Radstand)                                    | 1991–1997         | 2192              |
| 290 GD Turbo (kurzer Radstand)                              | 1997–2001         | 486               |
| 290 GD Turbo (langer Radstand)                              | 1997–2001         | 1175              |
| 230 GE (kurzer Radstand)                                    | 1991–1996         | 331               |
| 230 GE (langer Radstand)                                    | 1991–1996         | 331               |
| W 463 (1989–2000)                                           |                   |                   |
| 250 GD (kurzer Radstand)                                    | 1990–1992         | 241               |
| 250 GD (langer Radstand)                                    | 1990–1991         | 31                |
| 300 GD, ab 09/93: G 300 Diesel (kurzer Radstand)            | 1990–1994         | 2547              |
| 300 GD, ab 09/93: G 300 Diesel (langer Radstand)            | 1990–1994         | 1616              |
| G 300 Turbodiesel (kurzer Radstand)                         | 1996–2000         | 815               |
| G 300 Turbodiesel (langer Radstand)                         | 1996–2000         | 2141              |
| 350 GD Turbo, ab 09/93: G 350 Turbodiesel (kurzer Radstand) | 1992–1996         | 1841              |
| 350 GD Turbo, ab 09/93: G 350 Turbodiesel (langer Radstand) | 1992–1996         | 2451              |
| 200 GE, ab 09/93: G 200 (kurzer Radstand)                   | 1990–1994         | 376               |
| 200 GE, ab 09/93: G 200 (langer Radstand)                   | 1989–1993         | 17                |
| 230 GE, ab 09/93: G 230 (kurzer Radstand)                   | 1990–1994         | 382               |
| 230 GE, ab 09/93: G 230 (langer Radstand)                   | 1990–1994         | 134               |
| 300 GE, ab 09/93: G 300 (kurzer Radstand)                   | 1990–1996         | 2132              |
| 300 GE, ab 09/93: G 300 (langer Radstand)                   | 1990–1997         | 2806              |
| G 320 (kurzer Radstand)                                     | 1994–1997         | 1184              |
| G 320 (langer Radstand)                                     | 1994–1997         | 2597              |
| G 320 V6-Motor (kurzer Radstand)                            | 1997–2000         | 543               |
| G 320 V6-Motor (langer Radstand)                            | 1997–2000         | 1403              |
| G 500 (kurzer Radstand)                                     | 1998–2000         | 530               |
| G 500 (langer Radstand)                                     | 1998–2000         | 4438              |
| G 500 Guard (Sonderschutz-Ausführung B4)                    | 1999–2000         | k. A.             |
| G 500 Guard (Sonderschutz-Ausführung B6)                    | 1999–2000         | k. A.             |
| G 500 Guard (Sonderschutz-Ausführung B7)                    | 1999–2000         | k. A.             |
| 500 GE V8                                                   | 1993–1994         | 446               |
| G 55 AMG (kurzer Radstand)                                  | 1999–2001         | k. A.             |
| G 55 AMG (langer Radstand)                                  | 1999–2001         | k. A.             |
| W 463 (2000–2007)                                           |                   |                   |
| G 270 CDI (kurzer Radstand)                                 | 2001–2006         | 1196              |
| G 270 CDI (langer Radstand)                                 | 2001–2006         | 2123              |
| G 400 CDI (kurzer Radstand)                                 | 2001–2006         | 828               |
| G 400 CDI (langer Radstand)                                 | 2001–2006         | 4147              |
| G 320 (kurzer Radstand)                                     | 2001–2006         | 514               |
| G 320 (langer Radstand)                                     | 2001–2006         | 861               |
| G 500 (kurzer Radstand)                                     | 2001–2007         | k. A.             |
| G 500 (langer Radstand)                                     | 2000–2007         | k. A.             |
| G 500 Guard (Sonderschutz-Ausführung B4)                    | 2002–2007         | k. A.             |
| G 500 Guard (Sonderschutz-Ausführung B6)                    | 2001–2007         | k. A.             |
| G 500 Guard (Sonderschutz-Ausführung B7)                    | 2002–2007         | k. A.             |
| G 55 AMG (kurzer Radstand)                                  | 2001–2004         | k. A.             |
| G 55 AMG (langer Radstand)                                  | 2001–2004         | k. A.             |
| G 55 AMG Kompressor (langer Radstand)                       | 2004–2007         | k. A.             |

## Militärversionen
- Wolf – Mercedes-Benz G als Militärausführung
- Sandviper – Sonderanfertigung beim Österreichischen Bundesheer[48]
- Sonderwagen 3 gepanzerter Mercedes-Benz G beim Bundesgrenzschutz bzw. der Bundespolizei
- ACS LAPV Enok – Gepanzerte Version der Schutzstufe STANAG 4569
- Serval – Mercedes-Benz G 270 mit Sonderaufbau
- Rheinmetall Caracal - Luftlandefahrzeug

## Fahrzeuge auf Basis der G-Klasse
- Brabus 800 iBusiness

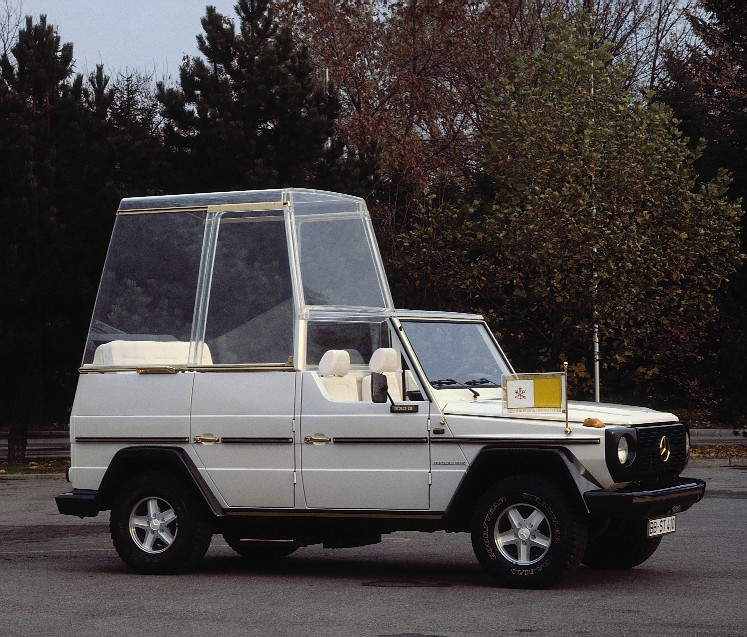
230 G als Papamobil (1980)

- KSU Gazal-1, in Saudi-Arabien neu gestaltete Langversion des Mercedes-Benz G 500
- Mercedes-Benz G 63 AMG 6×6 – AMG-Luxusvariante mit 6×6-Antrieb als Pickup
- Papamobil Spezialanfertigung für den Papst

## Lizenzbauten
- Peugeot P4, Frankreich

## Nachfolgemodelle
Im Laufe der Zeit wurde immer wieder die Einstellung des Modells zu Gunsten von SUVs wie der M-Klasse oder der größeren GL-Klasse angekündigt. Diese Einstellung wurde immer wieder verschoben, im Jahr 2012 hat Daimler schließlich den laufenden Vertrag mit der Magna-Gruppe bis zum Jahr 2020 verlängert. Nach einer weiteren Verlängerung bis 2022 wurde mit Einführung des neuen Modells in 2018 der Fertigungsvertrag um ein weiteres Jahr bis 2023 verlängert.

## G-Klasse in der Kunst
Im Rahmen der North American International Auto Show 2018 wurde ein 280 GE aus 1979 in bernsteinfarbenem Kunstharz vergossen, die Projektdauer betrug 90 Tage. Der Quader, der das Fahrzeug umgab, hatte die Maße 550 cm × 255 cm × 310 cm und hatte eine Masse von 44.400 kg. Der Standort befand sich am Eingang zum Cobo Center, dem Veranstaltungsort der NAIAS.